# Erlangen
Erlangen ist eine Großstadt im fränkischen Regierungsbezirk Mittelfranken des Freistaates Bayern. Die kreisfreie Stadt ist Universitätsstadt, Sitz des Landratsamts des Landkreises Erlangen-Höchstadt und mit 115.928 Einwohnern (Stand 31. Dezember 2024) die viertgrößte Stadt Frankens, nach Nürnberg, Fürth und Würzburg, sowie die kleinste der insgesamt acht Großstädte Bayerns. Die Einwohnerzahl überschritt 1974 erstmals die Grenze von 100.000, wodurch Erlangen zur Großstadt wurde. Erlangen steht aktuell (Stand: Dezember 2024) auf Platz 69 der größten Städte Deutschlands.
Erlangen, Nürnberg und Fürth bilden zusammen eine der drei Metropolen in Bayern. Gemeinsam mit ihrem Umland bilden diese Städte die Europäische Metropolregion Nürnberg, eine von elf Metropolregionen in Deutschland. Das Städtedreieck ist das Kernland des Ballungsraumes Nürnberg.
Heute wird die Stadt vor allem durch die Friedrich-Alexander-Universität Erlangen-Nürnberg und den Technologiekonzern Siemens geprägt.

## Geographie
Erlangen befindet sich am Rande des mittelfränkischen Beckens. Nordöstlich und östlich erstreckt sich das Erlanger Oberland, daran anschließend befinden sich die Höhenzüge der Fränkischen Schweiz.
Die Stadt liegt im Tal der Regnitz, die das Stadtgebiet von Süden nach Norden in zwei etwa gleich große Hälften teilt. Im Westen der Stadt verläuft, parallel zur Regnitz, der Main-Donau-Kanal. Nördlich der Innenstadt mündet die von Osten kommende Schwabach, im Süden der Stadt die von Westen kommende Mittlere Aurach in die Regnitz. Darüber hinaus hat die Stadt mit dem Ortsteil Tennenlohe im Süden Anteil am Knoblauchsland.
Lage und Entfernungen * der nächstgelegenen größeren Städte zu Erlangen:
| Schweinfurt (100 km)                         | Bamberg (40 km)                                       | Bayreuth (90 km)                                              |
| Frankfurt am Main (220 km) Würzburg (100 km) |                                                       | Weiden i. d. OPf. (85 km) Grenze Tschechien Waidhaus (140 km) |
| Rothenburg ob der Tauber (80 km)             | Nürnberg (20 km) Ingolstadt (120 km) München (190 km) | Regensburg (120 km)                                           |

### Panoramabild

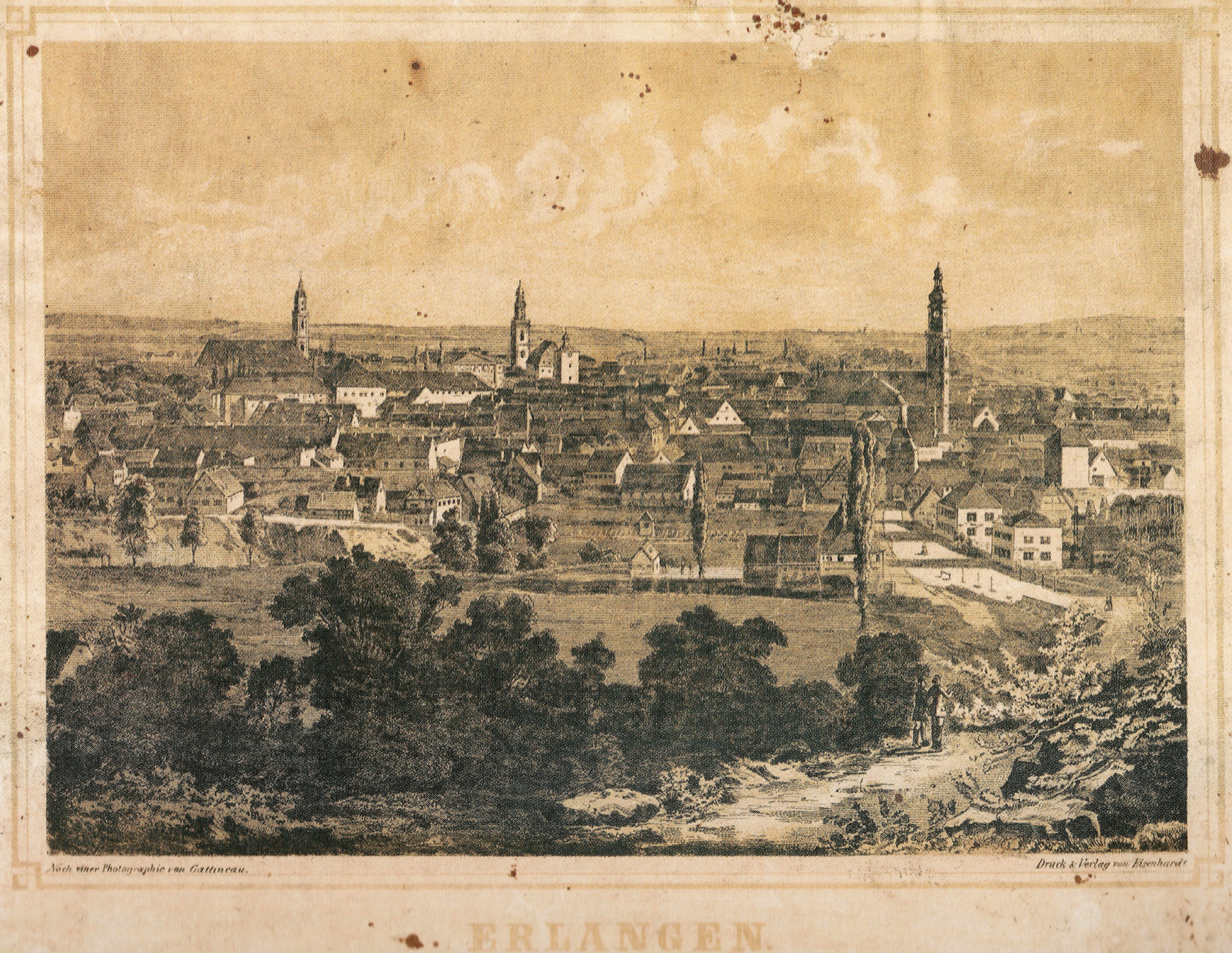
… 1860, …

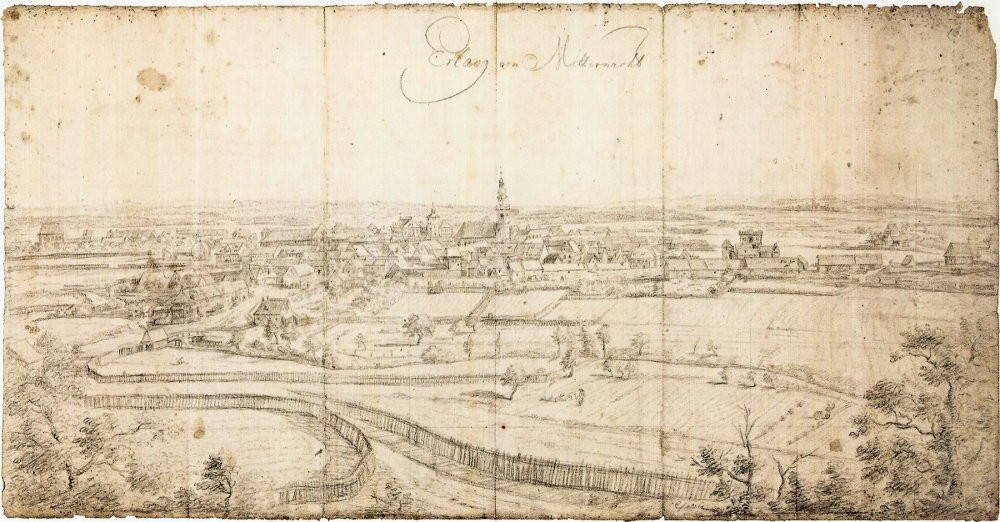
Blick vom Burgberg auf die Erlanger Innenstadt, 1732, …
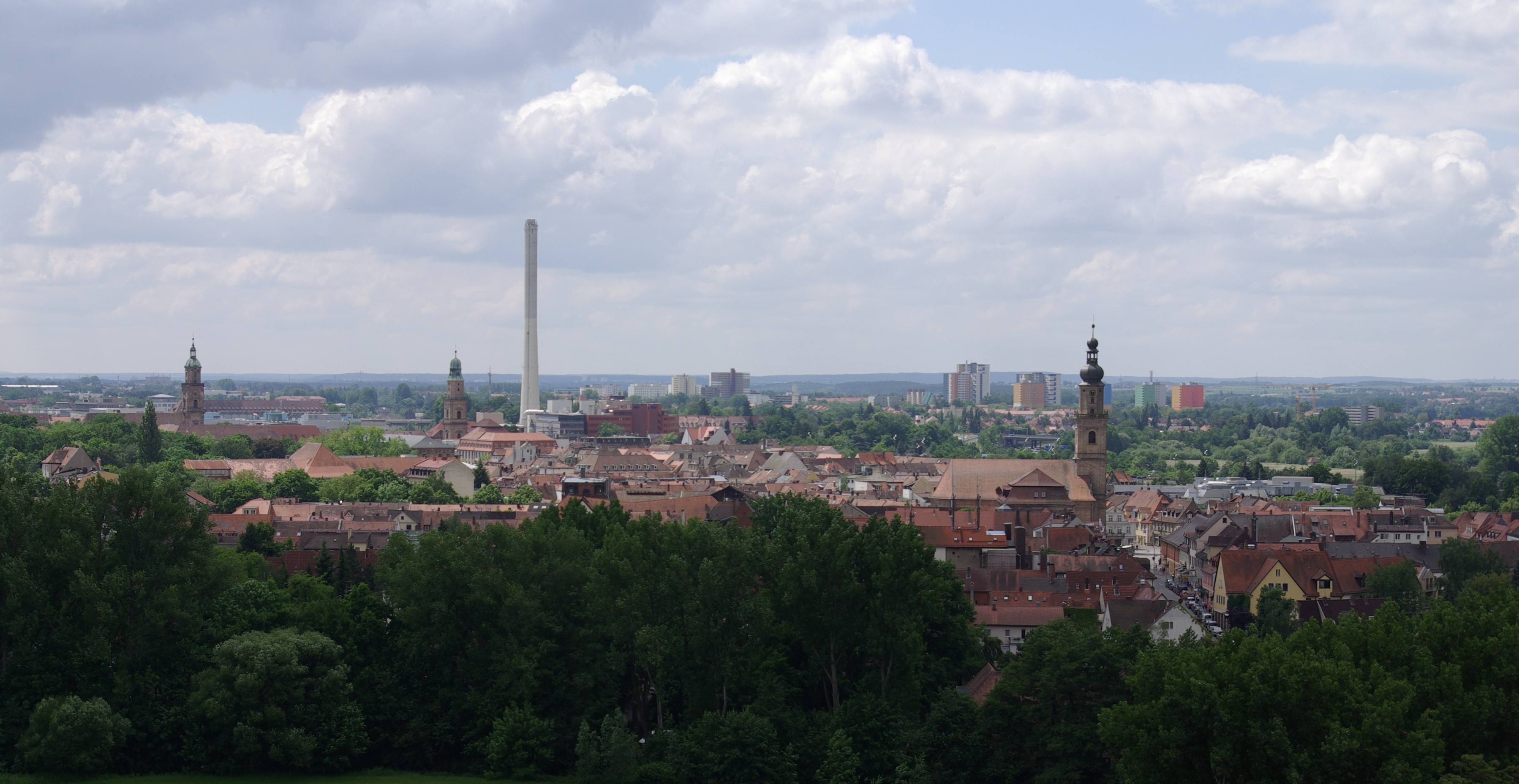
… und im Juni 2009.
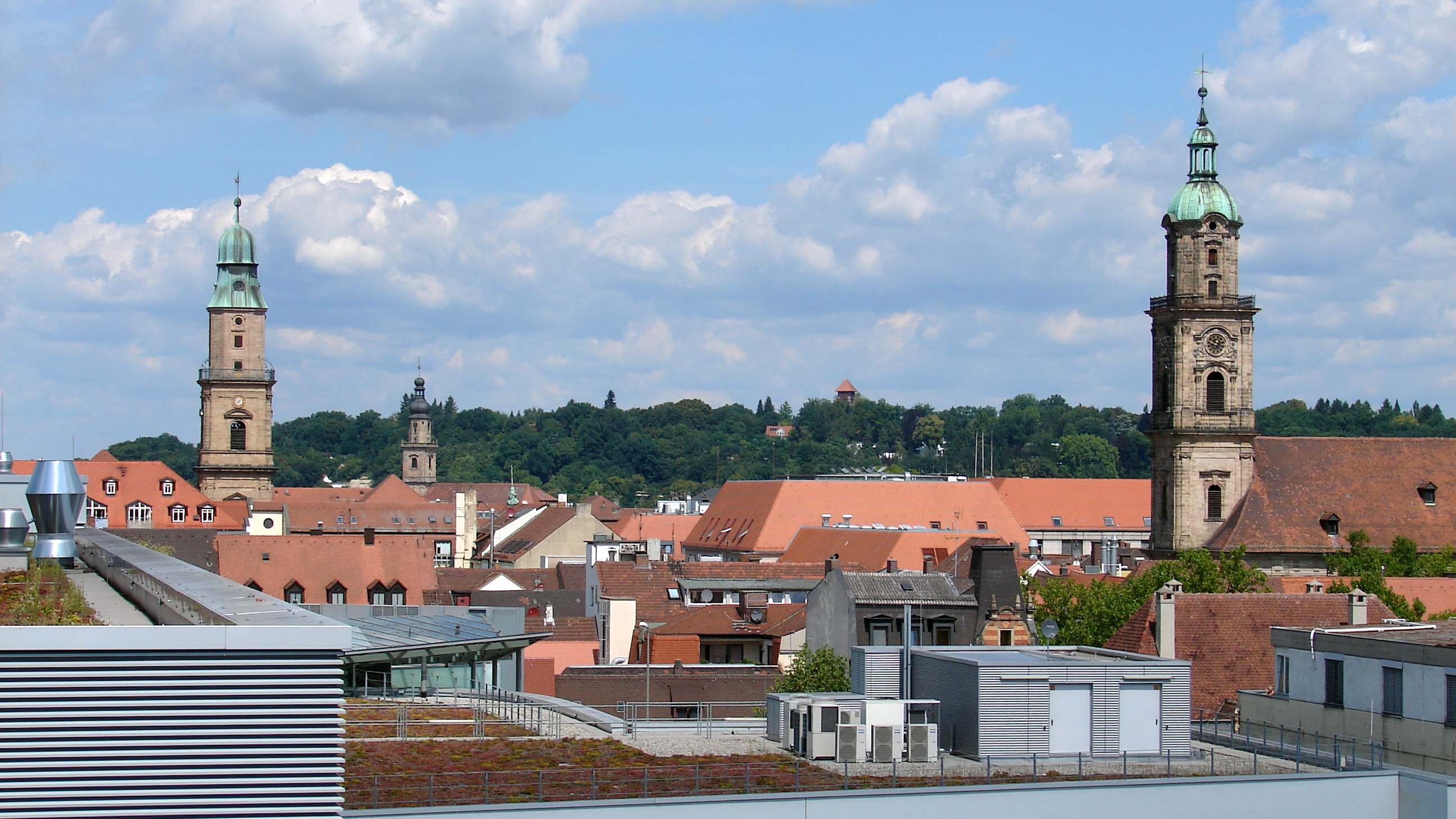
Stadtansicht 2012
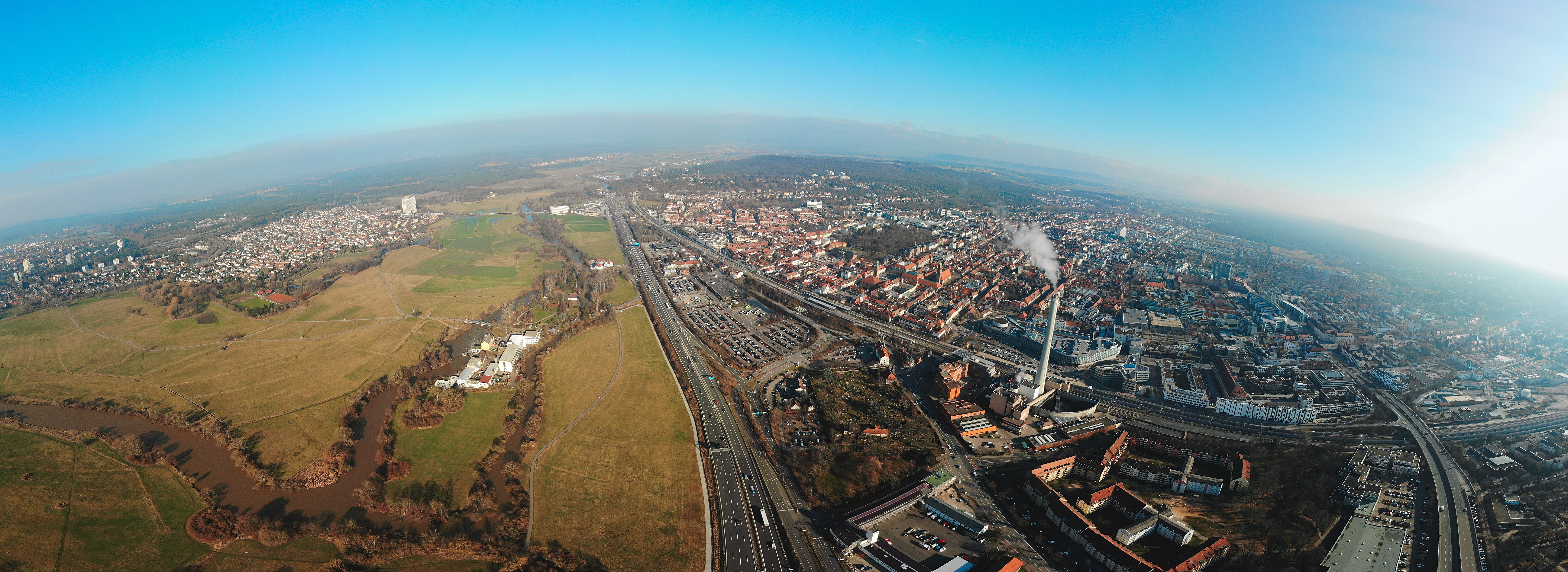
Luftaufnahme von 2020. Erlangen rechts, in der Bildmitte der Regnitzgrund und im linken Hintergrund Alterlangen.

### Nachbargemeinden
Folgende Gemeinden beziehungsweise gemeindefreien Gebiete grenzen an die Stadt Erlangen, sie werden im Uhrzeigersinn, beginnend im Norden, genannt:
Das gemeindefreie Gebiet Mark, die Gemeinden Möhrendorf, Bubenreuth, Marloffstein, Spardorf und Buckenhof sowie das Waldgebiet Buckenhofer Forst (alle zum Landkreis Erlangen-Höchstadt gehörend), die kreisfreien Städte Nürnberg und Fürth, die Gemeinde Obermichelbach (Landkreis Fürth) sowie die Stadt Herzogenaurach und die Gemeinde Heßdorf (beide Landkreis Erlangen-Höchstadt).

### Stadtgliederung

Stadtteile und statistische Bezirke der Stadt Erlangen

Erlangen besteht amtlich aus neun Stadtteilen und 40 statistischen Bezirken. Daneben ist das Stadtgebiet in zwölf grundbuch- und vermessungsrechtlich relevante Gemarkungen unterteilt, deren Grenzen weitgehend von denen der statistischen Bezirke abweichen. Bei den Gemarkungen und statistischen Bezirken handelt es sich teilweise um ehemals selbständige Gemeinden. Andererseits befinden sich darunter neuere Siedlungen, deren Bezeichnungen sich ebenfalls als Stadtteilnamen eingeprägt haben. Die traditionellen und subjektiv wahrgenommenen Grenzen der Stadtteile weichen jedoch oft von den amtlich festgelegten ab.
| Nr. | Stadtteil Statistischer Bezirk | Bevölkerung 2024 | Bevölkerungsprognose 2040 | Fläche         | Bevölkerungsdichte 2024 (Einwohner pro km²) |
|     | Innenstadt                     | 11.161           | 12.369                    | 2.688.472 m²   | 4.151                                       |
| 01  | Altstadt                       | 3.497            | 3.657                     | 553.021 m²     | 6.323                                       |
| 02  | Markgrafenstadt                | 4.125            | 4.364                     | 672.985 m²     | 6.129                                       |
| 03  | Rathausplatz                   | 2.008            | 2.761                     | 433.055 m²     | 4.636                                       |
| 04  | Tal                            | 1.531            | 1.587                     | 1.029.411 m²   | 1.487                                       |
|     | Regnitz                        | 9.465            | 9.509                     | 5.942.960 m²   | 1.593                                       |
| 10  | Heiligenloh                    | 3.228            | 3.262                     | 1.323.684 m²   | 2.438                                       |
| 11  | Alterlangen                    | 2.735            | 2.788                     | 2.188.264 m²   | 1.250                                       |
| 12  | Steinforst                     | 3.502            | 3.459                     | 2.431.012 m²   | 1.440                                       |
|     | Nord                           | 17.374           | 19.161                    | 6.710.924 m²   | 2.589                                       |
| 20  | Burgberg                       | 3.608            | 3.740                     | 1.903.270 m²   | 1.896                                       |
| 21  | Meilwald                       | 933              | 1.059                     | 1.950.852 m²   | 478                                         |
| 22  | Sieglitzhof                    | 4.696            | 4.792                     | 1.216.644 m²   | 3.860                                       |
| 23  | Loewenich                      | 1.844            | 1.972                     | 396.503 m²     | 4.651                                       |
| 24  | Buckenhofer Siedlung           | 3.056            | 3.125                     | 785.896 m²     | 3.889                                       |
| 25  | Stubenloh                      | 3.237            | 4.473                     | 457.759 m²     | 7.071                                       |
|     | Ost                            | 17.268           | 17.787                    | 3.795.759 m²   | 4.549                                       |
| 30  | Röthelheim                     | 5.818            | 6.106                     | 776.654 m²     | 7.491                                       |
| 32  | Sebaldus                       | 4.970            | 5.132                     | 1.452.294 m²   | 3.422                                       |
| 33  | Röthelheimpark                 | 6.480            | 6.549                     | 1.566.811 m²   | 4.136                                       |
|     | Süd                            | 29.440           | 32.273                    | 9.757.699 m²   | 3.017                                       |
| 40  | Anger                          | 7.310            | 7.390                     | 1.477.997 m²   | 4.946                                       |
| 41  | Rathenau                       | 5.459            | 5.750                     | 865.330 m²     | 6.309                                       |
| 42  | Schönfeld                      | 5.290            | 5.309                     | 744.956 m²     | 7.101                                       |
| 43  | Forschungszentrum              | 1.233            | 3.358                     | 3.383.338 m²   | 364                                         |
| 44  | Bachfeld                       | 5.825            | 6.009                     | 1.637.456 m²   | 3.557                                       |
| 45  | Bierlach                       | 4.323            | 4.457                     | 1.648.622 m²   | 2.622                                       |
|     | Südost                         | 8.133            | 7.992                     | 9.177.798 m²   | 886                                         |
| 50  | Eltersdorf                     | 3.191            | 3.101                     | 2.804.863 m²   | 1.138                                       |
| 51  | St. Egidien                    | 332              | 414                       | 3.504.512 m²   | 95                                          |
| 52  | Tennenlohe                     | 4.610            | 4.477                     | 2.868.423 m²   | 1.607                                       |
|     | Südwest                        | 5.548            | 5.349                     | 15.400.573 m²  | 360                                         |
| 60  | Neuses                         | 191              | 182                       | 2.712.378 m²   | 70                                          |
| 61  | Frauenaurach                   | 3.490            | 3.384                     | 3.729.129 m²   | 936                                         |
| 62  | Kriegenbrunn                   | 1.172            | 1.118                     | 4.888.890 m²   | 240                                         |
| 63  | Hüttendorf                     | 695              | 665                       | 4.070.176 m²   | 171                                         |
|     | West                           | 18.294           | 19.244                    | 12.486.947 m²  | 1.465                                       |
| 70  | Kosbach                        | 936              | 913                       | 1.841.504 m²   | 508                                         |
| 71  | In der Reuth                   | 1.047            | 983                       | 1.225.857 m²   | 854                                         |
| 73  | Häusling                       | 188              | 197                       | 1.334.745 m²   | 141                                         |
| 74  | Steudach                       | 318              | 457                       | 2.366.783 m²   | 134                                         |
| 75  | Industriehafen                 | 59               | 54                        | 1.615.434 m²   | 37                                          |
| 76  | Büchenbach Dorf                | 4.284            | 4.328                     | 1.721.376 m²   | 2.489                                       |
| 77  | Büchenbach Nord                | 5.582            | 5.547                     | 845.269 m²     | 6.604                                       |
| 78  | Büchenbach West                | 5.880            | 6.765                     | 1.535.979 m²   | 3.828                                       |
|     | Dechsendorf                    | 3.622            | 3.596                     | ca. 11,00 km²  | 329                                         |
| 80  | Dechsendorf West               | 1.371            | 1.400                     | 2.888.602 m²   | 475                                         |
| 81  | Dechsendorf Ost                | 2.251            | 2.196                     | 3.220.085 m²   | 699                                         |
| 82  | Mönau                          | 0                | 0                         | circa 4,89 km² | 0                                           |
|     | Erlangen                       | 120.305          | 127.280                   | 76,96 km²      | 1.563                                       |

#### Stadtteile und statistische Bezirke
- Zentrum
  - 01: Altstadt
  - 02: Markgrafenstadt
  - 03: Rathausplatz
  - 04: Tal
- Regnitz
  - 10: Heiligenloh
  - 11: Alterlangen
  - 12: Steinforst
- Nord
  - 20: Burgberg
  - 21: Meilwald
  - 22: Sieglitzhof
  - 23: Loewenich
  - 24: Buckenhofer Siedlung
  - 25: Stubenloh
- Ost
  - 30: Röthelheim
  - 32: Sebaldus
  - 33: Röthelheimpark
- Süd
  - 40: Anger
  - 41: Rathenau
  - 42: Schönfeld
  - 43: Forschungszentrum
  - 44: Bachfeld
  - 45: Bierlach
- Südost
  - 50: Eltersdorf
  - 51: St. Egidien
  - 52: Tennenlohe
- Südwest
  - 60: Neuses
  - 61: Frauenaurach
  - 62: Kriegenbrunn
  - 63: Hüttendorf
- West
  - 70: Kosbach
  - 71: In der Reuth
  - 73: Häusling
  - 74: Steudach
  - 75: Industriehafen
  - 76: Büchenbach Dorf
  - 77: Büchenbach Nord
  - 78: Büchenbach West
- Nordwest
  - 80: Dechsendorf West
  - 81: Dechsendorf Ost
  - 82: Mönau

#### Gemarkungen
Die Stadt Erlangen besteht aus den folgenden Gemarkungen:
| \| Gemarkungs- schlüssel \| Gemarkung \| Fläche[5] km² \| Einwohner Zensus 2011-05-09[6] \| Einge- meindung \| Bevölkerungsdichte (EW/km²) \| \| --------------------- \| --------------- \| ------------- \| ------------------------------ \| --------------- \| --------------------------- \| \| 2765 \| Büchenbach \| 7,52 \| 16.565 \| 1923-08-01 \| 2.203 \| \| 2760 \| Bruck \| 4,29 \| 14.656 \| 1924-09-15 \| 3.416 \| \| 2771 \| Eltersdorf 1 2 \| 6,53 \| 3.951 \| 1972-07-01 \| 605 \| \| 2772 \| Erlangen 3 4 \| 21,75 \| 54.320 \| - \| 2.497 \| \| 2780 \| Frauenaurach \| 5,53 \| 3.606 \| 1972-07-01 \| 652 \| \| 2786 \| Großdechsendorf \| 6,00 \| 3.280 \| 1972-07-01 \| 547 \| \| 2800 \| Hüttendorf \| 4,70 \| 619 \| 1972-07-01 \| 147 \| \| 2808 \| Klosterwald 5 \| 1,58 \| 0 \| 1972-07-01 \| 0 \| \| 2809 \| Kosbach \| 5,29 \| 1.393 \| 1967-01-01 \| 263 \| \| 2811 \| Kriegenbrunn \| 4,48 \| 1.217 \| 1972-07-01 \| 271 \| \| 2817 \| Mönau 5 \| 4,81 \| 59 \| 1972-07-01 \| 12 \| \| 2836 \| Tennenlohe \| 4,47 \| 3.996 \| 1972-07-01 \| 894 \| \| \| Stadt Erlangen \| 76,96 \| 103.719 \| \| 1.348 \| 1 Teileingliederung bereits 1960 2 einschließlich der am 1. Juli 1977 von der Stadt Fürth eingegliederten Königsmühle 3 einschließlich des am 1. Mai 1919 von der Gemeinde Spardorf eingegliederten Sieglitzhof 4 einschließlich des am 1. April 1920 von der Gemeinde Kosbach eingegliederten Alterlangen 5 ehemaliges gemeindefreies Gebiet |                 |            |                             |                 |                             |
| Gemarkungs- schlüssel | Gemarkung       | Fläche km² | Einwohner Zensus 2011-05-09 | Einge- meindung | Bevölkerungsdichte (EW/km²) |
| 2765 | Büchenbach      | 7,52       | 16.565                      | 1923-08-01      | 2.203                       |
| 2760 | Bruck           | 4,29       | 14.656                      | 1924-09-15      | 3.416                       |
| 2771 | Eltersdorf 1 2  | 6,53       | 3.951                       | 1972-07-01      | 605                         |
| 2772 | Erlangen 3 4    | 21,75      | 54.320                      | -               | 2.497                       |
| 2780 | Frauenaurach    | 5,53       | 3.606                       | 1972-07-01      | 652                         |
| 2786 | Großdechsendorf | 6,00       | 3.280                       | 1972-07-01      | 547                         |
| 2800 | Hüttendorf      | 4,70       | 619                         | 1972-07-01      | 147                         |
| 2808 | Klosterwald 5   | 1,58       | 0                           | 1972-07-01      | 0                           |
| 2809 | Kosbach         | 5,29       | 1.393                       | 1967-01-01      | 263                         |
| 2811 | Kriegenbrunn    | 4,48       | 1.217                       | 1972-07-01      | 271                         |
| 2817 | Mönau 5         | 4,81       | 59                          | 1972-07-01      | 12                          |
| 2836 | Tennenlohe      | 4,47       | 3.996                       | 1972-07-01      | 894                         |
| | Stadt Erlangen  | 76,96      | 103.719                     |                 | 1.348                       |

#### Ortslagen
Einige noch gebräuchliche Namen von historischen Ortslagen wurden bei den amtlichen Bezeichnungen nicht berücksichtigt. Beispiele sind:
- Brucker Werksiedlung (in der Gemarkung Bruck)
- Erba-Siedlung (in der Gemarkung Bruck, am Anger)
- Essenbach (am Burgberg, nördlich der Schwabach)
- Heusteg (in der Gemarkung Großdechsendorf)
- Königsmühle (in der Gemarkung Eltersdorf)
- Paprika-Siedlung (in der Gemarkung Frauenaurach, auf der ehemaligen Hutweide bei Schallershof)
- Schallershof (in der Gemarkung Frauenaurach)
- Siedlung Sonnenblick (in der Gemarkung Büchenbach)
- Stadtrandsiedlung (in der Gemarkung Büchenbach)
- St. Johann (im Statistischen Bezirk Alterlangen)
- Werker (am Burgberg, östlich der Regnitz)
- Zollhaus (östliche Innenstadt)

### Klima
Durch seine Lage in Mitteleuropa befindet sich Erlangen in der kühlgemäßigten Klimazone. Der Ort ist weder eindeutig dem Kontinentalklima noch dem Maritimklima zuzuordnen. Typisch für den kontinentalen Einfluss ist der geringe Jahresniederschlag von 645 mm. Insbesondere im Herbst und Winter sorgt der Regnitzgrund häufig für Nebel. In Erlangen schlugen im Jahr 2020 97 Erdblitze ein.
|                        | Jan  | Feb  | Mär | Apr  | Mai  | Jun  | Jul  | Aug  | Sep  | Okt  | Nov | Dez  |   |      |
| Mittl. Temperatur (°C) | −1,1 | 0,5  | 4   | 8,2  | 13   | 16,3 | 18,1 | 17,7 | 14,3 | 9,4  | 3,9 | 0,3  | ⌀ | 8,8  |
| Mittl. Tagesmax. (°C)  | 1,9  | 4,3  | 8,9 | 13,6 | 18,8 | 22   | 23,7 | 23,3 | 20   | 14,2 | 7   | 3    | ⌀ | 13,4 |
| Mittl. Tagesmin. (°C)  | −4   | −3,3 | −1  | 2,7  | 7,2  | 10,6 | 12,4 | 12,1 | 8,5  | 4,6  | 0,8 | −2,4 | ⌀ | 4,1  |
|                        |      |      |     |      |      |      |      |      |      |      |     |      |   |      |
| Niederschlag (mm)      | 45   | 39   | 46  | 48   | 64   | 75   | 69   | 67   | 51   | 45   | 44  | 52   | Σ | 645  |
|                        |      |      |     |      |      |      |      |      |      |      |     |      |   |      |
| Sonnenstunden (h/d)    | 1,5  | 2,7  | 4   | 5,4  | 6,9  | 7,1  | 7,6  | 6,9  | 5,5  | 3,9  | 1,8 | 1,4  | ⌀ | 4,6  |

| −4 |

| −3,3 |

| −1 |

| 2,7 |

| 7,2 |

| 10,6 |

| 12,4 |

| 12,1 |

| 8,5 |

| 4,6 |

| 0,8 |

| −2,4 |

| −4 |

| −3,3 |

| −1 |

| 2,7 |

| 7,2 |

| 10,6 |

| 12,4 |

| 12,1 |

| 8,5 |

| 4,6 |

| 0,8 |

| −2,4 |

| N i e d e r s c h l a g | 45  | 39  | 46  | 48  | 64  | 75  | 69  | 67  | 51  | 45  | 44  | 52  |
|                         | Jan | Feb | Mär | Apr | Mai | Jun | Jul | Aug | Sep | Okt | Nov | Dez |

## Geschichte

### Allgemeine Geschichte der Stadt

#### Ur- und Frühgeschichte

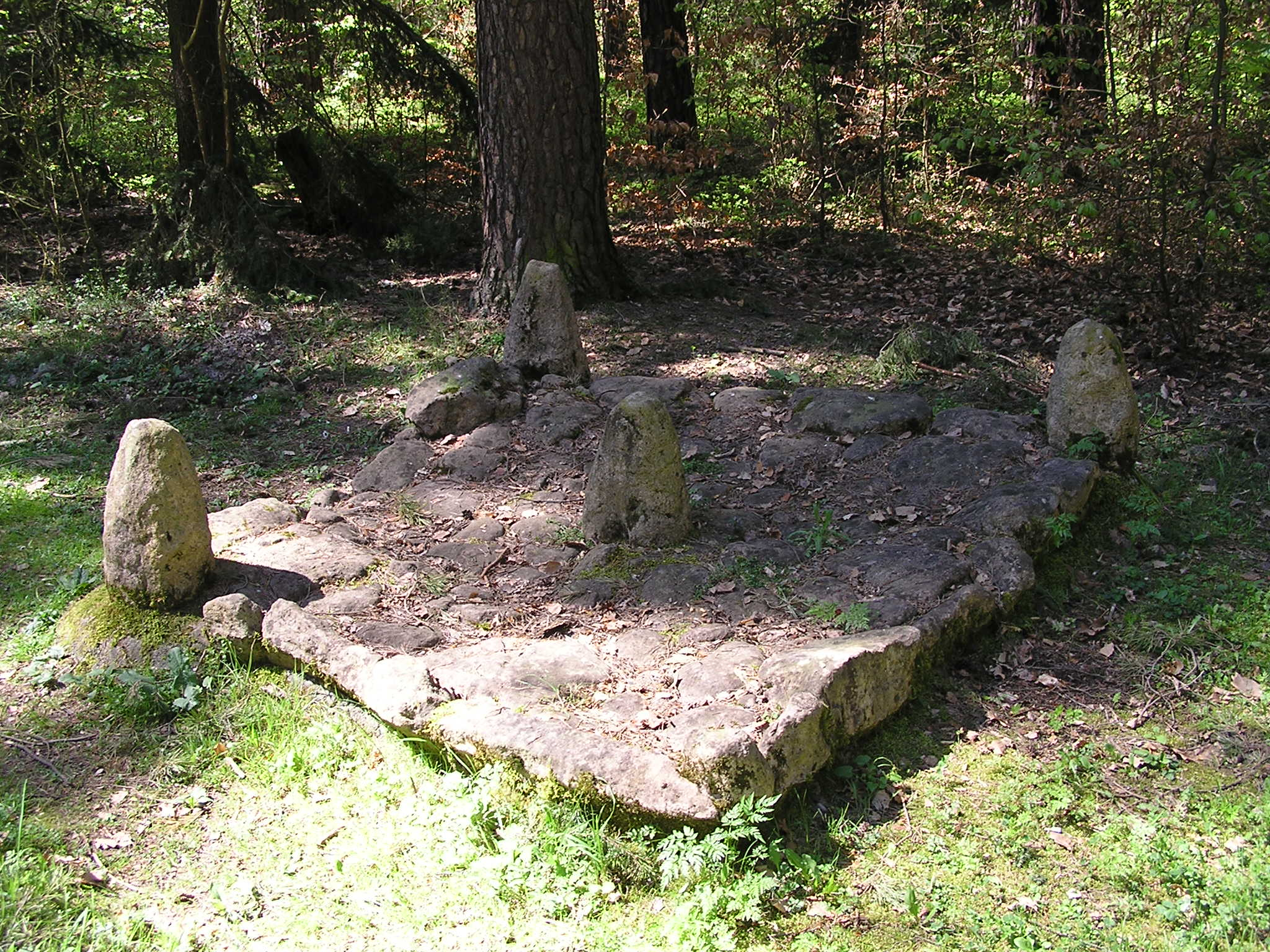
Der Kosbacher Altar

In der Urgeschichte Bayerns spielte das Regnitztal als Durchgangsweg in Nord-Süd-Richtung schon frühzeitig eine Rolle. In Spardorf wurde in Löss-Ablagerungen ein Klingenkratzer gefunden, der dem Gravettien zugeschrieben wird und damit etwa 25.000 Jahre alt ist. Aufgrund der relativ kargen Böden sind im Erlanger Raum erst am Ende der Jungsteinzeit (Endneolithikum, etwa 2800–2200 v. Chr.) Ackerbau und damit verbundene Siedlungen nachweisbar. Aus diesem Zeithorizont stammen die „Erlanger Zeichensteine“ im Mark-Forst nördlich der Stadt (mit Petroglyphen versehene Sandsteinplatten), die während der Urnenfelderzeit (1200–800 v. Chr.) sekundär wieder als Grabeinfassungen verwendet wurden.
Der 1913 untersuchte Grabhügel in der Gemarkung Kosbach enthielt Funde aus der Urnenfelderzeit sowie aus der Hallstatt- und Latènezeit. Der Fuß des Hügels stößt an den sogenannten Kosbacher Altar aus der jüngeren Hallstattzeit (etwa 500 v. Chr.), eine in dieser Form einzigartige, quadratische Steinsetzung mit vier aufrecht stehenden, figürlichen Pfeilern an den Ecken und einem ebensolchen in der Mitte. Die Rekonstruktion der Anlage kann im Gelände besichtigt werden, die mittlere Wächterfigur ist im Stadtmuseum ausgestellt.

#### Von der Villa Erlangen bis zum Dreißigjährigen Krieg

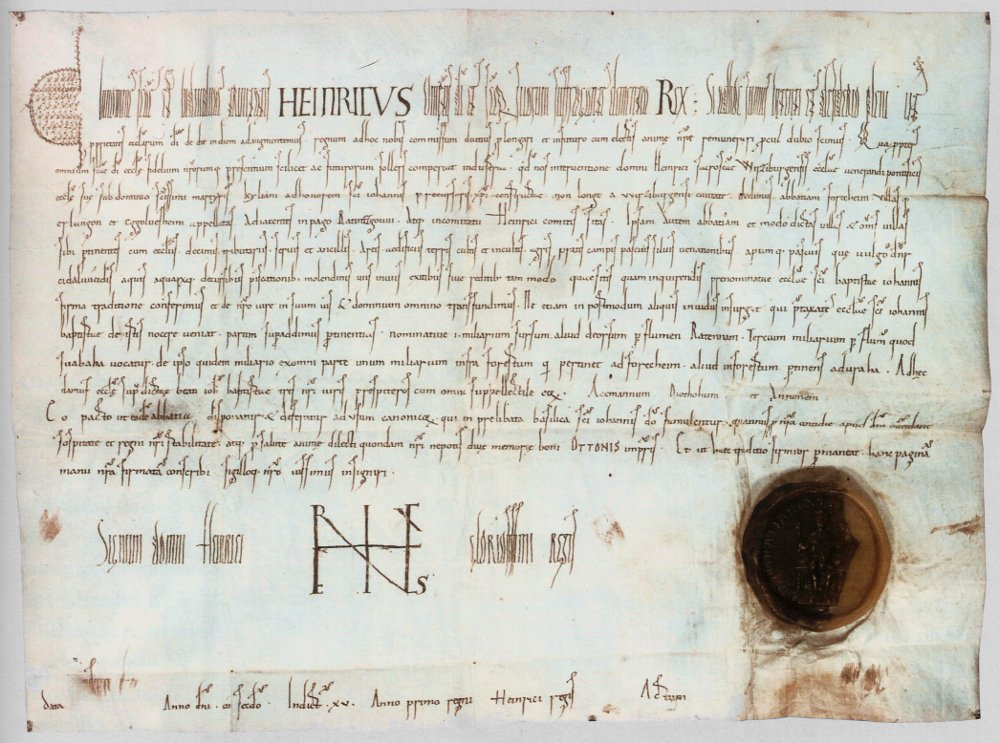
Urkunde Kaiser Heinrichs II. aus dem Jahr 1002 mit der ersten Erwähnung Erlangens

Erlangen wird erstmals namentlich in einer Urkunde aus dem Jahre 1002 erwähnt. Die Herkunft des Ortsnamens Erlangen ist nicht geklärt. Versuche der Lokalforschung, den Namen von Erlen (Baumart) und Anger (Wiesengrund) abzuleiten, halten der Ortsnamenforschung nicht stand.
Bereits 976 hatte Kaiser Otto II. die Kirche St. Martin in Forchheim samt Zubehör dem Bistum Würzburg geschenkt (MGH, D. O. II., 132). König Heinrich II. bestätigte 1002 diese Schenkung (MGH, D. H. II., 3) und genehmigte deren Übertragung vom Bistum auf das neu gegründete Stift Haug. Im Gegensatz zur Urkunde Ottos II. wurde hier das Zubehör genauer beschrieben. Zu ihm gehörte auch die im Radenzgau gelegene „villa [Dorf] erlangon“'. Damals erstreckte sich der bayerische Nordgau im Westen bis zur Regnitz, im Norden bis zur Schwabach. Villa erlangon muss daher außerhalb dieser Grenzen gelegen haben und somit nicht im Bereich der heutigen Erlanger Altstadt. Da es den Ortsnamen Erlangen außer für das westlich der Regnitz gelegene, heute eingemeindete Dorf Alt-Erlangen kein zweites Mal in Deutschland gibt, kann mit der Beschreibung „erlangon […] in pago Ratintzgouui“ nur jenes Alterlangen gemeint sein. Dafür liefert die Urkunde einen zusätzlichen Beleg: Heinrich II. schenkte im Jahre 1002 darüber hinaus („partim superaddimus“) weitere Gebiete östlich der Regnitz: eine Meile von der Schwabachmündung nach Osten sowie je eine Meile von dieser Mündung regnitzaufwärts und regnitzabwärts. Diese beiden Meilenquadrate sind in der Urkunde nur durch die Längenangaben und die zwei Flussnamen beschrieben. Jeder Bezug zu einem Ort fehlt. Sie stehen in keinem Zusammenhang mit dem Zubehör von St. Martin, das die villa erlangon einschloss. Auch deswegen muss sie räumlich getrennt von dem Gebiet der Meilenquadrate gelegen haben. Größe und Umfang der beiden Meilenquadrate entsprechen etwa dem Flächenbedarf eines Dorfes zur damaligen Zeit. Das stützt die Annahme, dass zum Zeitpunkt der Beurkundung östlich der Regnitz eine Rodungssiedlung im Entstehen war, die durch diese Schenkung legitimiert werden sollte und die später, wie in vergleichbaren Fällen, den Namen der Muttersiedlung übernommen hat. Die neue Siedlung entstand auf der nach Westen vorgeschobenen, hochwasserfreien Sanddüne in einem Dreieck, das heute von Hauptstraße, Schulstraße und Lazarettstraße eingefasst wird.
15 Jahre später, 1017, bestätigte Heinrich II. einen Tauschvertrag (MGH, D. H. II., 372), durch den St. Martin samt Zubehör (einschließlich Erlangens) an das neu gegründete Bistum Bamberg fiel, bei dem es bis 1361 blieb. In diesen Jahrhunderten erscheint der Ortsname nur vereinzelt in den Quellen.
Am 20. August 1063 errichtete König Heinrich IV. auf einem Kriegszug zwei Urkunden „actum Erlangen“ (MGH, D. H. IV., 109 und 110). Die Lokalforschung schloss daraus, „Erlangen [habe] schon so bedeutend an Umfang gewonnen, daß […] Heinrich IV. im Jahr 1063 […] mit vielen Fürsten und Bischöfen einige Zeit daselbst seinen Aufenthalt nahm“ und sei deshalb Sitz eines Königshofes gewesen. Man glaubte sogar, diesen Königshof im Anwesen Bayreuther Straße 8 lokalisieren zu können. Das Königsgut wäre dann im südlichen Meilenquadrat (s. oben) gelegen und ohne Erwähnung durch die Urkunde von 1002 verschenkt worden. Auch sonst fehlt für eine solche Anlage jeder urkundliche Nachweis. Wahrscheinlich urkundete Heinrich IV. nicht im „neuen“ Erlangen, sondern in der älteren „villa erlangon“, denn „[d]ie Nord-Süd-Talstraße […] wechselte bei Bruck auf das linke Regnitzufer und verlief dann in Richtung Alterlangen, Kleinseebach-Baiersdorf nach Norden, um einen Vorspann zur Überwindung des Erlanger Burgberges zu ersparen“.
Sonst wurde Erlangen meist nur dann erwähnt, wenn es der Bischof wegen Geldmangels verpfändete. Wie sich das Dorf weiter entwickelte, ist nicht bekannt. Allein die Bezeichnung „grozzenerlang“ in einem Bischofsurbar von 1348 kann ein Hinweis sein, dass das bischöfliche Dorf die ursprüngliche villa erlangon überflügelt habe.
Im Dezember 1361 kaufte Kaiser Karl IV. vom Bamberger Bischof Lupold von Bebenburg für 2225 Pfund Heller „daz Dorf zu Erlangen mit allen rechten, nutzen vnd Zugehorungen die dorzu gehoren“ und inkorporierte es dem als Neuböhmen bezeichneten Gebiet, das ein Lehen des Königreichs Böhmen war. Unter der Krone Böhmens entwickelt sich das Dorf rasch. 1367 verbrachte der Kaiser drei Tage in Erlangen und erteilte den „burger und leute zu Erlang“ Weiderechte im Reichswald. 1374 erteilte Karl IV. „den burgern […] zu Erlanngen“ sieben Jahre Steuerfreiheit, „uff das sich unnser Stadt zu Erlanngen mer gebessern muge“. Gleichzeitig verlieh er das Marktrecht. Wahrscheinlich bald nach 1361 baute der neue Landesherr für die Verwaltung des erworbenen Besitzes westlich des Ortes die Veste Erlangen, auf der ein Amtmann residierte. König Wenzel errichtete eine Münzstätte und erhob 1398 Erlangen zur Stadt. Dazu verlieh er die üblichen Privilegien: Erhebung von Wegegeld, Bau eines Kaufhauses mit Brot- und Fleischbank sowie die Errichtung einer Stadtmauer.

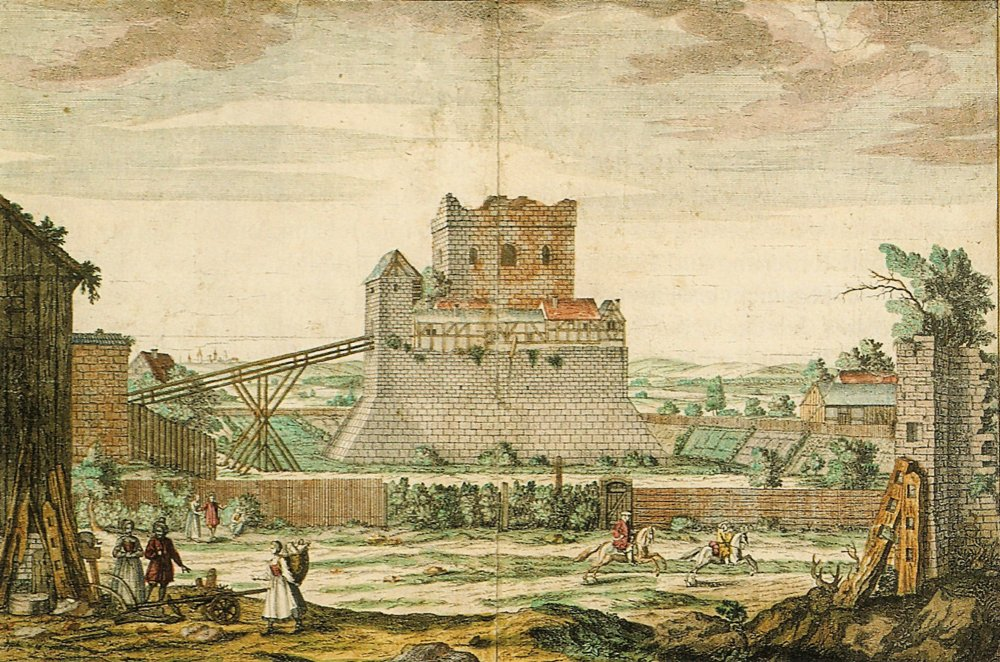
Die Ruine der Veste Erlangen, um 1730

Zwei Jahre später, im Jahre 1400, wählten die Kurfürsten Wenzel ab. Er verkaufte wegen Geldmangels 1402 die fränkischen Besitzungen, darunter Erlangen, an seinen Schwager, den Nürnberger Burggrafen Johann III. Von 1413 bis 1432 verpfändete der Burggraf die Stadt an den reichen Nürnberger Patrizier Franz Pfinzing. Bei der Aufteilung des burggräflichen Besitzes in Franken kam Erlangen zum obergebirgischen Fürstentum, dem späteren Fürstentum Bayreuth. Die Erlanger Münze stellte ihren Betrieb ein, weil der Münzmeister wegen Falschmünzerei in Nürnberg hingerichtet wurde.
Beim Hussiteneinfall 1431 wurde das Städtchen zum ersten Mal völlig zerstört. Die Kriegserklärung des Markgrafen Albrecht Achilles an die Stadt Nürnberg führte 1449 zum Ersten Markgräflerkrieg. Da das Heer Albrechts die Reichsstadt nicht vollständig einschließen konnten, brachen Nürnberger Truppen immer wieder aus und verwüsteten die markgräflichen Städte und Dörfer. Sie „…branten den markt am maisten zu Erlang und brochten ein grossen raub“, berichtet ein Nürnberger Chronist. Kaum hatte sich die Stadt erholt, griff Herzog Ludwig der Reiche von Bayern-Landshut 1459 den Markgrafen an. Erlangen wurde erneut überfallen und ausgeplündert, diesmal von bayerischen Truppen. In der Folgezeit erholte sich die Stadt. Von den Bauernkriegen 1525 blieb Erlangen verschont. Auch die Einführung der Reformation 1528 verlief friedlich. Als jedoch Markgraf Albrecht Alkibiades 1552 den Zweiten Markgräflerkrieg auslöste, wurde Erlangen erneut von den Nürnbergern überfallen und teilweise zerstört. Man erwog sogar, die Stadt vollständig zu schleifen. Da Kaiser Karl V. über Albrecht die Reichsacht verhängte, gliederten sich die Nürnberger Erlangen in ihr Hoheitsgebiet ein. Im Januar 1557 starb Albrecht. Sein Nachfolger, Georg Friedrich I., beantragte, die kaiserliche Sequestration über das Fürstentum Kulmbach aufzuheben und konnte bereits einen Monat später die Regierung wieder übernehmen. Unter seiner Herrschaft erholte sich die Stadt von den Kriegsschäden und blieb unbehelligt bis weit in den Dreißigjährigen Krieg hinein.
Ab 1129 treten Angehörige einer adeligen Familie „von Erlangen“ als Zeugen in Beurkundungen auf, so auch 1288. Wahrscheinlich waren sie Ministeriale derer von Gründlach. Die Familie hatte zahlreiche Besitzungen in und um Erlangen als Afterlehen der von Gründlach’schen Reichslehen. Eine Stammlinie ist trotz mehrfacher Nennungen in Urkunden nicht mehr aufstellbar. Zu Beginn des 15. Jahrhunderts ist das Geschlecht erloschen.
In einer Stiftungsurkunde von 1328 wird ein Gut erwähnt, auf dem „heinrich der alt smit“ sitzt, und zwanzig Jahre später, im bischöflichen Urbar von 1348 (s. oben), sind sieben zinsverpflichtete Grundeigentümer namentlich genannt. Erstmals im Verzeichnis des Gemeinen Pfennigs von 1497 ist die gesamte Stadt erfasst: 92 Haushalte mit 212 Erwachsenen (über 15 Jahre). Nimmt man pro Haushalt 1,5 Kinder unter 15 Jahren an, dann errechnet sich die Einwohnerschaft auf rund 350 Personen. Diese Zahl dürfte sich in der Folgezeit kaum verändert haben. Das Urbar von 1528 nennt 83 abgabepflichtige Hausbesitzer und die Türkensteuerliste von 1567 97 Haushaltsvorstände, dazu fünf unter Vormundschaft stehende Kinder. Ein vollständiges, nach Straßen geordnetes Verzeichnis aller Haushalte, auch der Mieter, hat der Altstädter Pfarrer Hans Heilig 1616 aufgestellt: Die Stadt zählte zu Beginn des Dreißigjährigen Kriegs 118 Haushalte mit ungefähr 500 Personen.
Die Erlanger Altstadt ist mehrfach völlig zerstört worden, zuletzt beim großen Brand 1706. Nur Teile der Stadtmauer in der Nördlichen Stadtmauerstraße sowie das rückwärtige Erdgeschoss des ehemaligen Badhauses (Westliche Stadtmauerstraße 31) reichen bis in die spätmittelalterliche Zeit zurück. Das Stadtbild mit seiner Straßenführung musste nach dem Brand von 1706 rigoros an das regelmäßige Straßenschema des neu erbauten „Christian-Erlang“, das bis zur Verwaltungsreform 1797 eine eigene Verwaltung (Justiz- und Kammerkollegium) hatte, angepasst werden. Nur Schulstraße, Lazarettstraße und Adlerstraße blieben davon verschont. Die tief gelegenen Keller haben jedoch alle Zerstörungen und Brände meist unversehrt überstanden. Über ihnen sind die Gebäude neu errichtet worden. Deshalb vermessen seit 1988 zwei Erlanger Architekten im Auftrag des Heimat- und Geschichtsvereins die Keller der Altstadt. Zur gleichen Zeit hat die Stadtarchäologie Erlangen im Hof des Stadtmuseums Grabungen niedergebracht. Aus beiden Maßnahmen ergibt sich ein ungefähres Bild des spätmittelalterlichen bzw. frühneuzeitlichen Ortes: Die Pfarrstraße verlief nördlicher, die nördliche Hauptstraße etwas östlicher. Die westlichen Häuser am Martin-Luther-Platz ragten verschieden stark in die heutige Fläche hinein, an seiner Ostseite verlief die Bebauung schräg von der heutigen Neuen Straße bis zum „Oberen Tor“ (zwischen Hauptstraße 90 und 91). Die östliche Stadtmauer führte ab Lazarettstraße zunächst nach Süden. Sie bog dann ab Vierzigmannstraße leicht südwestlich ab und schnitt die Grundfläche der heutigen Altstädter Kirche an der Nordostecke des Langschiffes. Fundamente dieser Mauer, die genau in der beschriebenen Richtung verlaufen, sind bei den Grabungen im Hof des Stadtmuseums entdeckt worden. Außerhalb des Oberen Tores siedelte sich die Obere Vorstadt (ab Hauptstraße 88 und 89 bis zur Kreuzung Engelstraße) an. Vor dem Bayreuther Tor lag die Untere Vorstadt (Bayreuther Straße bis Essenbacher Straße) mit der Mühle an der Schwabach. Im Westen der Stadt erhob sich die Veste.

#### Gründung der Neustadt 1686
Nach dem Dreißigjährigen Krieg wurde das Städtchen relativ rasch wieder aufgebaut. Bereits am 2. Dezember 1655 erfolgte die Weihe der Pfarrkirche auf den Titel Heilige Dreifaltigkeit. Die Situation änderte sich 1685, als der französische König Ludwig XIV. das Edikt von Nantes widerrief, das den calvinistischen Untertanen – von ihren Gegnern Hugenotten genannt – seit 1598 Glaubensfreiheit gewährt hatte. Der Widerruf löste eine Flüchtlingswelle von ca. 180.000 Hugenotten aus, die sich vor allem in den Vereinigten Niederlanden, den britischen Inseln, der Schweiz, in Dänemark, Schweden und in einigen deutschen Fürstentümern niederließen. Eine geringe Anzahl der Glaubensflüchtlinge ging später nach Russland sowie in die niederländischen und britischen Kolonien.
Diese Situation nutzte auch Markgraf Christian Ernst und bot den Flüchtlingen das Recht auf Ansiedlung in seinem noch an den Folgen des Dreißigjährigen Krieges leidenden Fürstentum an, um im Sinne des Merkantilismus dessen Wirtschaft durch die Ansiedlung moderner Gewerbe zu fördern. Er war damit einer der ersten lutherischen Fürsten in Deutschland, der Calvinisten in seinem Land aufnahm und ihnen sogar freie Religionsausübung zusicherte. Die ersten sechs Hugenotten erreichten Erlangen am 17. Mai 1686, etwa 1500 folgten in mehreren Wellen. Daneben kamen auch einige hundert Waldenser, die sich jedoch nicht halten konnten und 1688 weiterzogen. Noch bevor abzusehen war, mit wievielen Flüchtlingen gerechnet werden konnte, beschloss der Markgraf, südlich des seither Altstadt Erlangen genannten Städtchens die Neustadt Erlangen als rechtlich eigenständige Siedlung zu gründen. Er wollte dabei nicht nur die Wirtschaft des eigenen Landes fördern, sondern erhoffte auch den Ruhm als Stadtgründer.

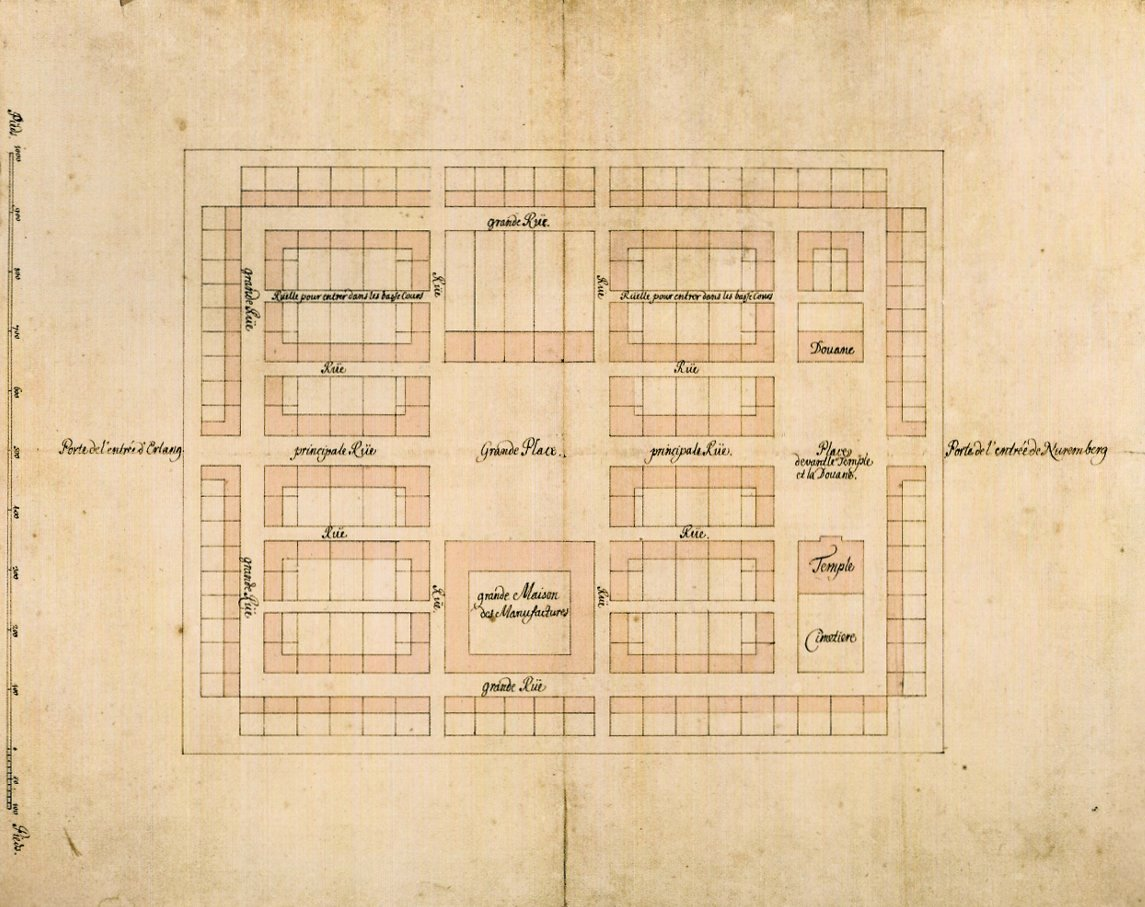
Der älteste erhaltene Entwurf der Erlanger Neustadt, rot lavierte Federzeichnung (1686), Johann Moritz Richter zugeschrieben

Die neue Stadt lag sehr günstig an einer der wichtigsten Handels- und Fernstraßen von und nach Nürnberg. Von der nahen Regnitz wollte man Wasser für einen für bestimmte Gewerbe notwendigen Kanal ableiten, was aber am sandigen Boden scheiterte. Den auf den ersten Blick einfachen, tatsächlich aber außerordentlich differenzierten und höchst anspruchsvollen Grundriss der unter Anwendung des „Goldenen Schnitts“ nach idealen Gesichtspunkten konstruierten Planstadt entwarf der markgräfliche Oberbaumeister Johann Moritz Richter. Die rechteckige Anlage ist charakterisiert durch die als Symmetrieachse ausgebildete Hauptstraße, an der zwei ungleich große Plätze liegen, und die den inneren Kern umschließende „Grande Rue“, deren als rechte Winkel ausgebildete geschlossene Ecken wie Scharniere wirken, die der ganzen Anlage Festigkeit und Geschlossenheit verleihen. Wie der Plan zeigt, kam es nicht auf die individuelle Gestaltung des einzelnen Gebäudes an, sondern auf die übergreifende Einheitlichkeit der ganzen Stadt. Noch heute wird der historische Kern von den einheitlichen, relativ schmucklosen Fassaden der zwei- und dreigeschossigen in schnurgeraden Reihen mit der Traufseite zur Straße stehenden Häuser geprägt. Der Bau der Stadt begann am 14. Juli 1686 mit der Grundsteinlegung zum temple, der Hugenottenkirche. Im ersten Jahr wurden etwa 50 der geplanten 200 Häuser fertiggestellt. Da der Zuzug der Hugenotten nicht den Erwartungen entsprach, weil sich deren Flüchtlingsmentalität erst ab 1715 in eine Einwanderermentalität wandelte, als die Friedensverträge nach dem Spanischen Erbfolgekrieg eine Rückkehr nach Frankreich ausschlossen, aber auch weil der Markgraf als Feldherr von 1688 bis 1697 im Pfälzer Erbfolgekrieg gegen Frankreich engagiert war, stagnierte der weitere Ausbau jedoch. Er erhielt erst ab 1700 durch den Bau des markgräflichen Schlosses und der Entwicklung Erlangens zur Residenzstadt und einer der sechs Landeshauptstädte neue Impulse. Nachdem am 14. August 1706 ein Großbrand fast die gesamte Altstadt Erlangens zerstört hatte, wurde sie nach dem Vorbild der Neustadt mit begradigten Straßen- und Platzfronten und einem zweigeschossigen, etwas individueller gestalteten Haustypus wieder aufgebaut. In Erlangen kam es damit zu dem in der Geschichte der europäischen Idealstädte wohl einzigartigen Sonderfall zweier benachbarter Planstädte, von denen die eigentlich ältere, die noch bis 1812 selbständig verwaltete Altstadt Erlangen, baugeschichtlich jünger ist als die Neustadt Erlangen.
Die Neustadt wurde ab 1701 nach ihrem Gründer Christian-Erlang genannt. Sie wurde nicht nur zum Ziel der Hugenotten, sondern auch von Lutheranern und Deutsch-Reformierten, denen jeweils dieselben Privilegien wie den Hugenotten verliehen worden waren. 1698 lebten 1000 Hugenotten und 317 Deutsche in Erlangen. Aufgrund der Zuwanderung wurden die Hugenotten jedoch bald zu einer Französisch sprechenden Minderheit in einer deutschen Stadt. Der französische Einfluss nahm in der Folgezeit weiter ab. So wurde 1822 zum letzten Mal ein Gottesdienst in der Hugenottenkirche in französischer Sprache gehalten.

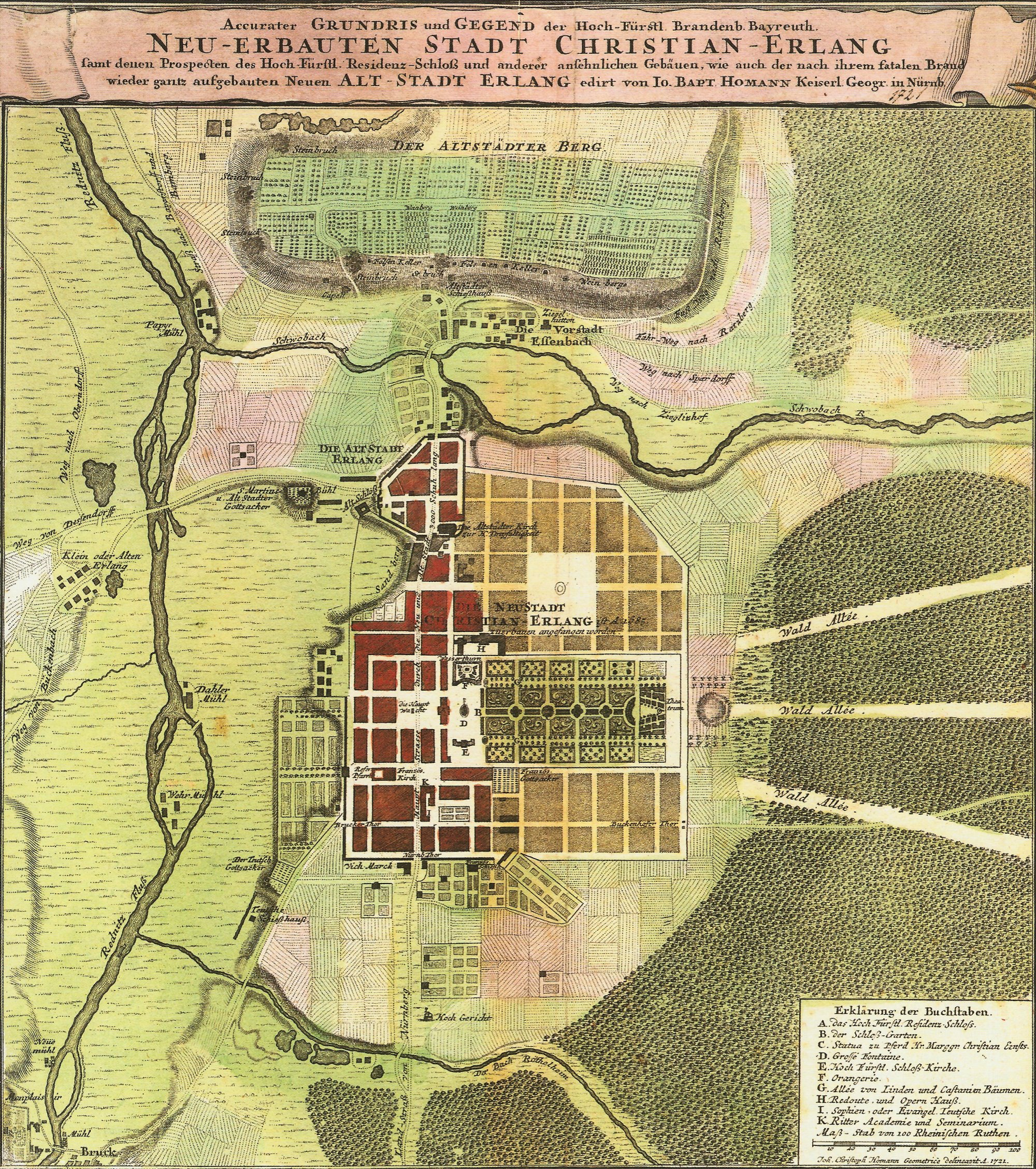
Der Grundriss von 1721 zeigt die Integration von Erlanger Neustadt und wiederaufgebauter Altstadt in das barocke Gesamtkonzept. Kolorierter Kupferstich (1721) von Johann Christoph Homann, verlegt von Johann Baptist Homann.

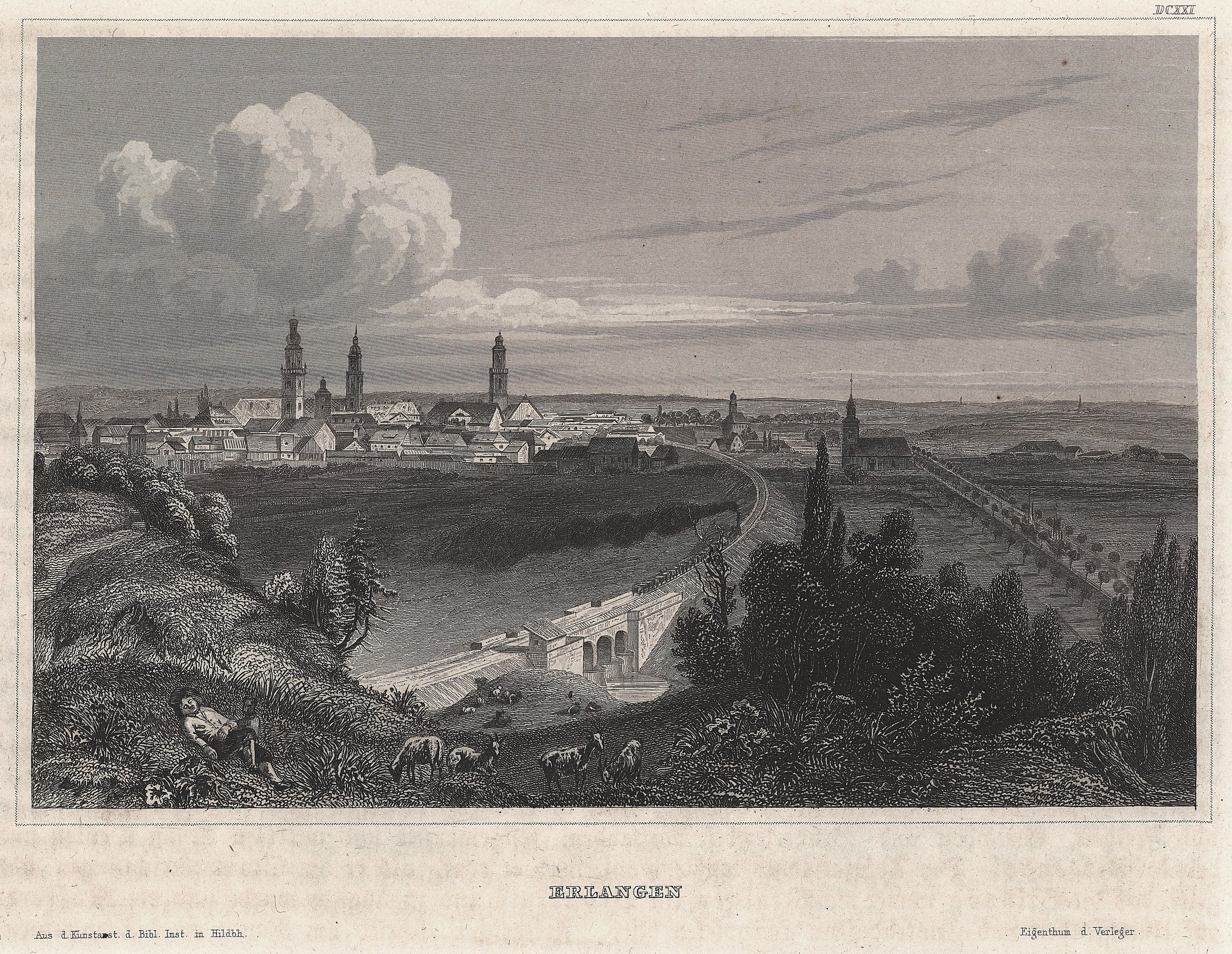
Blick auf Erlangen 1850

Eine der ersten Schankgenehmigungen für Wein und Bier in Christian-Erlang erhielt der französische Glaubensflüchtling Paul du Vivier. Sein Wirtshaus war „in der Hauptgasse gegen der alten Stadt zu zwischen Herrn Martels (3 gärtig) und Herrn Jean Trinques halben Haus gelegen“. In Christian-Erlang erhielt per Dekret vom 29. August 1718 Jean Trinques das Recht, der alleinige „Maitre au Caffé“ der Stadt zu sein und war somit der erste Kaffeehaus-Betreiber Erlangens. Im Jahr 1731 bekam dann auch der ebenfalls in Christian-Erlang lebende Perückenmacher André Grenard eine im August 1730, wie zuvor du Vivier, vom Markgrafen Georg Friedrich Karl genehmigte Konzession zum Bier-, Wein-, Likör, Tee-, Schokolade- und Kaffeeausschank. Der „Mundkoch“ der verwitweten Markgräfin Sophia, Johann Albrecht Grunauer, war Gastwirt des „Schwarzen Adler“ in Christian-Erlang und wurde überregional bekannt durch ein von ihm verfasstes und 1733 in Nürnberg gedrucktes und verlegtes Kochbuch. Im Sommer 1732 hatte auch Grunauer die Erlaubnis erhalten im Schwarzen Adler als Kaffeesieder tätig zu werden.

#### Königreich Bayern
1792 gelangte Erlangen mit dem Fürstentum Bayreuth zum Königreich Preußen und 1806 durch den Sieg Napoleons in der Schlacht bei Jena und Auerstedt als Provinz unter französische Herrschaft. 1810 wurde das Fürstentum Bayreuth für 15 Millionen Franken an das verbündete Königreich Bayern verkauft. 1812 wurden Altstadt und Neustadt – bis dahin weiterhin Christian-Erlang genannt – zu einer Stadt vereinigt, die den Namen Erlangen erhielt. In der Folgezeit kam es zu einem raschen Ausbau von Stadt und Infrastruktur. Vor allem die Eröffnung des Ludwig-Donau-Main-Kanals und der Eisenbahnverbindungen sowie die Garnison und die Universität gaben der Stadtentwicklung wichtige Impulse.
Bereits bei der bayerischen Gemeindereform von 1818 erhielt die Stadt eine eigene Verwaltung, was man später als „kreisfrei“ bezeichnete. 1862 wurde das Bezirksamt Erlangen gebildet, aus dem der Landkreis Erlangen hervorging.

#### Weimarer Republik (1918–1933)
Hochinflation, Reparationszahlungen und Weltwirtschaftskrise bescherten den demokratiefeindlichen Parteien NSDAP, DNVP und KPD nach der deutschen Niederlage im Ersten Weltkrieg, in dem mehr als 700 Einwohner Erlangens ums Leben gekommen waren, auch in Erlangen einen starken Zulauf. Es etablierte sich eine Zwei-Klassen-Gesellschaft, die durch Industrieansiedlungen noch verstärkt wurde. Bei den Stadtrats-, Landtags- und Reichstagswahlen konnte die SPD zunächst eine relativ stabile Mehrheit um 40 % halten. Demgegenüber standen die Parteien der Mitte und der Rechten, deren Anhänger aus dem Mittelstand, der Universität und dem Beamtentum kamen. Die NSDAP war ab 1924 im Stadtrat vertreten. Sie beherrschte ab 1929 als erste innerhalb der deutschen Hochschullandschaft die Studentenvertretung der Universität. Diese war zu dieser Zeit ein Zentrum nationalistischer und antidemokratischer Gesinnung.
Ab 1930 eskalierte die politische Situation, angefacht durch die von der Weltwirtschaftskrise ausgelöste Massenarbeitslosigkeit. Es kam zu Aufmärschen und Straßenkämpfen der rechten und linken Verbände. Am 8. Juli 1932 demonstrierten Arbeiter auf dem Marktplatz im eingemeindeten Dorf Bruck gegen die Nationalsozialisten und die am 9. Juli von Hans Frank gehaltene Rede, in welcher angekündigt wird, dass Adolf Hitler am 10. Juli von Prinz August Wilhelm von Preußen zum neuen Martin Luther erhoben wird. An der von SPD, Eiserner Front, KPD und Rotfront initiierten Versammlung nahmen etwa 3000 Menschen teil. Die Rede wurde schließlich unter Anwesenheit von SA, SS und Hitlerjugend gehalten. Zur von einer Blaskapelle gespielten Melodie von Eine feste Burg ist unser Gott sangen die meist evangelisch-lutherischen Erlanger mit. Die evangelischen Pfarrer empfohlen von ihren Kanzeln herab an den folgenden Wahlsonntagen, die Nationalsozialisten zu wählen. Bei der Reichstagswahl 1933 konnte die SPD 34,9 % der Stimmen gewinnen (reichsweit: 18,3 %), die NSDAP schnitt allerdings mit 42,6 % in Erlangen fast genauso stark wie im Reichsdurchschnitt ab.

#### Nationalsozialismus

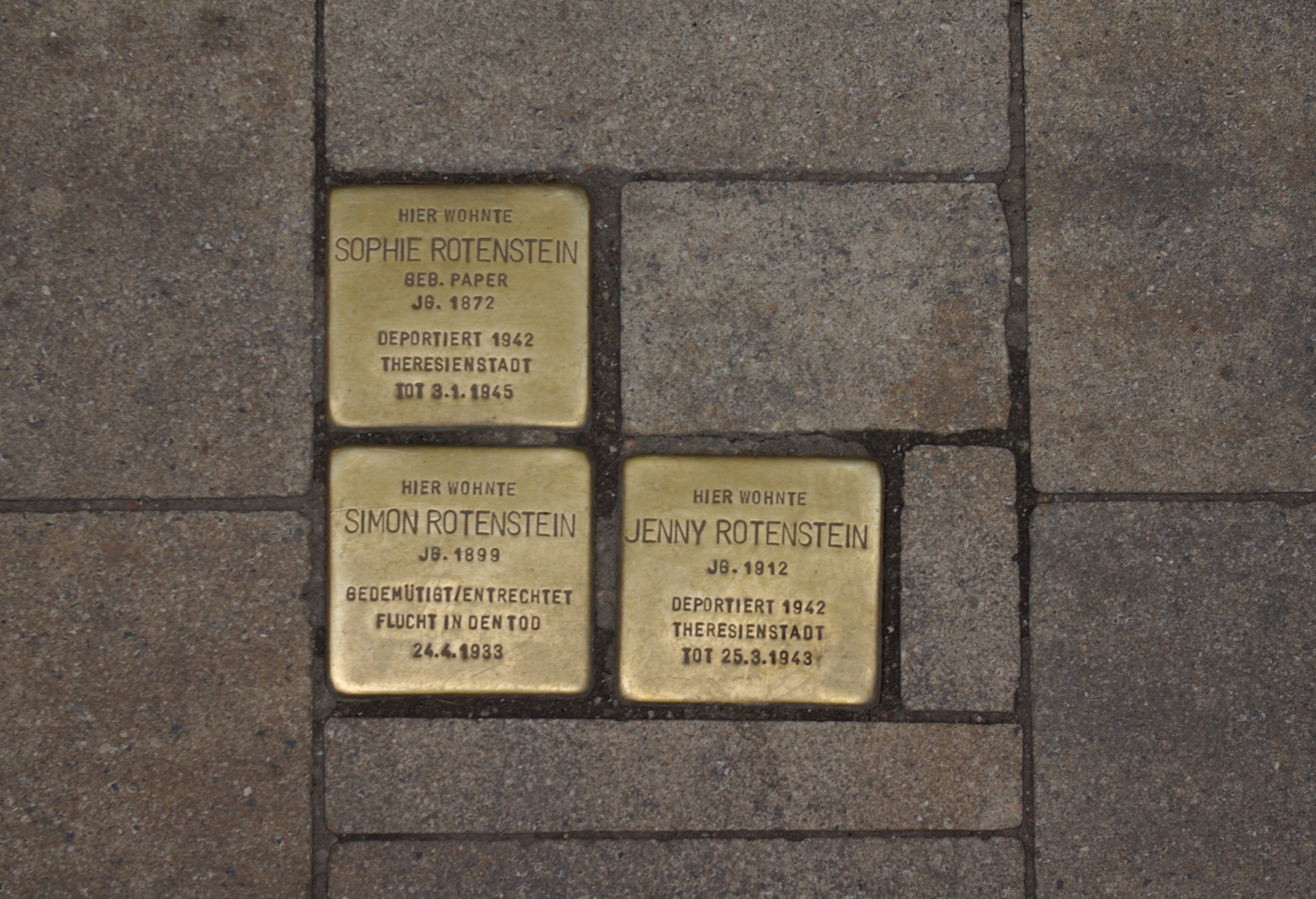
Stolpersteine mit den Namen ermordeter Erlanger Juden vor dem Gebäude Hauptstraße 63

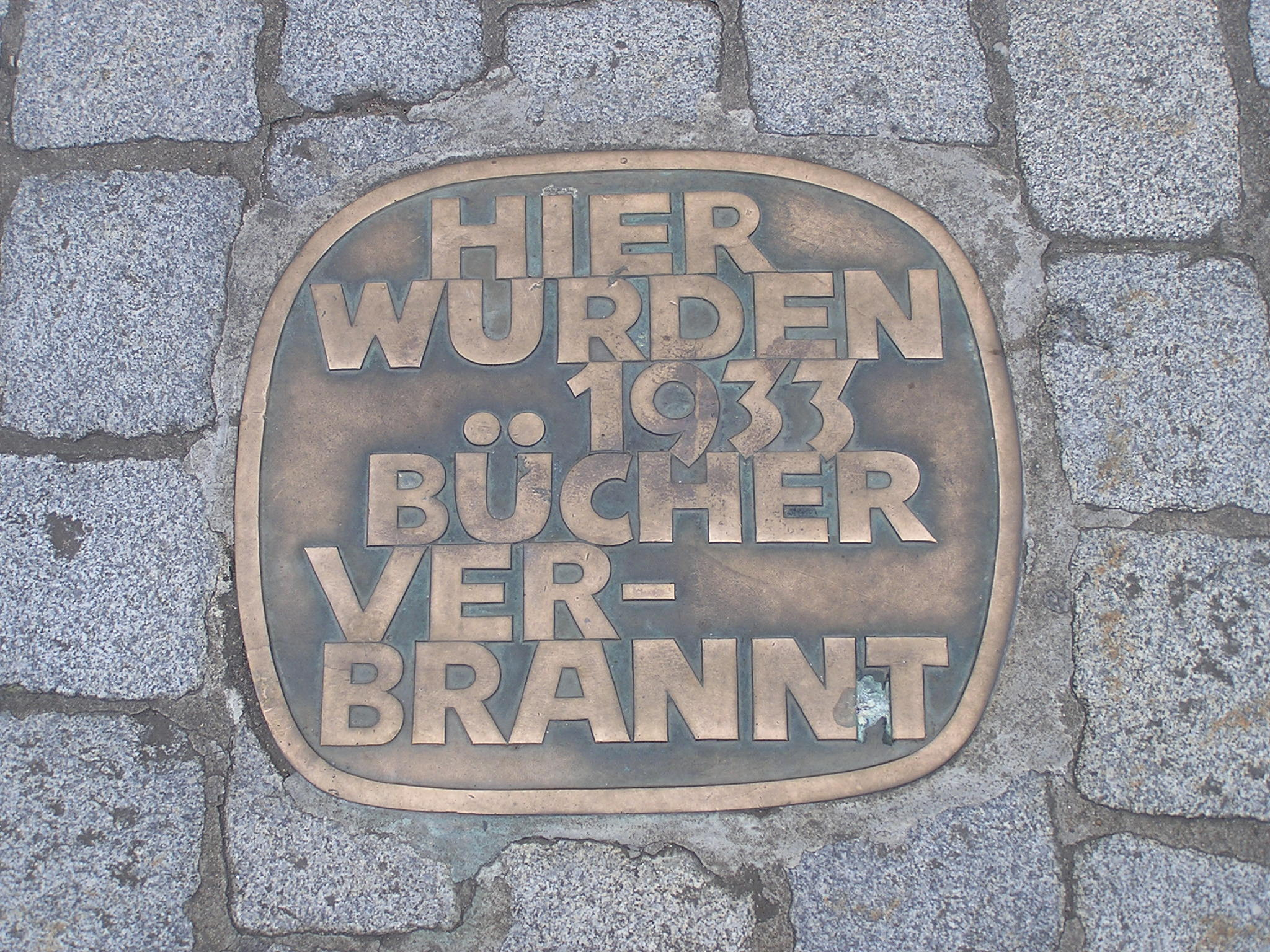
Eine Plakette auf dem Schloßplatz erinnert an die Bücherverbrennung 1933

Nach der Machtergreifung kam es auch in Erlangen zu Boykotten jüdischer Geschäfte, zur Schändung und Zerstörung des dem jüdischen Professor und Erlanger Ehrenbürger Jakob Herz gewidmeten Denkmals auf dem Hugenottenplatz und zu Bücherverbrennungen. Der von der NSDAP beherrschte Stadtrat ernannte Adolf Hitler, Reichspräsident Paul von Hindenburg und Gauleiter Julius Streicher zu Ehrenbürgern, die Hauptstraße wurde in Adolf-Hitler-Straße umbenannt. In der Reichspogromnacht wurden die jüdischen Familien aus Erlangen (zwischen 42 und 48 Personen), Baiersdorf (drei Personen) und Forth (sieben Personen) im Hof des damaligen Rathauses (Palais Stutterheim) zusammengetrieben und erniedrigt, ihre Wohnungen und Läden teilweise zerstört und ausgeplündert, danach die Frauen und Kinder in die Wöhrmühle, die Männer ins Amtsgerichtsgefängnis und dann nach Nürnberg ins Gefängnis verbracht. Wer in der folgenden Ausreisewelle Deutschland nicht verlassen konnte, wurde in Konzentrationslager deportiert, wo die meisten umkamen. 1944 wurde die Stadt als „judenfrei“ deklariert, während sich hier ein vom Polizeichef geschützter „Halbjude“ bis Kriegsende aufhielt.
Die akademische Gemeinschaft unterstützte zum großen Teil die NS-Politik, einen aktiven Widerstand der Universität gab es nicht. In der Heil- und Pflegeanstalt Erlangen kam es zu Zwangssterilisationen sowie Selektionen von Kranken für NS-Krankenmorde. 2023 wurde die historische Heil- und Pflegeanstalt unter Protest von Ärzten, Denkmalschützern, Medizinethikern und des Auschwitz Komitees fast vollständig abgerissen.
Ab 1940 wurden Kriegsgefangene und Zwangsarbeiter in den Erlanger Rüstungsbetrieben eingesetzt. 1944 machten diese 10 % der Erlanger Bevölkerung aus. Die Unterbringung in Barackenlagern sowie die Behandlung waren menschenverachtend.
Als eine der ersten Städte in Bayern begann Erlangen 1983 in einer Ausstellung im Stadtmuseum mit der Aufarbeitung seiner Geschichte im Nationalsozialismus. Im selben Jahr wurden Adolf Hitler und Julius Streicher das mit dem Tod automatisch erloschene Ehrenbürgerrecht als symbolische Geste der Distanzierung zusätzlich offiziell aberkannt.
Im Zweiten Weltkrieg wurde Erlangen durch Bombenabwürfe zu 4,8 % zerstört; 445 Wohnungen wurden restlos vernichtet. Beim Anrücken der überlegenen amerikanischen Truppen am 16. April 1945 übergab der örtliche Kommandant der deutschen Truppen, Oberstleutnant Werner Lorleberg, die Stadt kampflos und vermied so einen ebenso aussichtslosen wie verlustreichen Häuserkampf im Stadtgebiet. Lorleberg selbst, der bis zuletzt als Anhänger des nationalsozialistischen Regimes galt, kam am selben Tag bei der Thalermühle ums Leben. Ob er von deutschen Soldaten erschossen wurde, als er eine versprengte Kampfgruppe zur Aufgabe bewegen wollte, oder ob er sich dort nach Überbringung der Kapitulationsnachricht selbst tötete, ist nicht abschließend geklärt. An ihn erinnert in Erlangen der nach ihm benannte Lorlebergplatz. Der Vermerk über Lorleberg, der an dem Platz angebracht ist, weist auf dessen „Tod dafür“ hin, der Erlangen vor der Vernichtung bewahrt habe.

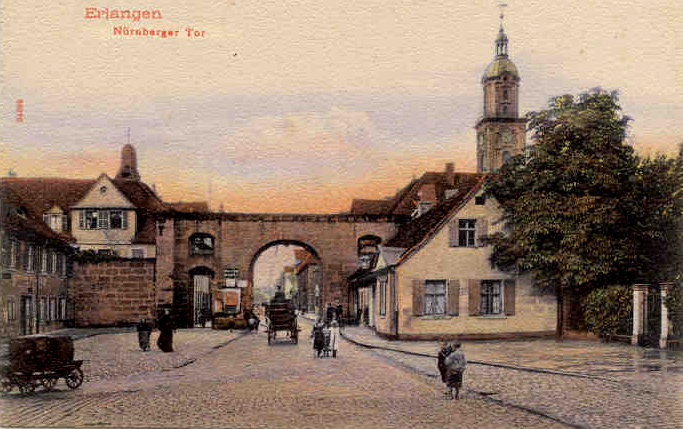
Ansichtskarte des Nürnberger Tors

Nach der Übergabe der Stadt beschädigten zunächst amerikanische Panzer das letzte erhaltene Stadttor (das 1717 erbaute Nürnberger Tor) schwer, kurz darauf wurde es gesprengt. Das geschah wohl auch auf Betreiben von in der Hauptstraße ansässigen Geschäftsinhabern, die ebenso wie die durchziehenden amerikanischen Truppen das barocke Tor wegen seiner relativ schmalen Durchfahrt als Verkehrshindernis empfanden. Die anderen Stadttore waren bereits im 19. Jahrhundert abgerissen worden.

#### Nach dem Zweiten Weltkrieg
Bei der Kreis- und Gebietsreform 1972 wurde der Landkreis Erlangen mit dem Landkreis Höchstadt an der Aisch vereinigt. Erlangen selbst blieb kreisfreie Stadt und wurde Verwaltungssitz des neuen Landkreises, der die Stadt im Westen, Norden und Osten umschließt. Durch Eingliederung von Umlandgemeinden wurde die Stadt erheblich vergrößert, so dass sie im Jahre 1974 die 100.000-Einwohner-Grenze überschritt und damit zur Großstadt wurde.
Aufgrund seiner überaus erfolgreichen Politik, einen Ausgleich zwischen Ökonomie und Ökologie zu schaffen, erhielt Erlangen 1990 und 1991 den Titel „Bundeshauptstadt für Natur- und Umweltschutz“. Als erster deutscher Preisträger und als erste Gebietskörperschaft wurde es 1990 in die Ehrenliste der Umweltbehörde der Vereinten Nationen aufgenommen. Aufgrund des überdurchschnittlich hohen Anteils von medizinischen und medizintechnischen Einrichtungen und Firmen im Verhältnis zur Zahl der Einwohner entwickelte Oberbürgermeister Siegfried Balleis bei seinem Amtsantritt 1996 die Vision, Erlangen bis 2010 zur „Bundeshauptstadt der medizinischen Forschung, Produktion und Dienstleistung“ zu entwickeln.
1988 erhob Erlangen zusammen mit Nürnberg, Fürth, und Schwabach Einwände gegen die atomare Wiederaufarbeitungsanlage Wackersdorf (WAA); der Nürnberger Umweltreferent Rolf Praml forderte stellvertretend die bayerische Staatsregierung auf, den Bau der Anlage einzustellen.

#### 21. Jahrhundert

Logo zur 1000-Jahr-Feier der Stadt

Im Jahr 2002 feierte Erlangen sein tausendjähriges Bestehen. Am 25. Mai 2009 erhielt die Stadt den 2007 im Rahmen einer vom Bundesministerium für Familie, Senioren, Frauen und Jugend, dem Bundesministerium des Innern und dem Beauftragten der Bundesregierung für Migration, Flüchtlinge und Integration zur Stärkung des Engagements der Gemeinden für kulturelle Vielfalt ins Leben gerufenen Initiative von der Bundesregierung den Titel „Ort der Vielfalt“ verliehen.
2015 fand in Erlangen der 10. Tag der Franken statt, der unter dem Motto „Fremde in Franken“ stand. In einer umfassenden Ausstellung wurde dargelegt, wie zu allen Zeiten Einwanderer nach Franken kamen und hier heimisch wurden.
Seit 2024 bietet Erlangen als eine der ersten deutschen Städte den Nahverkehr in der Innenstadt kostenlos an.

### Geschichte der Erlanger Garnison
Bis in das 18. Jahrhundert wurden die Soldaten des Markgrafen bei Einsätzen im Erlanger Raum bei Privatleuten einquartiert. Nach dem Übergang in das Königreich Bayern 1810 bemühte die Stadt sich vor allem aus wirtschaftlichen Gründen mehrfach um die Einrichtung einer Garnison, zunächst jedoch ohne Erfolg. Als 1868 die allgemeine Wehrpflicht mit der Option eingeführt wurde, gleichzeitig Militärdienst zu leisten und studieren zu können, wurde die Garnison zu einem lebenswichtigen Standortfaktor für die Stadt und vor allem für die Universität. Ein erneutes Gesuch hatte Erfolg, so dass am 12. März 1868 das 6. Jägerbataillon in Erlangen einzog. Die Bayerische Armee war in verschiedenen städtischen Gebäuden untergebracht und nutzte u. a. den heutigen Theaterplatz für ihre Übungen. Zudem wurde im Meilwald ein Schießstand eingerichtet.

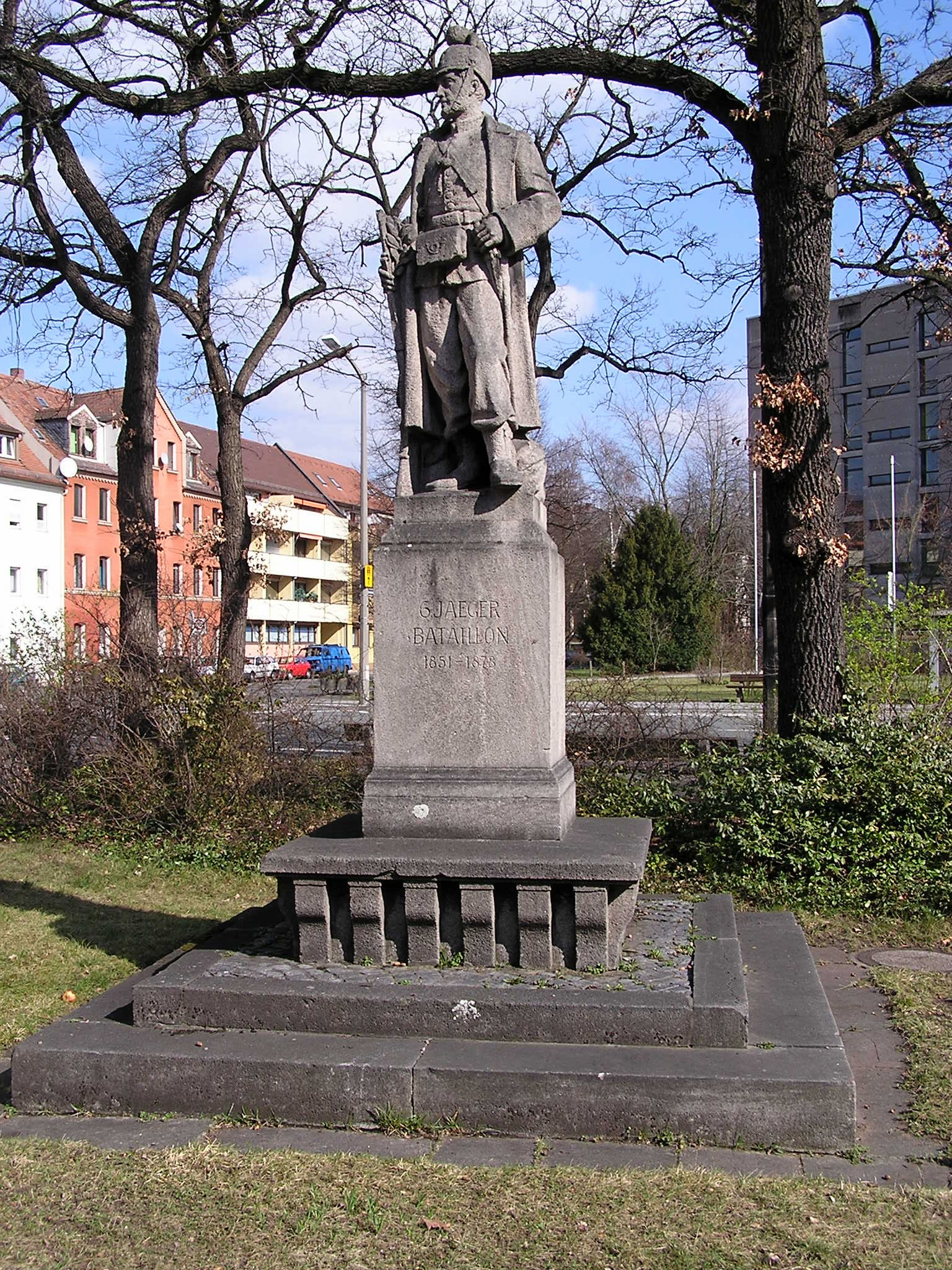
Das Jägerdenkmal in der Hindenburgstraße erinnert an das 6. Jägerbataillon

Im Jahre 1877 wurde in der Bismarckstraße die erste Kaserne (Jägerkaserne) fertiggestellt. Ein Jahr später wurde das Jägerbataillon durch das III. Bataillon des Königlich Bayerischen 5. Infanterie-Regiments Großherzog von Hessen abgelöst. Im Jahre 1890 kam es zur Stationierung des gesamten 19. Infanterie-Regiments, welche den Bau der Infanteriekaserne sowie des Exerzierplatzes nach sich zog. 1893 wurde in der Nordwestecke des Exerzierplatzes ein „Barackenkasernement“ eingerichtet und ab 1897 als Garnisonslazarett genutzt. Am 1. Oktober 1901 zog dann noch das 10. Feldartillerieregiment in die Stadt, für das die Artilleriekaserne errichtet wurde. Zu diesem Zeitpunkt hatte die Stadt ca. 24.600 Einwohner, 1160 Studenten sowie nun insgesamt 2200 Soldaten, denen die Bevölkerung vor allem nach den militärischen Erfolgen 1870/71 gegen Frankreich eine hohe Wertschätzung entgegenbrachte.
Im Ersten Weltkrieg kämpften beide Erlanger Regimenter, die der 5. bayerischen Infanteriedivision unterstellt waren, ausschließlich an der Westfront. Über 3.000 Soldaten verloren ihr Leben. Nach dem Krieg behielt Erlangen seinen Status als Garnisonsstadt. Da der Friedensvertrag von Versailles eine Reduzierung des Heeres auf 100.000 Soldaten vorschrieb, verblieben nur das Ausbildungs-Bataillon des 21. (Bayerisches) Infanterie-Regiments der neu gegründeten Reichswehr in der Stadt.

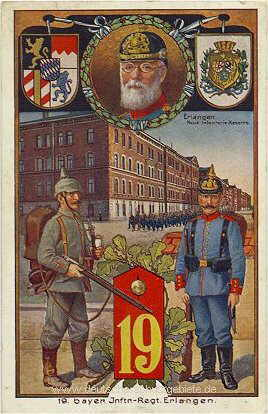
Ansichtskarte vom 19. Infanterie-Regiment

In der Zeit des Nationalsozialismus führte die Wiedereinführung der allgemeinen Wehrpflicht 1935 und die Aufrüstung der Wehrmacht auch in Erlangen zu einer massiven Erweiterung der militärischen Anlagen. So wurden die Rheinlandkaserne, in der nacheinander verschiedene Infanterie-Verbände stationiert waren, die Panzerkaserne, in der das Panzer-Regiment 25 ab Oktober 1937 lag, ein Verpflegungsamt, ein Munitions- und Gerätelager sowie ein Standortübungsplatz im Reichswald bei Tennenlohe errichtet.
Der Einmarsch von Truppen der 7. US-Armee am 16. April 1945 bedeutete für Erlangen nicht nur das Ende des Zweiten Weltkrieges, sondern auch das Ende als Standort für deutsche Truppen. Stattdessen bezogen nun US-amerikanische Verbände die unzerstört gebliebenen Militäreinrichtungen, die seit der Reaktivierung der 7. US-Armee 1950/51 sogar noch beträchtlich erweitert wurden: Der Bereich der nunmehrigen Ferris Barracks (benannt nach dem 1943 in Tunesien gefallenen Lt. Geoffrey Ferris) wurde auf 128 Hektar ausgedehnt, der Wohnbereich für die Soldaten und ihre Angehörigen auf 8,5 Hektar und der Übungsplatz in Tennenlohe auf 3240 Hektar. Im Durchschnitt waren in den 1980er Jahren etwa 2500 Soldaten sowie 1500 Angehörige in Erlangen stationiert.
Die Erlanger Bevölkerung begegnete der Anwesenheit der Amerikaner von Anfang an mit gemischten Gefühlen. Zwar begrüßte man deren Schutzfunktion im Kalten Krieg sowie die mit der Stationierung verbundenen Arbeitsplätze, doch waren die häufigen Konflikte der Soldaten mit der Zivilbevölkerung sowie zahlreiche Manöver ein ständiger Stein des Anstoßes. Zu ersten offenen Protesten kam es während des Vietnamkrieges. Diese richteten sich gegen das Übungsgelände und den Schießplatz in Tennenlohe, wo auch Atomwaffen vermutet wurden, sowie gegen die Munitionsbunker im Reichswald. Helmut Horneber, der für das amerikanische Übungsgelände lange Jahre als Forstdirektor zuständig gewesen war, wies 1993 darauf hin, wie vorbildlich die amerikanischen Truppen die Waldflächen geschützt hätten.
Aufgrund der zahlreichen Probleme gab es bereits Mitte der 1980er Jahre Überlegungen, die Garnison aus dem Stadtbereich zu verlagern. Nach der Öffnung der innerdeutschen Grenze 1989 verdichteten sich die Anzeichen eines bevorstehenden Abzugs. 1990/91 wurden die in Erlangen stationierten Truppen (im Rahmen des VII. US-Korps) zum Einsatz in den Golfkrieg abkommandiert. Nach dessen Ende begann die Auflösung des Standortes, die bis Juli 1993 vollzogen war. Am 28. Juni 1994 wurden die Liegenschaften offiziell dem Bund übergeben. Damit endete die 126-jährige Geschichte Erlangens als Garnisonsstadt.

### Geschichte der Erlanger Universität

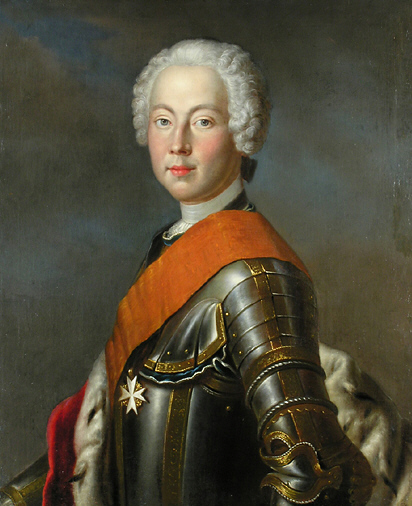
Der Gründer der Universität, Markgraf Friedrich

Das zweite für die Entwicklung Erlangens entscheidende Ereignis war, neben der Gründung der Neustadt, die Gründung der Universität. Bereits zu Zeiten der Reformation existierten dazu entsprechende Pläne, doch erst 1742 stiftete Markgraf Friedrich von Brandenburg Bayreuth eine Universität für die Residenzstadt Bayreuth, die bereits 1743 nach Erlangen verlegt wurde. Die mit bescheidenen Mitteln ausgestattete Einrichtung fand zunächst keinen rechten Anklang. Erst als Markgraf Alexander von Brandenburg-Ansbach-Bayreuth sie auf eine breitere wirtschaftliche Basis stellte, erhöhte sich die Studentenzahl langsam. Dennoch blieb sie unter 200 und sank bei der Eingliederung des Markgrafentums in das Königreich Bayern auf etwa 80 ab. Die drohende Schließung wurde nur deswegen abgewendet, weil Erlangen die einzige lutherische theologische Fakultät des Königreiches besaß.
Der Aufschwung kam wie bei den anderen deutschen Universitäten zu Beginn der 1880er Jahre. Die Studentenzahlen stiegen von 374 am Ende des Wintersemesters 1869/70 auf 1000 im Jahr 1890. Lagen in den Anfangsjahren die Jurastudenten vorn, so war zu Beginn der bayrischen Zeit die Theologische Fakultät am beliebtesten. Diese wurde erst 1890 von der Medizinischen Fakultät überholt. Die Zahl der ordentlichen Professoren stieg von 20 im Jahre 1796 auf 42 im Jahre 1900, von denen fast die Hälfte von der Philosophischen Fakultät angestellt waren, zu der auch die Naturwissenschaften zählten. Diese bildeten erst ab 1928 eine eigene Fakultät. Aktuell gibt es 39.568 Studenten, 277 Studiengänge und 637 Professorinnen und Professoren (Stand: Wintersemester 2023/24). Die FAU ist die drittgrößte Universität in Bayern und die zwölftgrößte in Deutschland.
1897 wurden die ersten Frauen zum Studium zugelassen, die erste Promotion einer Frau fand 1904 statt. Nach ihrem Gründer Markgraf Friedrich und nach ihrem Förderer Markgraf Alexander erhielt die Universität den Namen Friedrich-Alexander-Universität.

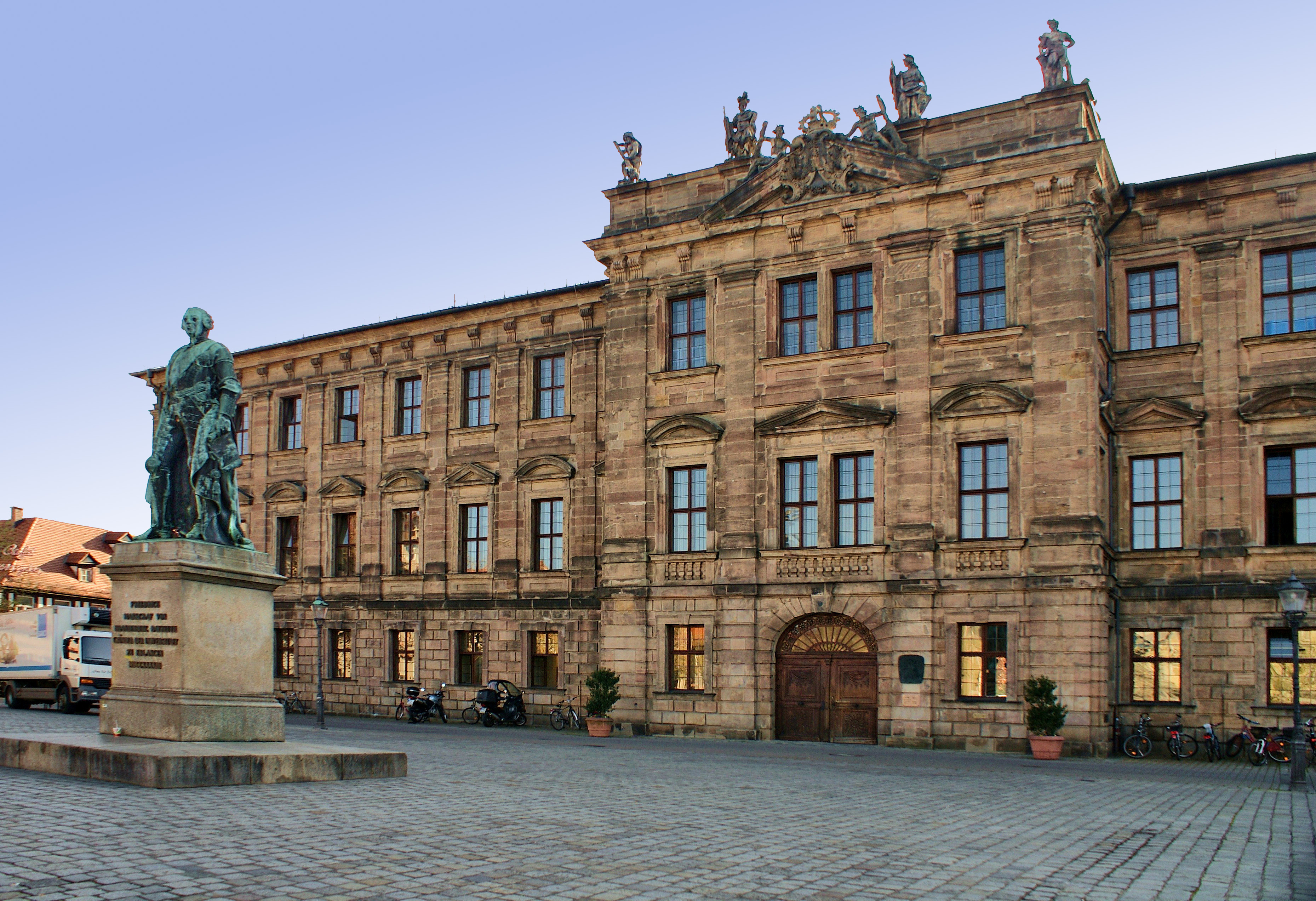
Frontansicht des Erlanger Schlosses, heute Sitz der Verwaltung der Friedrich-Alexander-Universität

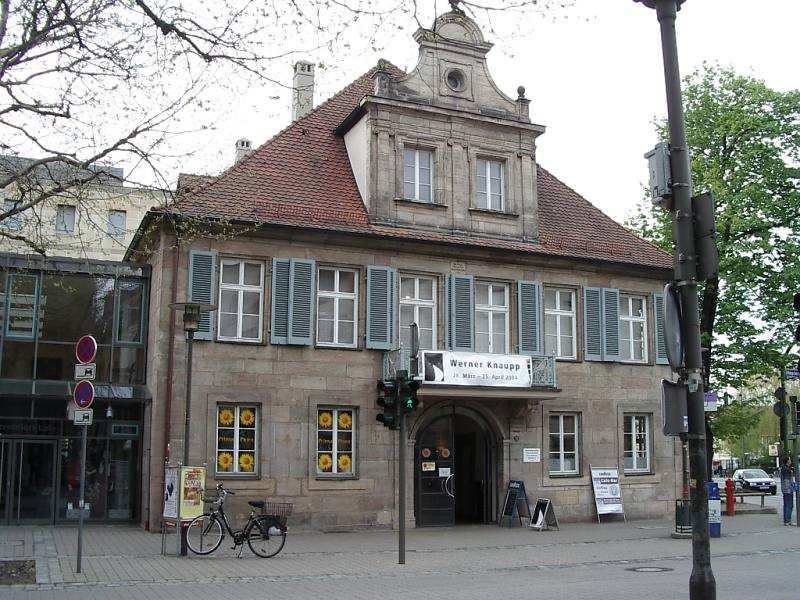
Erlangen, Fichtes Wohnhaus 1805

1818 gelangte das markgräfliche Schloss mit dem Schlossgarten in den Besitz der Universität. Ab der zweiten Hälfte des 19. Jahrhunderts wurde an den Rändern des Schlossgarten mehrere größere Universitätsgebäude errichtet, so das Kollegienhaus sowie das Universitätskrankenhaus.
Am 14. März 1920 wurde zur Verhinderung eines „Überschwappens der Münchner Räterevolution nach Franken“ ein 1919 (von den Burschenschaften Wingolf, Bubenruthia, Germania und Uttenruthia) aufgestelltes Studentenbataillon unter Waffen gestellt, nachdem am Vortag in Berlin rechte Putschisten das Regierungsviertel besetzt hatten. Am 15. März rief der Weber Georg Schneider als Wortführer demonstrierender Arbeiter auf dem Schlossplatz die Berliner Putschisten auf, aus dem Regierungsviertel abzuziehen, um ein Weiterarbeiten der demokratisch gewählten Regierung zu ermöglichen. Die Universität in Erlangen versuchte zu verhandeln, doch die bewaffneten Studenten waren nicht bereit, ihre Waffen abzugeben. Am 17. März 1920 brachte sich, gebeten von der Reichswehr, das Studentenbataillon aus der Erlanger Artilleriekaserne in Nürnberg gegen die unbewaffneten Arbeiter in Position, woraufhin vor dem Nürnberger Hauptbahnhof 21 Menschen erschossen wurden. Am 24. März kehrten die Studenten, begleitet von Marschmusik, wieder nach Erlangen zurück; feiern wollte die jungen Burschen jedoch niemand.
Die Weltkriege überstand die Universität in ihrer Bausubstanz vergleichsweise unbeschadet. Die von der amerikanischen Besatzungsmacht betriebene Entnazifizierung führte nach Kriegsende zur Amtsenthebung zahlreicher Hochschullehrer. Diese wurden u. a. durch Aufnahme von Professoren aus den ehemaligen Ostgebieten ersetzt, was zu einem Wechsel von einem überwiegend protestantischen Lehrkörper zu einem mehrheitlich katholischen führte.
Die Nachkriegszeit führte zu einer weiteren Expansion, nicht nur der Studentenzahlen, sondern auch der Lehrstühle. Vor allem die Zusammenarbeit mit der nach Erlangen zugezogenen Siemens AG gab dem weiteren Ausbau entscheidende Impulse und führte u. a. zum Bau des Südgeländes für die technischen und naturwissenschaftlichen Fakultäten. 1961 wurde die Hindenburg-Hochschule Nürnberg als Wirtschafts- und Sozialwissenschaftliche Fakultät und 1972 die Pädagogische Hochschule Nürnberg als Erziehungswissenschaftliche Fakultät integriert. Der Name der Universität wurde daraufhin in Friedrich-Alexander-Universität Erlangen-Nürnberg geändert.
Die Studentenrevolte der 1960er Jahre kam mit leichter Verspätung und deutlich abgeschwächt nach Erlangen.

### Eingemeindungen
Ehemals selbständige Gemeinden und Gemarkungen, die in die Stadt Erlangen eingegliedert wurden:
- 1. Mai 1919: Sieglitzhof (Gemeinde Spardorf)
- 1. April 1920: Alterlangen (Gemeinde Kosbach)
- 1. August 1923: Büchenbach[70] inklusive Weiler Neumühle
- 15. September 1924: Bruck[71]
- 1960: Teile von Eltersdorf
- 1. Januar 1967: Kosbach inklusive Häusling und Steudach[71]
- 1. Juli 1972: Eltersdorf, Frauenaurach, Großdechsendorf, Hüttendorf, Kriegenbrunn, Tennenlohe[71] sowie die bis dahin gemeindefreien Gebiete Klosterwald und Mönau
- 1. Juli 1977: Königsmühle (Stadt Fürth)

Vor allem die Eingemeindungen während der Gemeindereform im Jahre 1972 haben wesentlich dazu beigetragen, dass Erlangen 1974 die 100.000-Einwohner-Grenze überschritt und damit offiziell Großstadt wurde.

### Bevölkerungsentwicklung

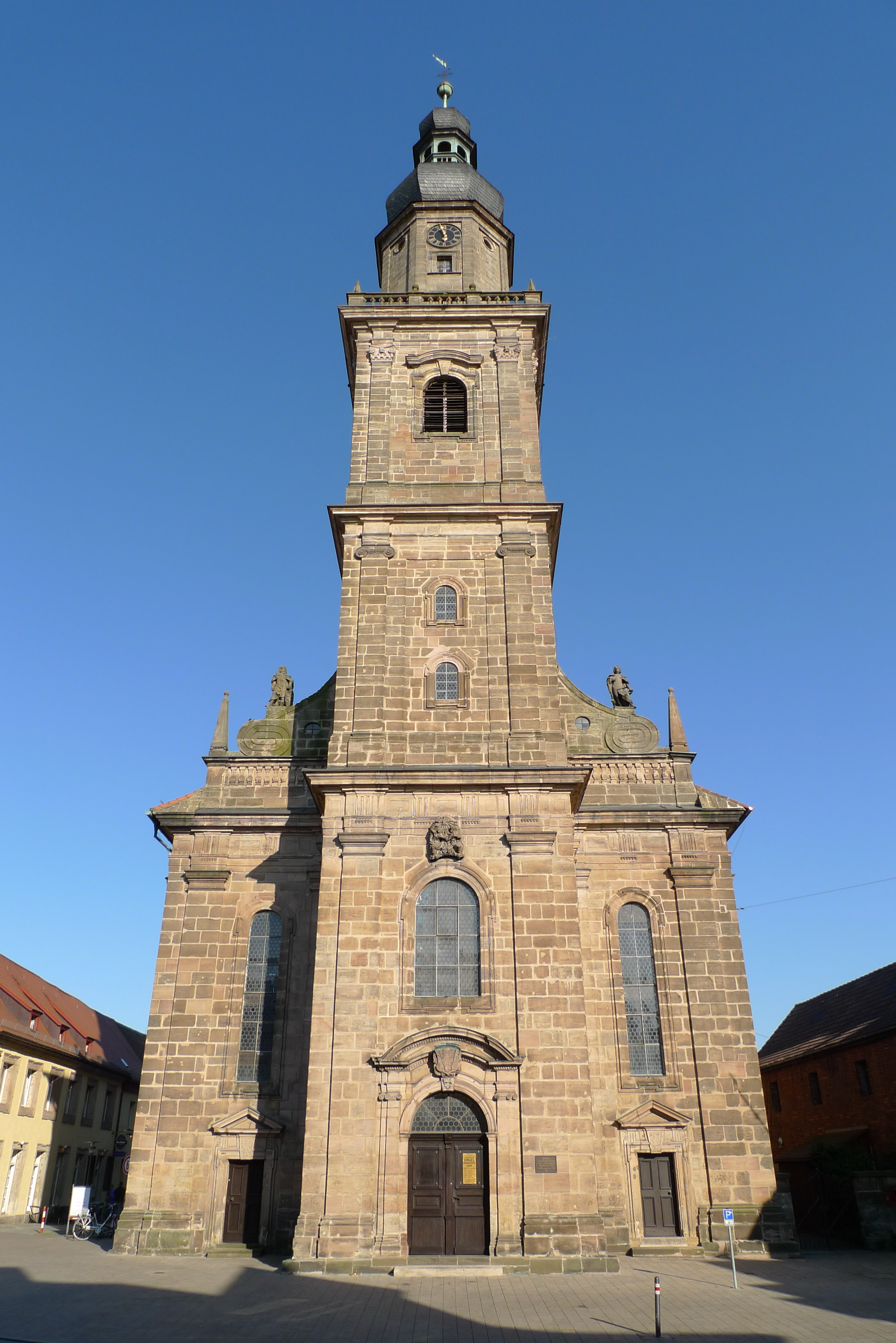
Westseite der Altstädter Kirche (2009)

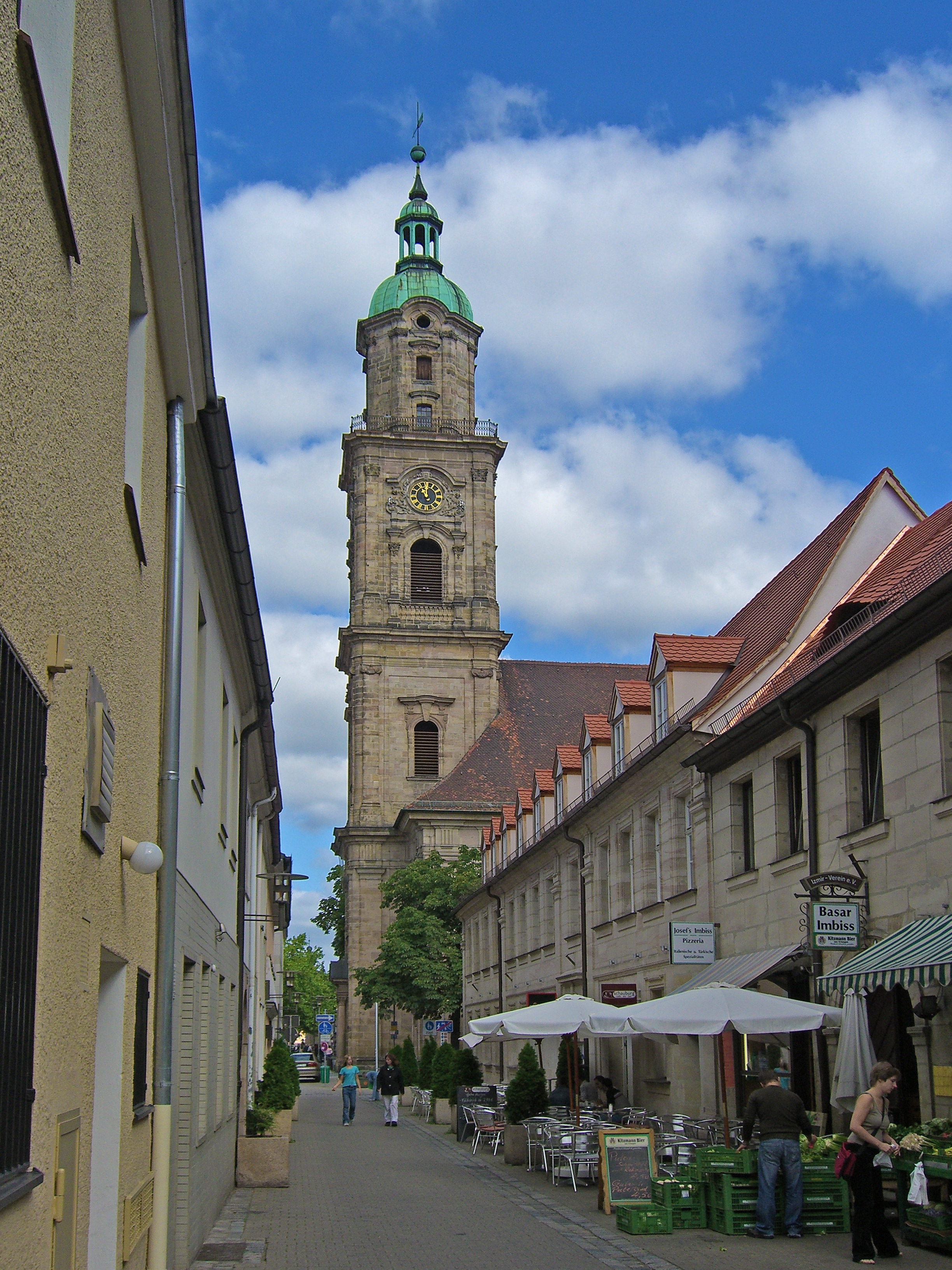
Südseite der Neustädter Kirche (2006)

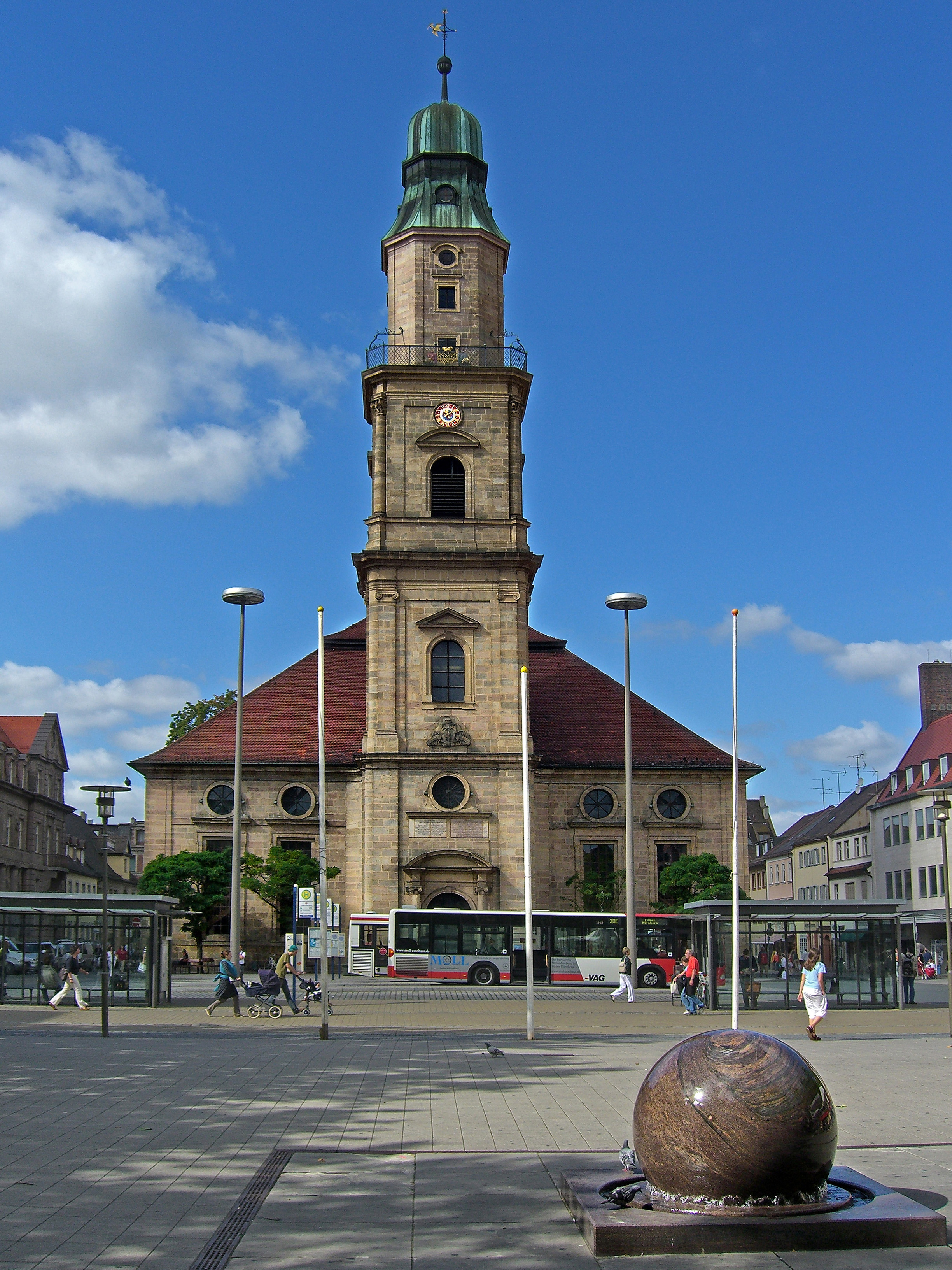
Hugenottenkirche mit Hugenottenplatz im Vordergrund (2006)

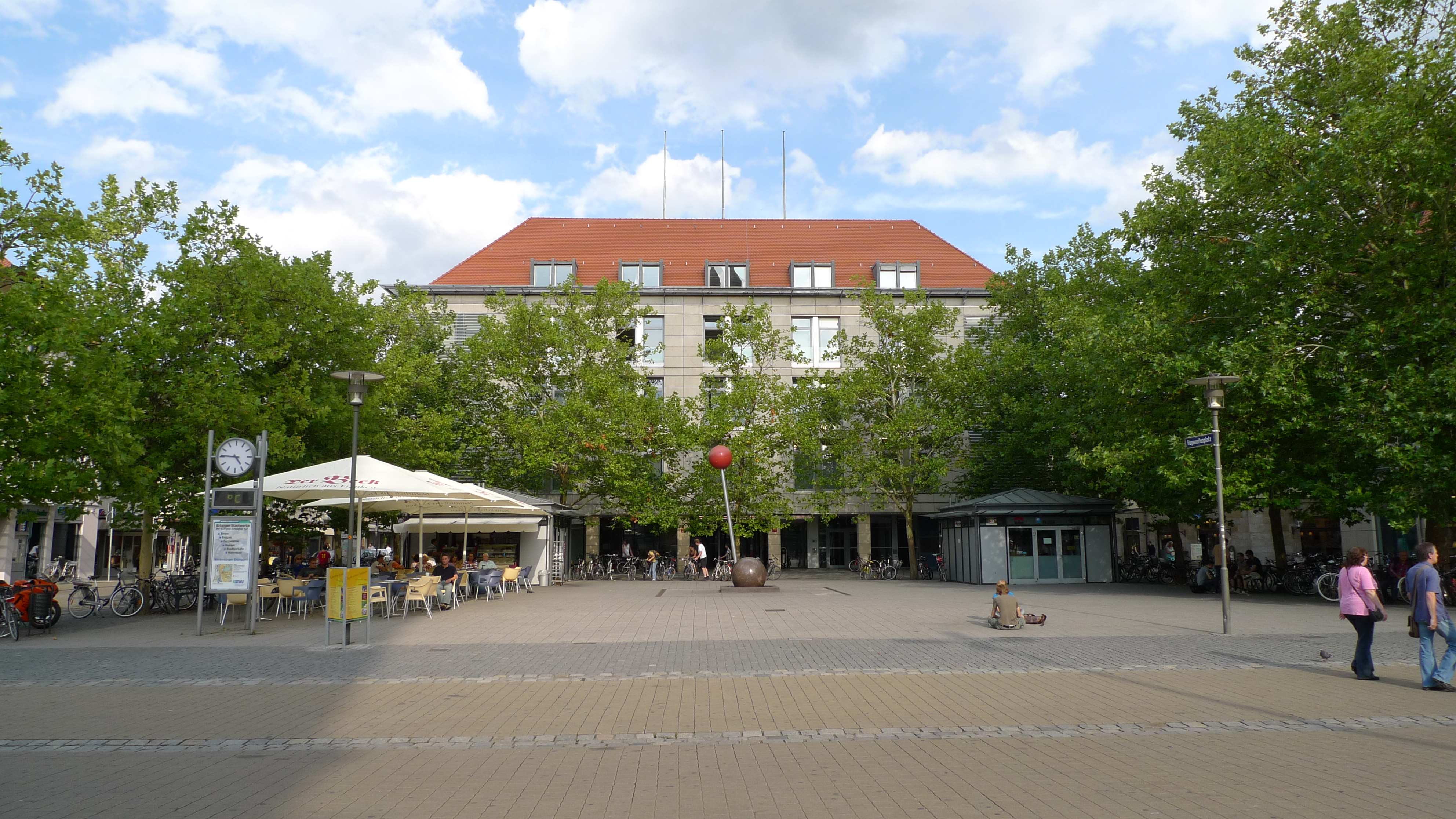
Ostseite des Hugenottenplatzes (2009; die von Isi Kunath gestaltete "Stecknadel" wurde 2015 aus statischen Gründen abgebaut)

Im Mittelalter und am Beginn der Neuzeit lebten nur wenige Hundert Menschen in Erlangen. Durch zahlreiche Kriege, Seuchen und Hungersnöte stieg die Einwohnerzahl nur langsam. Infolge der Zerstörung im Dreißigjährigen Krieg verödete der Ort 1634 vollständig. Erst 1655 lebten mit 500 Einwohnern in Erlangen wieder so viele wie vor dem Krieg. Am 8. März 1708 wurde Erlangen zur sechsten Landeshauptstadt erhoben. Bis 1760 stieg die Bevölkerung auf über 8000. Durch die Hungersnöte 1770 bis 1772 sank die Bevölkerung bis 1774 auf 7724. Nach einem Anstieg bis 1800 auf 10.000 Personen ging die Einwohnerzahl Erlangens infolge der napoleonischen Kriege bis 1812 auf 8592 zurück.
Im Lauf des 19. Jahrhunderts verdoppelte sich diese Zahl bis 1890 auf 17.559. Auf Grund zahlreicher Eingemeindungen stieg die Bevölkerung der Stadt bis 1925 auf 30.000 und verdoppelte sich bis 1956 auf 60.000. Durch die Kreis- und Gebietsreform 1972 überschritt die Einwohnerzahl der Stadt 1974 erstmals die Grenze von 100.000, wodurch sie zur Großstadt wurde. Nach einem leichten Bevölkerungsrückgang in den 1980er-Jahren ist Erlangen seit 1990 ununterbrochen Großstadt.
Die folgende Übersicht zeigt die Einwohnerzahlen nach dem jeweiligen Gebietsstand. Bis 1820 handelt es sich meist um Schätzungen, danach um Volkszählungsergebnisse (¹) oder amtliche Fortschreibungen des Statistischen Landesamtes. Die Angaben beziehen sich ab 1871 auf die „Ortsanwesende Bevölkerung“, ab 1925 auf die Wohnbevölkerung und seit 1987 auf die „Bevölkerung am Ort der Hauptwohnung“. Vor 1871 wurde die Einwohnerzahl nach uneinheitlichen Erhebungsverfahren ermittelt.

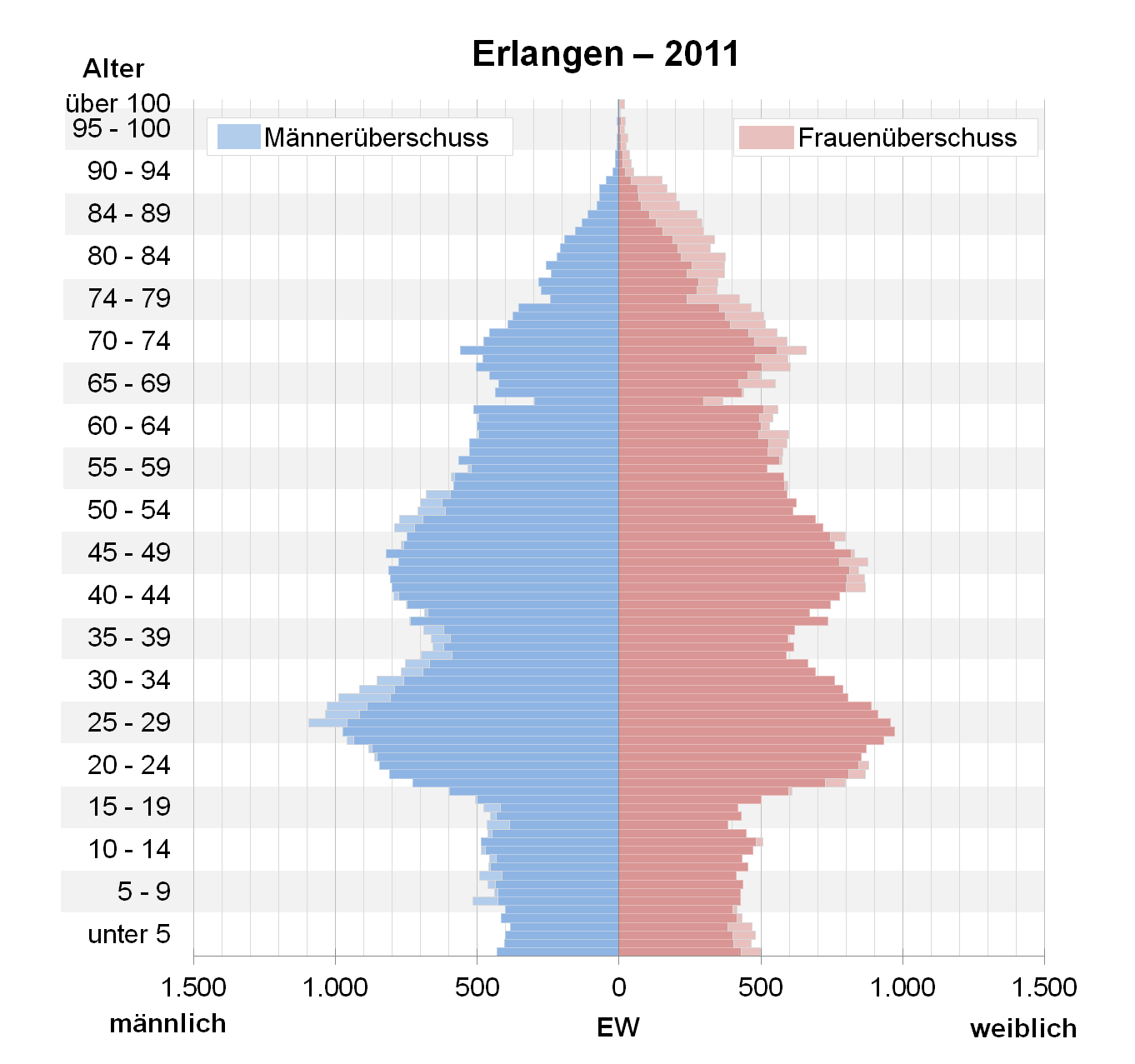
Bevölkerungspyramide für Erlangen (Datenquelle: Zensus 2011)

| Jahr/Datum    | Einwohner |
| ------------- | --------- |
| 1495          | ~460      |
| 1557          | ~410      |
| 1619          | ~520      |
| 1634          | 0         |
| 1655          | ~500      |
| 1690          | ~1.100    |
| 1708          | ~2.500    |
| 1723          | ~3.930    |
| 1752          | 7.939     |
| 1760          | 8.140     |
| 1774          | 7.724     |
| 1792          | 8.178     |
| 1800          | ~10.000   |
| 1812          | 8.592     |
| 1820          | 9.271     |
| 1. Juli 1830¹ | 9.831     |
| 1. Dez. 1840¹ | 10.630    |
| 3. Dez. 1852¹ | 10.910    |
| 3. Dez. 1861¹ | 10.896    |
| 3. Dez. 1864¹ | 11.202    |

| Datum          | Einwohner |
| -------------- | --------- |
| 3. Dez. 1867¹  | 11.546    |
| 1. Dez. 1871¹  | 12.510    |
| 1. Dez. 1875¹  | 13.597    |
| 1. Dez. 1880¹  | 14.876    |
| 1. Dez. 1885¹  | 15.828    |
| 1. Dez. 1890¹  | 17.559    |
| 2. Dez. 1895¹  | 20.892    |
| 1. Dez. 1900¹  | 22.953    |
| 1. Dez. 1905¹  | 23.737    |
| 1. Dez. 1910¹  | 24.877    |
| 1. Dez. 1916¹  | 19.688    |
| 5. Dez. 1917¹  | 19.599    |
| 8. Okt. 1919¹  | 23.521    |
| 16. Juni 1925¹ | 29.597    |
| 16. Juni 1933¹ | 32.348    |
| 17. Mai 1939¹  | 34.066    |
| 29. Okt. 1946¹ | 45.536    |
| 13. Sep. 1950¹ | 50.011    |
| 25. Sep. 1956¹ | 60.378    |
| 6. Juni 1961¹  | 69.552    |

| Datum         | Einwohner |
| ------------- | --------- |
| 31. Dez. 1965 | 78.800    |
| 27. Mai 1970¹ | 84.110    |
| 31. Dez. 1975 | 100.671   |
| 31. Dez. 1980 | 101.845   |
| 31. Dez. 1985 | 99.628    |
| 25. Mai 1987¹ | 99.808    |
| 31. Dez. 1990 | 101.017   |
| 31. Dez. 1995 | 101.361   |
| 31. Dez. 2000 | 100.064   |
| 31. Dez. 2005 | 102.896   |
| 31. Dez. 2007 | 104.290   |
| 31. Dez. 2008 | 104.542   |
| 31. Dez. 2009 | 105.164   |
| 31. Dez. 2010 | 105.258   |
| 9. Mai 2011¹  | 103.720   |
| 31. Dez. 2011 | 104.312   |
| 31. Dez. 2012 | 105.412   |
| 31. Dez. 2013 | 105.624   |
| 31. Dez. 2014 | 106.423   |
| 31. Dez. 2015 | 108.336   |

| Datum         | Einwohner |
| ------------- | --------- |
| 31. Dez. 2016 | 110.238   |
| 31. Dez. 2017 | 110.998   |
| 31. Dez. 2018 | 111.962   |
| 31. Dez. 2019 | 112.528   |
| 31. Dez. 2020 | 112.385   |
| 31. Dez. 2021 | 113.292   |
| 31. Dez. 2022 | 113.911   |
| 31. Dez. 2023 | 115.314   |
| 31. Dez. 2024 | 115.928   |

¹ Volkszählungsergebnis

## Religionen

### Konfessionsstatistik
Gemäß der Volkszählung 2011 waren 33,1 % der Einwohner evangelisch, 31,0 % römisch-katholisch und 35,8 % waren konfessionslos, gehörten einer anderen Glaubensgemeinschaft an oder machten keine Angabe. In Erlangen sind evangelische und katholische Christen inzwischen gleich stark vertreten. Ende 2024 waren 21,7 % der Einwohner evangelisch (das sind insgesamt 4 Kirchen: Evangelisch (ev), Evangelisch-Reformierte Kirche (rf), Evangelisch-Lutherische Kirche (lt) und Französisch-Reformierte Kirche (fr)), 21,3 % katholisch und 57,0 % gehörten einer sonstigen oder keiner Glaubensgemeinschaft an. Die Zahl der Protestanten und Katholiken ist demnach im beobachteten Zeitraum beträchtlich gesunken.

### Christentum

#### Vor der Reformation
Die Bevölkerung Erlangens gehörte anfangs zum Bistum Würzburg, ab 1017 zum Bistum Bamberg.
Lange Zeit glaubte die Lokalforschung, die älteste Kirche Erlangens sei – Jahrhunderte vor der urkundlichen Ersterwähnung des Ortes im Jahr 1002 – auf dem Martinsbühl errichtet worden. Diese Annahme kann durch keinerlei Quellen belegt werden. Urkundlich bezeugt als erste Kirche im heutigen Stadtgebiet ist dagegen bereits 996 die Kirche des Königshofes Büchenbach.
In Erlangen selbst gibt ein Grundstücksgeschäft aus dem Jahre 1288 den ersten Hinweis auf kirchliches Leben, denn es wurde „in cimiterio“, also auf einem Friedhof beurkundet. Friedhöfe wurden damals immer um Kirchen herum angelegt (Kirchhof), und diese Kirche – das folgt aus späteren Quellen – stand dort, wo heute die Altstädter Kirche am Martin-Luther-Platz steht. Knochenfunde bei Tiefbauarbeiten – zuletzt 2003 bei der Umgestaltung des Martin-Luther-Platzes – bestätigen diese Anlage des mittelalterlichen Kirchhofes. In der Folgezeit sind zahlreiche Stiftungen für diese Kirche zu „heil und nucz“ der Seelen bezeugt. Ihr Patrozinium, „frawenkirchen“ (Frauenkirche, somit der Hl. Maria geweiht) ist aus einer Zuwendung von 1424 zu erfahren.
1435 wurde die Kirche – bis dahin Filialkirche von St. Martin in Forchheim – zu einer eigenen Pfarrei erhoben. Hauptaufgabe des Erlanger Pfarrers war die Seelsorge in der Stadt Erlangen und der jetzt erstmals genannten St. Martins-Kapelle auf dem Martinsbühl. Weiter bestimmt die Erhebungsurkunde die seelsorgerische Betreuung auch der umliegenden Dörfer Bubenreuth, Bräuningshof, Marloffstein, Spardorf und Sieglitzhof, deren Einwohner „ab antiquo“ also von alters her, die Marienkapelle besuchten, aus dieser seelsorgerisch betreut und mit den Sakramenten versehen zu werden pflegten. Dieser Zusatz bestätigt, dass es an der Frauenkirche schon vor der Erhebung zur Pfarrkirche mindestens einen Vikar gegeben hat. Das kirchliche Leben war der Zeit entsprechend ausgeprägt und vielfältig. Neben dem Pfarrer gab es noch zwei Vikare für die Früh- und Mittelmesse. Ob die finanziell sehr schlecht ausgestatteten Messbenefizien immer besetzt waren, ist nicht bekannt. Mit der Einführung der Reformation durch Markgraf Georg den Frommen erlosch 1528 in Erlangen das kirchliche katholische Leben vollständig und für lange Jahre. Nur Weniges ist aus dieser Zeit auf unsere Tage gekommen: fünf Heiligenfiguren aus der früheren Marienkirche, die heute an der nördlichen Altarwand in der Altstädter Dreifaltigkeitskirche aufgestellt sind, ein Messbecher und das Reiterstandbild des Heiligen Martin, das alljährlich am 11. November in der Martinsbühler Kirche ausgestellt wird.

#### Evangelische Kirchen
1528 wurde von Bürgermeister und Rat der erste lutherische Pfarrer verpflichtet und damit die Reformation eingeführt, so dass Erlangen über viele Jahre eine evangelische Stadt blieb. Nach der Rücknahme des Edikts von Nantes im Jahre 1685 erfolgte Ansiedlung von Hugenotten in Erlangen durch Markgraf Christian Ernst.
In der 1686 von diesem für die französischen Glaubensflüchtlinge gegründeten Neustadt gab es nur reformierte Gemeinden. Die französisch-reformierte Gemeinde gab es ab 1686 und nach der Ansiedlung von reformierten Flüchtlingen aus der deutschsprachigen Schweiz und der Pfalz wurde 1693 auch eine deutsch-reformierte Gemeinde gegründet.
1802 wurden die evangelischen Gemeinden Erlangens dem königlich-preußischen Konsistorium in Ansbach unterstellt und nach dem Übergang der Stadt an Bayern wurden sie Teil der Protestantischen Kirche des Königreichs Bayern, die zunächst lutherische und reformierte Gemeinden umfasste. Gleichzeitig wurde Erlangen Sitz eines Dekanats, das alle Gemeinden unter sich vereinigte.
1853 erhielten die reformierten Gemeinden Bayerns eine eigene Synode und 1919 trennten sie sich formell von der Evangelischen Kirche Bayerns. Seither gibt es in Bayern zwei evangelische Landeskirchen, die Evangelisch-Lutherische Kirche in Bayern und die „Reformierte Synode in Bayern rechts des Rheins“, die sich seit 1949 „Evangelisch-reformierte Kirche in Bayern“ nannte. Letztere hatte in Erlangen über viele Jahre den Sitz ihres Moderamens. Durch die Vereinigung der deutsch-reformierten und der ehemals französisch-reformierten Gemeinde gab es seit 1920 in Erlangen nur noch eine reformierte Gemeinde, aber mehrere lutherische Gemeinden. Die lutherischen Gemeinden gehören heute noch zum Dekanat Erlangen, das als Dekanat für beide Konfessionen gegründet worden war und seit 1919 nur noch die lutherischen Gemeinden betreut. Es ist Teil des Kirchenkreises Nürnberg.
Die reformierte Gemeinde Erlangen ist inzwischen Teil der Evangelisch-reformierten Kirche. Hier gehört sie zum Synodalverband XI.
Als besondere Gemeindeformen existieren in der Evangelisch-Lutherischen Kirche die Landeskirchlichen Gemeinschaften mit eigenen Gottesdiensten und Angeboten. Seit 1993 gibt es die ELIA Gemeinde. Diese entstand aus einem Konflikt in der Gemeinde in Bruck um die Charismatische Bewegung. Zunächst stand das Kürzel ELIA für „Erlanger Laien im Aufbruch“, heute deutet die Gemeinde ELIA als „Engagiert, Lebensnah, Innovativ, Ansteckend“. Die Gemeinde ist durch eine Vereinbarung an die Landeskirche gebunden, finanziert und organisiert sich aber wie die Gemeinschaften selbst. Für das Gottesdienstprojekt LebensArt wurde ELIA 2002 beim Förderpreis „Fantasie des Glaubens“ von der EKD ausgezeichnet.
Des Weiteren gibt es in Erlangen seit Jahrzehnten eine Freie evangelische Gemeinde am Fuchsengarten und die Evangelisch-Freikirchliche Gemeinde (Baptisten) an der Äußeren Brucker Straße. 1984 entstand in Tennenlohe die „Gemeinde am Wetterkreuz“ die dem Bund Freikirchlicher Pfingstgemeinden und damit der Pfingstbewegung angehört. Zur „Gemeinde am Wetterkreuz“ gehört der Erlanger Stamm der christlichen Pfadfinderschaft „Royal Rangers“.

#### Katholische Kirche

##### Vom Dreißigjährigen Krieg bis zur ersten Messfeier
Gemäß den Vereinbarungen des Westfälischen Friedens blieb Erlangen nach dem Ende des Dreißigjährigen Krieges evangelisches Territorium. Erst mit der Gründung von „Christian Erlang“, also der Neustadt, war auch Katholiken der Zuzug gestattet, sofern sie zum Aufbau der neuen Stadt beitrugen. Ihnen wurde vom Markgrafen 1711 lediglich das im Westfälischen Frieden garantierte konfessionsrechtliche Minimum, die Gewissensfreiheit gewährt. Taufen, Eheschließungen und Beerdigungen waren nach evangelischem Ritus zu vollziehen, Kinder in der evangelischen Religion zu erziehen. Bei zunehmender Zahl drangen die Katholiken seit etwa 1730 auf mehr Glaubensrechte. Der von Markgraf Friedrich einige Male in Aussicht gestellte Bau eines Bethauses scheiterte jedoch immer am erbitterten Widerstand von Magistrat und evangelischer bzw. französisch-reformierter Geistlichkeit.
Mit der Thronbesteigung Friedrichs des Großen begann das Zeitalter des aufgeklärten Absolutismus. Unter dem Einfluss von Friedrichs Toleranzpolitik änderte sich allmählich auch der Standpunkt der markgräflichen Herrschaft. Als 1781 die Verwaltung des Fränkischen Ritterkreises nach Erlangen verlegt worden war, erteilte Markgraf Alexander den katholischen Adeligen die Genehmigung für Privatgottesdienste. Dieses Recht beanspruchte auch deren Dienerschaft. Am 16. Januar 1783 beschloss Alexander die Einrichtung eines katholischen Privatgottesdienst in Erlangen. Im großen Saal des Altstädter Rathauses wurde am 11. April 1784 wieder eine Messe gefeiert, die erste nach über 250 Jahren. Im gleichen Jahr folgte die Erlaubnis zum Bau eines Bethauses.

##### Vom Bethaus zur Pfarrei Herz Jesu

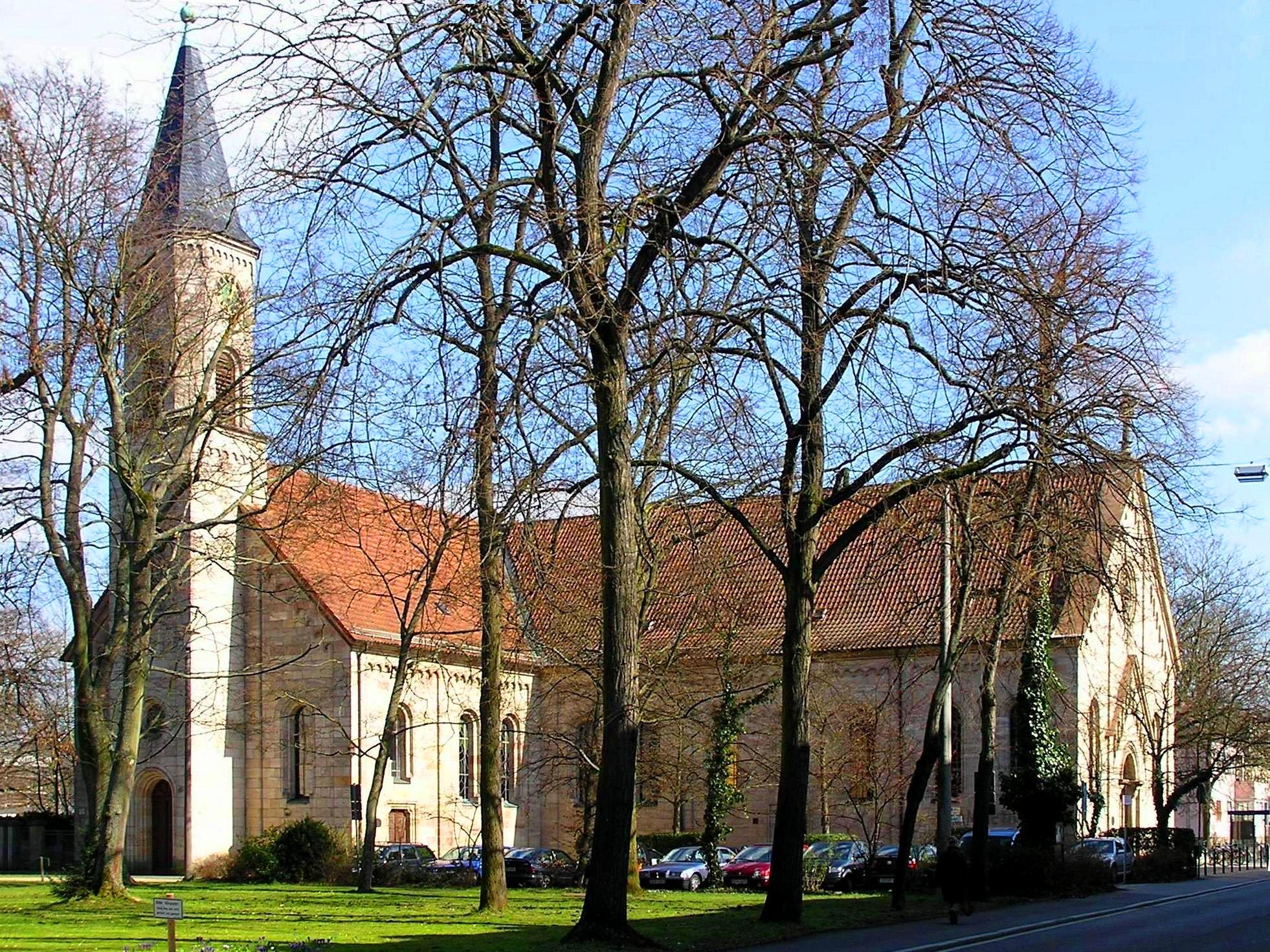
Herz-Jesu-Kirche am Katholischen Kirchenplatz

Die Erlaubnis zum Bau einer Kirche war mit schweren Auflagen belastet: Nur ein schlichtes Bethaus ohne Turm, Glocken und Orgel war gestattet. Die Gottesdienste durften nur bei geschlossenen Türen abgehalten werden, Taufen, Trauungen und Beerdigungen standen weiterhin allein der evangelischen Geistlichkeit zu. Das Bethaus wurde weit außerhalb der Stadt – am heutigen Katholischen Kirchenplatz – errichtet und am Peter-und-Paul-Tag 1790 feierlich eröffnet.
Die katholische Gemeinde, die schon bald Zuwachs durch französische Emigranten erhielt, die vor den Revolutionswirren geflüchtet waren, geriet aber wegen der sich ständig verändernden politischen Verhältnisse in eine wirtschaftliche Notlage. Das Erzbistum Bamberg gehörte seit 1803 zum Kurfürstentum Bayern, Erlangen war bis 1806 preußisch, danach vier Jahre lang französisch. Als im Ausland angestellte Subjekte erhielten die Erlanger Geistlichen von Bamberg keine Besoldung. Erst mit der Eingliederung Erlangens an Bayern wurde dieses Problem gelöst.
Zur Pfarrei erhoben wurde die bisherige Kuratie Erlangen im Jahr 1813. In dieser Zeit hatte sich das Verhältnis zwischen den Konfessionen vollständig entspannt. Als 1843 der katholische Pfarrer Rebhahn zu Grabe getragen wurde, folgte dem Zug auch die gesamte evangelische und reformierte Geistlichkeit. Unter seinem Nachfolger, Pfarrer Dinkel, dem späteren Bischof von Augsburg, erhielt das Kirchenschiff (jetzt Querschiff) 1850 seine heutige Gestalt, außerdem wurde vor der Westfassade ein Turm errichtet.
In der zweiten Hälfte des 19. Jahrhunderts wuchs – auch durch die neue Garnison – die Zahl der Katholiken bald auf 6.000. Deshalb war ein weiterer Neubau erforderlich, der senkrecht zum alten Grundriss errichtet wurde. Damit erhielt der Kirchenbau im Jahr 1895 sein heutiges Aussehen. Mit dem Umbau änderte sich das Patrozinium von Schmerzensreiche Mutter zu Herz Jesu. Der Innenraum der Herz-Jesu-Kirche ist seither mehrfach, zuletzt 2008, einschneidend verändert worden. Nur der Taufstein und eine Holzstatue des Guten Hirten erinnern heute noch an das einstige Bethaus.

##### Entwicklung im 20. Jahrhundert
Mit dem Umbau von 1895 waren die Erweiterungsmöglichkeiten des alten Bethauses erschöpft. Die Zahl der Erlanger Katholiken wuchs durch Zuzug und Eingemeindungen vor allem nach dem Zweiten Weltkrieg, so dass heute nur noch ein leichtes Übergewicht zu Gunsten der Protestanten besteht. Beginnend 1928 stieg die Zahl der Erlanger Pfarreien innerhalb von 70 Jahren von einer auf zwölf.
Neu gegründet wurden:
- 1928: St. Bonifaz im damaligen Südosten des Stadtgebiets
- 1967: Heilig Kreuz in Bruck
- 1968: St. Sebald in der Sebaldussiedlung und Teilen des Röthelheimparks
- 1970: St. Heinrich in Alterlangen
- 1979: St. Theresia in Sieglitzhof und Teilen des Röthelheimparks
- 1979: Heilige Familie in Tennenlohe
- 1998: Zu den heiligen Aposteln in Büchenbach

Eingemeindet wurden die nachfolgenden Pfarreien:
- 1923: St. Xystus in Büchenbach (mit Filialgemeinde Albertus Magnus in Frauenaurach)
- 1924: St. Peter und Paul in Bruck
- 1972: St. Kunigund in Eltersdorf
- 1972: Unsere Liebe Frau in Dechsendorf

Seit 1937 ist Erlangen Sitz eines Dekanats, das im Zuge der staatlichen Gebietsreform zum 1. November 1974 neu geordnet wurde. Neben den Erlanger Pfarreien umfasst es auch Nachbargemeinden aus den Landkreisen Erlangen-Höchstadt und Forchheim.

#### Siebenten-Tags-Adventisten
Siebenten-Tags-Adventisten sind seit mindestens 1903 in Erlangen vertreten. 1995 bezogen sie in Bruck das neue Gemeindezentrum. Im Jahr 2003 wurde eine weitere Gemeinde (ERlebt) gegründet, die sich in der Hindenburgstraße versammelte; letztere hat im Oktober 2007 ebenfalls in Bruck ein neues Gemeindehaus eingeweiht. Zwischen beiden Gemeinden besteht eine gute Zusammenarbeit. Die Adventisten nehmen am Erlanger Stadtgeschehen aktiv teil. Ihr soziales Engagement zeigt sich u. a. an der Pfadfinderarbeit (Stamm „Erlanger Markgrafen“) oder an öffentlichen Blutspendeaktionen, die in den Gemeinderäumen durchgeführt werden. Beide Gemeinden führen die jährlich stattfindende Aktion „Kinder helfen Kindern“ durch, bei der Weihnachtspakete an bedürftige Kinder nach ganz Osteuropa geschickt werden. Der Verein „Christen für Kultur e. V.“ wurde im Jahr 1999 von Erlanger Adventisten gegründet.

#### Zeugen Jehovas
Die Zeugen Jehovas meldeten am 22. März 1923 ihre erste Versammlung in Erlangen an, die jedoch polizeilich nicht genehmigt wurde. Nach dem Verbot im April 1933 kam es zu verstärkten Repressionen, die bis zur Ermordung des Erlanger Mitglieds Gustav Heyer in der Tötungsanstalt Hartheim am 20. Januar 1942 führten. Die Gustav-Heyer-Straße in Bruck erinnert seit 2004 daran. 1948 erfolgte die Reorganisation der Gemeinde, die sich 1975 in zwei Versammlungen teilte. 1980 errichteten die Zeugen Jehovas in Bruck einen eigenen Versammlungsraum („Königreichssaal“).

#### Kirche Jesu Christi der Heiligen der Letzten Tage
Auch die Kirche Jesu Christi der Heiligen der Letzten Tage ist in Erlangen mit einer eigenen Gemeinde und einem Ortsbischof vertreten. Die Gemeinde gehört zum Pfahl Nürnberg. Das Gemeindezentrum der Mormonen befindet sich in Alterlangen.
Neben den oben genannten Glaubensgemeinschaften bestehen noch weitere Freikirchen und Religionsgemeinschaften in Erlangen.
Siehe auch: Liste von Pfarrhäusern in der Stadt Erlangen

### Judentum
1408 wurden erstmals Juden urkundlich in Erlangen erwähnt, 1478 auch ein Rabbiner. Am 26. März 1515 beschloss der markgräfliche Landtag die Ausweisung der Juden. Dies hat vermutlich auch die Existenz der Erlanger jüdischen Gemeinde beendet. Den hugenottischen Einwohnern der Neustadt sicherte Markgraf Christian Ernst 1711 ein Niederlassungs- und Gewerbeverbot für Juden zu. Daher blieb das jüdische Leben auf Erlangens Nachbargemeinden Bruck, Baiersdorf und Büchenbach beschränkt.
- In Bruck lebten seit 1431 Juden, 1604 wird ein „Judenhaus“ erwähnt, das wohl als Synagoge für die noch kleine jüdische Gemeinde von sechs Familien (1619) diente. Nachdem diese aber rasch auf 37 Familien (1763) anwuchs, wurde bereits 1707 eine neue Synagoge errichtet. 1811 zählte die Gemeinde 184 Einwohner (ca. 15 % der damaligen Bevölkerung), 1859 waren es noch 108.
- In Baiersdorf erfolgte die erste urkundliche Erwähnung einer jüdischen Gemeinde 1473. Deren Bestand wird aber bereits für eine frühere Zeit vermutet, insbesondere weil die ältesten Grabsteine auf dem jüdischen Friedhof ins frühe 14. Jahrhundert datiert werden. Dieser Friedhof hatte einen weiten Einzugsbereich bis nach Forchheim und Fürth. Bereits 1530 bestand eine Synagoge, obwohl nach der 1515 beschlossenen Vertreibung der Juden aus der Markgrafschaft nur noch eine jüdische Familie in Baiersdorf lebte. Nach der Zerstörung im Dreißigjährigen Krieg wurde die Synagoge 1651 wieder errichtet, die Gemeinde war von neun Familien 1619 auf 83 Familien 1771 angewachsen. Als zweitgrößte jüdische Gemeinde im Markgraftum Brandenburg-Bayreuth war hier auch Sitz des Landesrabbinats. 1827 erreichte die jüdische Gemeinde mit 440 Mitgliedern (30 % der Bevölkerung) ihre größte Mitgliederzahl.
- In Büchenbach gestattete der Bamberger Dompropst 1681 Juden die Niederlassung. Es entstand eine jüdische Gemeinde, die 1811 74 Mitglieder zählte und 1813 eine Synagoge errichtete. 1833 lebten 103 Juden im Ort.

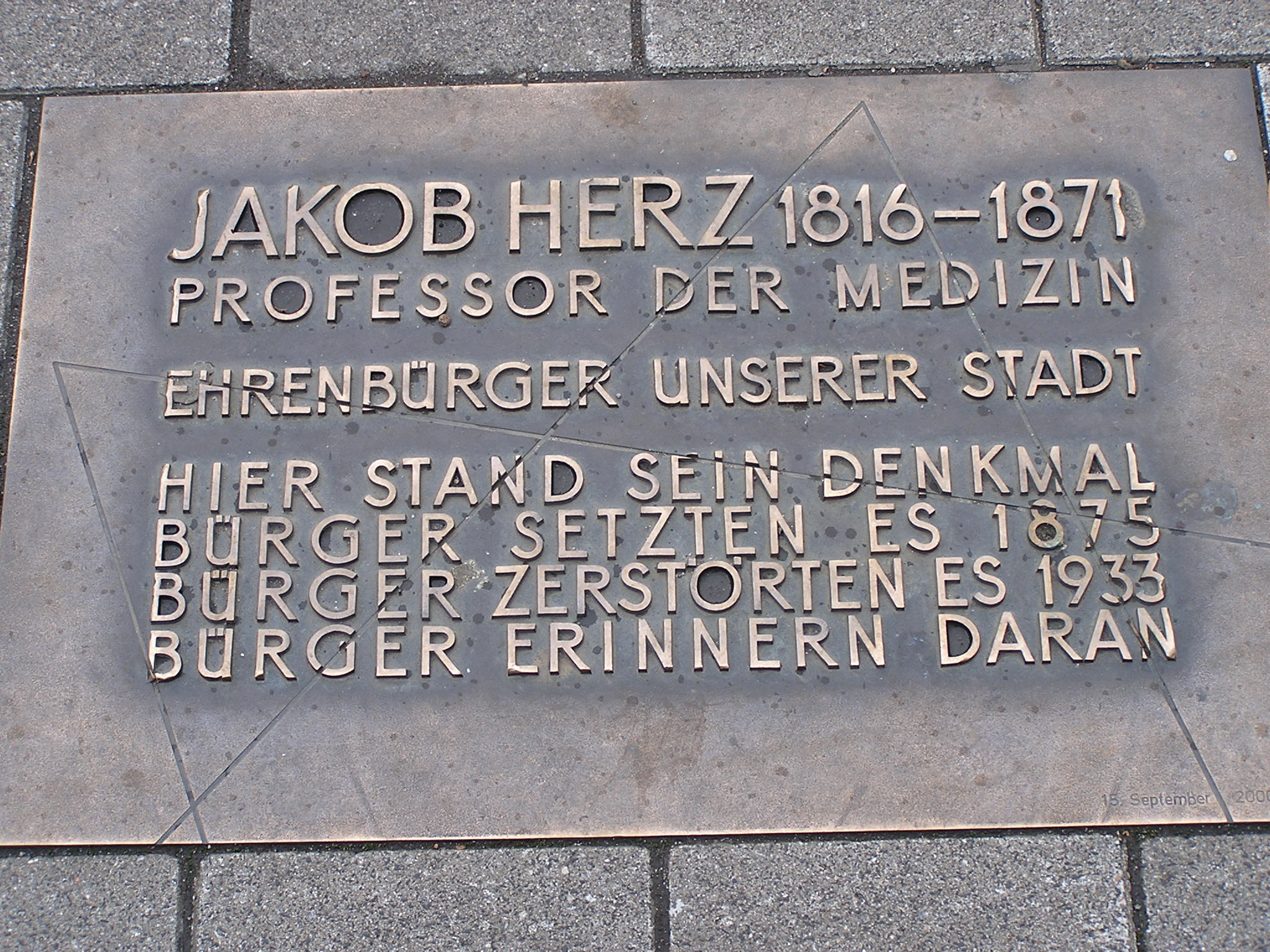
Eine Gedenktafel erinnert an das zerstörte Denkmal Jakob Herz’

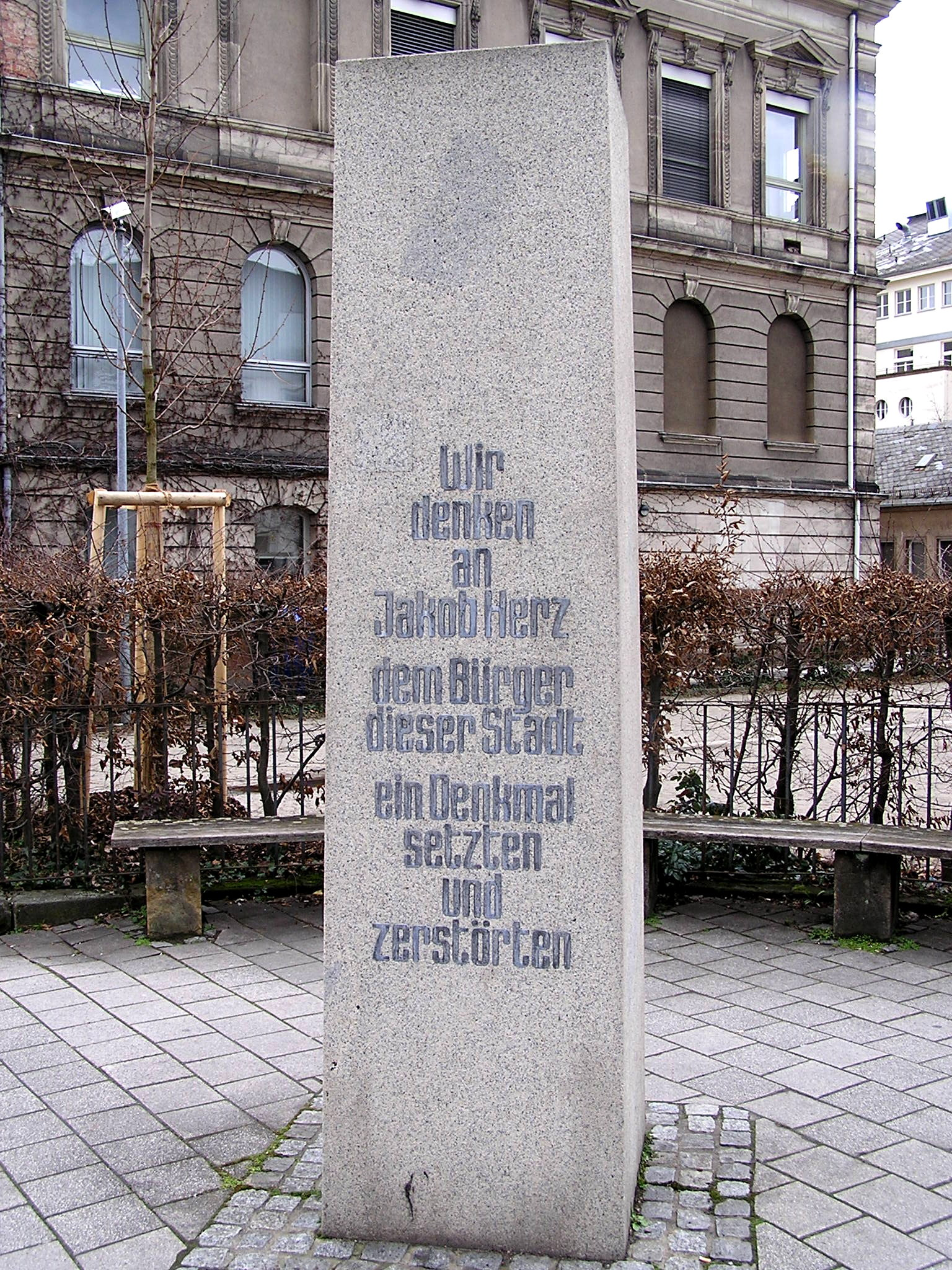
Das neue Denkmal Jakob Herz aus dem Jahre 1983

1861 führte der bayerische Landtag die allgemeine Freizügigkeit für Juden in Bayern ein. Damit wurde Juden die Niederlassung in Erlangen möglich. Viele jüdische Familien aus den Umlandgemeinden zogen wegen der besseren Perspektiven nach Erlangen, zugleich schrumpften die Gemeinden in Bruck, Baiersdorf und Büchenbach, wo bereits 1874 die Gemeinde aufgelöst wurde. 1867 zählte die neue Erlanger Gemeinde bereits 67 Mitglieder, die am 15. März 1873 zur eigenständigen Kultusgemeinde wurde. Die Brucker Gemeinde ging darin auf. 1891 weihte die Gemeinde einen eigenen Friedhof ein. Dagegen wurde das Rabbinat von Baiersdorf 1894 aufgelöst, nach 1900 lebten in Bruck keine Juden mehr. Der Erlanger Gemeinde gehörten dagegen profilierte Persönlichkeiten wie der Arzt und Ehrenbürger Jakob Herz und die Mathematikerin Emmy Noether an. Ersterem wurde am 5. Mai 1875 ein Denkmal errichtet, das am 15. September 1933 zerstört wurde. Eine Stele erinnert seit 1983 an diesen Vorgang mit der Inschrift: Wir denken an Jakob Herz, dem Bürger dieser Stadt ein Denkmal setzten und zerstörten.
Während der nationalsozialistischen Diktatur verringerte sich bis 1938 die Zahl der Erlanger Juden zunächst von 120 auf 44 Personen. In der Reichspogromnacht wurde der Erlanger Betsaal zerstört, die Synagoge in Baiersdorf abgerissen. Am 20. Oktober 1943 wurde die letzte jüdische Einwohnerin Erlangens ins KZ Auschwitz deportiert. 77 Angehörige der jüdischen Gemeinde Erlangens wurden von den Nationalsozialisten ermordet.
Von den ursprünglichen jüdischen Einwohnern kam Rosa Loewi mit ihrer Tochter Marga am 16. August 1945 nach Erlangen zurück, bevor beide ein Jahr später in die Vereinigten Staaten emigrierten. 1980 kehrte Lotte Ansbacher († 19. Dezember 2010) als letzte Erlanger Überlebende des Holocaust dauerhaft in ihre Heimatstadt zurück, vermutlich um das Erbe ihrer Tante Helene Aufseeser anzutreten. Eine Erlanger Besonderheit war die 1980 geschaffene Stelle einer ehrenamtlich tätigen „Beauftragten für die ehemaligen jüdischen Mitbürgerinnen und Mitbürger“. In dieser Funktion war Ilse Sponsel (1924–2010) unermüdlich tätig, Kontakte zu den überlebenden Erlanger Juden und ihren Familien herzustellen und zu pflegen und die Geschichte und das Schicksal der im Holocaust untergegangenen Jüdinnen und Juden in Erlangen, Baiersdorf und Umgebung zu erforschen. Bis in die 1970er-Jahre wuchs die Zahl der Juden soweit an, dass der Verleger Shlomo Lewin die Gründung einer neuen Gemeinde plante. Am 19. Dezember 1980 wurde er mit seiner Lebensgefährtin ermordet, vermutlich durch ein Mitglied der rechtsextremen Wehrsportgruppe Hoffmann. Es kam jedoch nie zu einer Verurteilung, da der mutmaßliche Täter Selbstmord beging. Nach diesem Verbrechen blieb die Gründung der Israelitischen Kultusgemeinde aus. Diese Idee gewann erst durch den Zuzug von jüdischen Auswanderern aus der ehemaligen Sowjetunion neuen Auftrieb. Am 1. Dezember 1997 entstand in Erlangen wieder eine Israelitische Kultusgemeinde, der im Jahr 2000 300 Mitglieder angehörten. Am 2. April 2000 weihte die Gemeinde einen neuen Betraum in der Hauptstraße ein. Nachdem die am 9. März 2008 in der Hindenburgstr. 38 eingeweihte Synagoge wegen Problemen mit der Vermieterin des Hauses aufgegeben werden musste, konnte in der Rathsberger Str. 8b ein Gebäude angemietet und hier am 13. Juni 2010 die neue Synagoge eröffnet werden.

### Islam
Seit 1980 besteht in Erlangen der Türkisch-Islamische Kulturverein Erlangen (DİTİB). Seitdem entstanden auch weitere Vereine wie der Islamische Studentenverein Erlangen (1984) und die Islamische Glaubensgemeinschaft (1995). Diese drei bilden gemeinsam seit Dezember 1999 die Islamische Religionsgemeinschaft Erlangen e. V. die sich um die Durchführung islamischen Religionsunterrichtes an staatlichen Schulen kümmert. Das erste Mal in Bayern wurde 2001 an der Erlanger Pestalozzi-Grundschule das Fach „Islamisch religiöse Unterweisung in deutscher Sprache“ an einer staatlichen Schule eingeführt. Richtiger „Islamunterricht“ als Unterrichtsfach wurde erstmals in ganz Deutschland an der Grundschule Brucker Lache eingeführt.
Neben den drei erwähnten Verbänden besteht seit 1993 auch noch der Türkische Verein für soziale Dienste.

### Interreligiöse Initiativen
Der Friedensweg der Religionen in Erlangen ist eine seit 2001 bestehende Gemeinschaft aller Religionen, die gemeinsam für Frieden in der Welt und zwischen den Religionen arbeiten. Vertreten sind alle religiösen Gemeinschaften Erlangens. 2010 wurde auf dem Bohlenplatz beim Kreuz + Quer ein Ginkgo als Friedensbaum gepflanzt.

## Politik

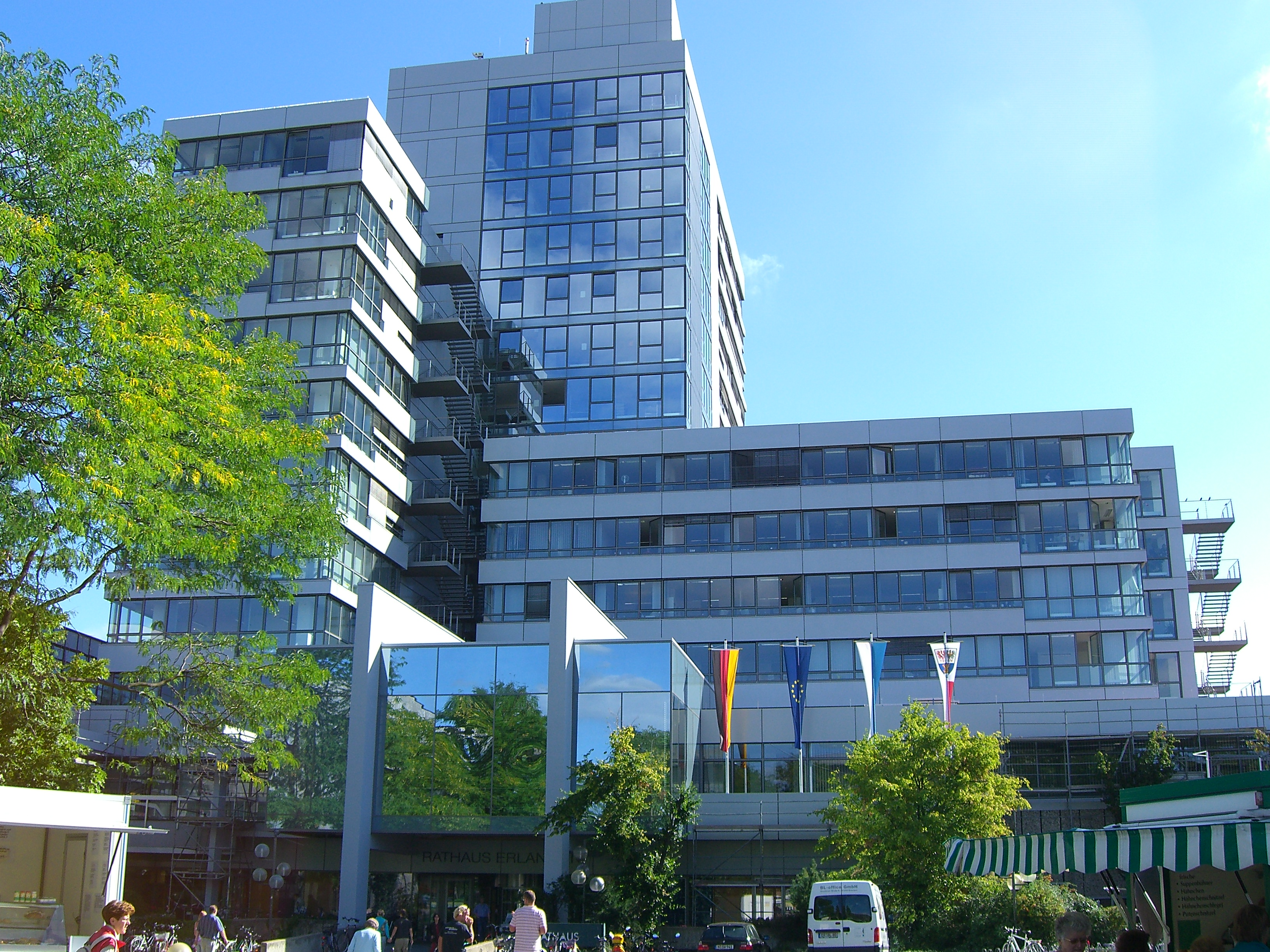
Das Neue Rathaus

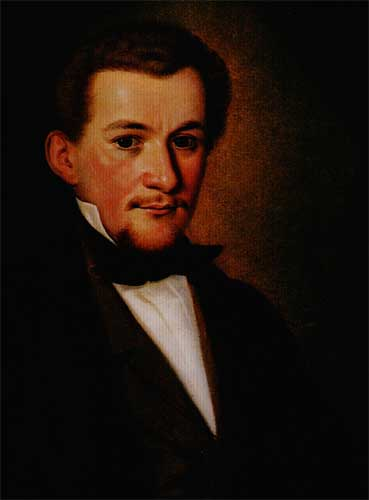
Bürgermeister Heinrich August Papellier

In Erlangens Altstadt ist seit dem 14. Jahrhundert ein Rat nachweisbar. An der Spitze der Stadt standen zwei Bürgermeister, die alle vier Wochen wechselten. Ab 1715 gab es sogar vier Bürgermeister.
In der Neustadt lag die Verwaltung zunächst beim reformierten Presbyterium. Im Jahr 1697 gab es vier Bürgermeister, die ein Jahr amtierten, davon drei Franzosen und ein Deutscher. Ab 1701 gab es vier Bürgermeister und acht Räte, die zwei Jahre amtierten. Danach wurde die Verwaltung mehrmals umgestaltet.
Nach der Vereinigung von Altstadt und Neustadt 1812 wurde das bayerische Gemeindeedikt eingeführt. Ab 1818 wurde die Stadt von einem Ersten Bürgermeister geleitet, dem ab 1918 meist der Titel Oberbürgermeister verliehen wurde. Seit 1952 trägt der Erste Bürgermeister entsprechend der bayerischen Gemeindeordnung immer den Titel Oberbürgermeister.
Daneben gab es ab 1818 einen Stadtmagistrat mit zehn, ab 1900 zwölf Magistratsräten und als zweite Kammer die Gemeindebevollmächtigten mit 30, ab 1900 36 Mitgliedern. Nach dem Zweiten Weltkrieg gab es nur noch einen Stadtrat. 1978 zog mit Wolfgang Lederer von der Grünen Liste erstmals ein grüner Politiker in einen bayerischen Stadtrat ein.
In den 1967 und 1972 nach Erlangen eingemeindeten Gemarkungen Eltersdorf, Frauenaurach, Großdechsendorf, Hüttendorf, Kosbach (mit Steudach und Häusling), Kriegenbrunn und Tennenlohe wurde jeweils ein Ortsbeirat eingerichtet. Die Zahl der Mitglieder des Ortsbeirats richtet sich nach der Einwohnerzahl der betreffenden Gebiete und bewegt sich zwischen fünf und sieben. Die Ortsbeiräte werden von den politischen Parteien gemäß dem letzten Kommunalwahlergebnis berufen und wählen aus ihrer Mitte einen Vorsitzenden. Die Ortsbeiräte sind zu wichtigen, die Gemarkung betreffende Angelegenheiten zu hören. 2017 wurden zusätzlich Stadtteilbeiräte eingeführt.
Außerdem gibt es in Erlangen ein von den 12–18 Jahre alten Jugendlichen alle zwei Jahre gewähltes Jugendparlament. Die Senioren werden durch einen Seniorenbeirat (dem ersten in Bayern) vertreten, Menschen mit Migrationshintergrund durch den Ausländer- und Integrationsbeirat. Daneben existieren eine Reihe weiterer Beiräte, die den Stadtrat in bestimmten Themengebieten beraten.
Neben den Parteien und städtischen Gremien sind verschiedene Organisationen in Erlangen kommunalpolitisch aktiv. Dazu zählen Initiativen, die sich jeweils anlässlich konkreter Themen gründen (siehe insbesondere Bürgerentscheide) und anschließend wieder auflösen. Das „Altstadtforum“ ist ein überparteiliches Bündnis aus 19 Organisationen (u. a. alle im Stadtrat vertretenen Parteien, Bürgerinitiativen und Vereine). Es setzt sich für eine attraktive, lebenswerte und zukunftsfähige Erlanger Altstadt ein.

### (Ober)Bürgermeister
Der Oberbürgermeister der Stadt Erlangen wird direkt gewählt. Seit 2014 amtiert Florian Janik. Als Stellvertreter wählt der Stadtrat mindestens einen zweiten Bürgermeister, er kann zusätzlich einen dritten Bürgermeister wählen. Derzeit ist der zweite Bürgermeister Jörg Volleth (CSU).
Erste Bürgermeister beziehungsweise Oberbürgermeister waren seit 1818:
- 1818–1827: Johann Sigmund Lindner
- 1828–1855: Johann Wolfgang Ferdinand Lammers
- 1855–1865: Carl Wolfgang Knoch
- 1866–1872: Heinrich August Papellier
- 1872–1877: Johann Edmund Reichold
- 1878–1880: Friedrich Scharff
- 1881–1892: Georg von Schuh
- 1892–1929: Theodor Klippel, ab 1918 Oberbürgermeister
- 1929–1934: Hans Flierl, ab 1932 Oberbürgermeister
- 1934–1944: Alfred Groß, Oberbürgermeister
- 1944–1945: Herbert Ohly, kommissarischer Oberbürgermeister
- 1945–1946: Anton Hammerbacher (SPD), Oberbürgermeister
- 1946–1959: Michael Poeschke (SPD), Oberbürgermeister
- 1959–1972: Heinrich Lades (CSU), Oberbürgermeister
- 1972–1996: Dietmar Hahlweg (SPD), Oberbürgermeister
- 1996–2014: Siegfried Balleis (CSU), Oberbürgermeister
- seit 2014: Florian Janik (SPD), Oberbürgermeister

### Stadtrat
- EL: 2
- Klima: 2
- SPD: 12
- Grüne: 10
- FDP: 2
- FWG: 2
- ÖDP: 3
- CSU: 15
- AfD: 2
- Sonst.: 1

Der Stadtrat besteht aus dem Oberbürgermeister sowie 50 weiteren Mitgliedern. Er wurde zuletzt 2020 gewählt. Als stärkste Fraktion verfügt die CSU über 15 Sitze, die SPD über 11 (und zusätzlich den Oberbürgermeister), der gemeinsame Wahlvorschlag von Bündnis 90/Die Grünen und Grüner Liste über 10 (ursprünglich 11), die ÖDP über 3, die FDP, die Erlanger Linke, die Freie Wählergemeinschaft, die AfD und die Klimaliste Erlangen jeweils über 2 Sitze. Eine Stadträtin gehört keiner Partei an.

### Bürgerentscheide
Die Bevölkerung in Erlangen ist politisch vergleichsweise aktiv und nutzt insbesondere die Möglichkeit zur direkten Demokratie, wie die hohe Zahl an Bürgerentscheiden der vergangenen Jahre zeigt, die alle die für ihre Wirksamkeit notwendige Wahlbeteiligung erreicht haben:
- 1998: Verkauf Erlanger Stadtwerke (Ergebnis: Kontra Verkauf)
- 1998: Durchgangsstraße Röthelheimpark (Ergebnis: Pro Durchgangsstraße)
- 2000: Tiefgarage Theaterplatz (Ergebnis: Kontra Tiefgarage)
- 2004: Erlangen Arcaden (Ratsbegehren, Bau eines Einkaufszentrums) (Ergebnis: Pro Arcaden)
- 2005: Privatisierung Erlanger Bäder (Ergebnis: Kontra Privatisierung)
- 2005: Verlagerung Taxistandplatz Altstadt (Ergebnis: Pro Verlagerung)
- 2005: Erlangen Arcaden (Bürgerbegehren und Ratsbegehren, Ergebnis: Pro Ratsbegehren)
- 2011: Gewerbegebiet G6 Tennenlohe (Ratsbegehren, Ergebnis: Kontra Gewerbegebiet)[93]
- 2016: Stadt-Umland-Bahn (StUB) (Bürgerbegehren, Ergebnis: Kontra Ausstieg aus dem Projekt StUB)
- 2017: Landesgartenschau 2024, Ergebnis: abgelehnt; Abriss ERBA, Ergebnis: angenommen[94]
- 2018: Fortführung Voruntersuchung Wohngebiet West III (Ergebnis: abgelehnt)[95]
- 2024: Bau der Stadt-Umland-Bahn (Ratsbegehren, Ergebnis: mit 52,4 % Ja-Stimmen angenommen)[96]

### Bundestag, Landtag und Bezirkstag
Erlangen bildet für Bundestagswahlen gemeinsam mit dem Landkreis Erlangen-Höchstadt den Wahlkreis Erlangen. Direkt gewählter Abgeordneter ist seit 2025 Konrad Körner (CSU). Er wohnrt nicht im Erlanger Stadtgebiet.
Für die Landtagswahlen umfasst der Stimmkreis Erlangen-Stadt die Stadt Erlangen sowie Möhrendorf und Heroldsberg aus dem Landkreis Erlangen-Höchstadt. Direkt gewählter Abgeordneter ist Joachim Herrmann (CSU). Zudem ist noch der Erlanger Christian Zwanziger (Grüne), der über die mittelfränkische Bezirksliste gewählt worden ist, im Landtag vertreten.
Der Stimmkreis für den Bezirkstag von Mittelfranken ist mit dem Landtagsstimmkreis identisch. Direkt gewähltes Mitglied ist Alexandra Wunderlich (CSU). Außerdem gehört Maria Scherrers (Grüne) dem Bezirkstag an.

### Wappen
| Wappen der kreisfreien Stadt Erlangen | Blasonierung: „Geteilt und oben gespalten; vorne in Silber ein links gewendeter, golden gekrönter und bewehrter, rot gezungter roter Adler mit goldenen Kleestängeln und von Silber und Schwarz geviertem Brustschild; hinten in Silber ein golden gekrönter und bewehrter, rot gezungter schwarzer Adler mit goldener Halskrone, Kleestängeln und den goldenen Großbuchstaben E und S auf der Brust; unten in Blau über silberner Zinnenmauer wachsend ein doppelschwänziger, golden gekrönter, rot gezungter goldener Löwe.“ |
| Wappen der kreisfreien Stadt Erlangen | Wappenbegründung: Der Löwe im unteren Teil des Wappens steht für die Erlanger Altstadt. Dabei handelt es sich um den luxemburg-böhmischen Löwen, der seit 1389 in den Stadtsiegeln nachweisbar ist. In der oberen Hälfte stehen der brandenburgische und der preußische Adler, welche die Neustadt Erlangens symbolisieren. Sie schmückten das Neustädter Wappen seit 1707. Die Buchstaben E und S stehen für Elisabeth Sophie, die Gattin des Markgrafen Christian Ernst (→ Initialwappen). Die Stadtflagge ist Weiß-Rot. Hierbei handelt es sich um das kleine Stadtwappen. Werden die drei Teile des Wappens auf separaten Schilden dargestellt, über denen der zollerische Brackenkopf mit schwarz-silbernen Helmdecken zu sehen ist, dann handelt es sich um das große Stadtwappen. |

### Stadtsignet

Stadtsignet

Seit 1977 verwendet die Stadt Erlangen als Erkennungszeichen neben dem Stadtwappen ein 1976 von dem Münchner Designer Walter Tafelmaier entworfenes Signet mit dem Schriftzug Stadt Erlangen, der mit seinem Entwurf den Leitspruch „Erlangen – offen aus Tradition“ graphisch umsetzte. Auf quadratischem Grundriss sind in fünf vertikalen und horizontalen Reihen 24 Einzelquadrate so angeordnet, dass in der Mitte der rechten Seite ein freier Platz ausgespart bleibt. Das Stadtsignet symbolisiert den Grundriss der barocken Planstadt, das fehlende Quadrat steht für die Offenheit der Stadt. Das Motto wurde 1974 in einem Wettbewerb gefunden. Signet und Motto erinnern laut Erlanger Stadtlexikon „an die wiederholte Aufnahme von Flüchtlingen und Zuwanderern aus dem In- und Ausland sowie deren große Bedeutung für die Entwicklung der Kommune“ ()
Im Jahr 2007 gab es auf Anregung des Oberbürgermeisters Überlegungen, das Signet wieder durch das Stadtwappen zu ersetzen. Dies wurde jedoch nach Online-Umfragen von der Mehrheit der Bürger abgelehnt und anschließend nicht mehr weiter verfolgt.

### Städtepartnerschaften
Erlangen unterhält Städtepartnerschaften mit folgenden Städten:
- Eskilstuna (Schweden), seit 1961
- Rennes (Frankreich), seit 1964
- Wladimir (Russland), seit 1983 beziehungsweise 1987
- Jena (Deutschland), seit 1987
- Stoke-on-Trent (Vereinigtes Königreich), seit 1989
- San Carlos (Nicaragua), seit 1989
- Beşiktaş (Stadtbezirk von Istanbul, Türkei), seit 2003
- Riverside (Vereinigte Staaten), seit 2013
- Bozen (Italien), seit 2018

Daneben bestehen weitere Partnerschaften:
- Venzone (Italien)
- Shenzhen (Volksrepublik China), Regionalpartnerschaft seit 1997
- Richmond (Vereinigte Staaten), Kooperationsvereinbarung seit 1998
- Cumiana (Italien), Freundschaftsstadt seit 2001
- Adschman (Vereinigte Arabische Emirate), Kooperationsvertrag seit 2005
- Umhausen (Österreich), Städtefreundschaft seit 2006[101]
- Browary (Ukraine), Solidaritätspartnerschaft seit 2022[102]

### Patenschaften
1949 wurde die Patenschaft für die vertriebenen Sudetendeutschen aus der Stadt und dem Kreis Brüx übernommen, 1951 für diejenigen aus der Stadt und dem Kreis Komotau.
Die Heimatstuben der beiden Gebiete befanden sich bis 2006 im „Stutterheim-Palais“ am Marktplatz; danach waren sie im „Frankenhof“ untergebracht.

## Wirtschaft
Im Jahre 2016 erbrachte Erlangen, innerhalb der Stadtgrenzen, ein Bruttoinlandsprodukt (BIP) von 10,003 Milliarden € und belegte damit Platz 36 innerhalb der Rangliste der deutschen Städte nach Wirtschaftsleistung. Das BIP pro Kopf lag im selben Jahr bei 91.531 € (Bayern: 44.215 €/ Deutschland 38.180 €) und war das vierthöchste unter allen kreisfreien Städten in Deutschland. In der Stadt gab es 2016 ca. 113.200 erwerbstätige Personen. Die Arbeitslosenquote lag im Dezember 2018 bei 3,4 % und damit über dem bayrischen Durchschnitt von 2,7 %.
Die Wirtschaft in Erlangen wird wesentlich geprägt durch die Aktivitäten der Siemens AG und ihrer verbundenen Unternehmen sowie der Friedrich-Alexander-Universität. Der Wirtschaftsstandort gehört zu den attraktivsten in ganz Deutschland. So belegte die Stadt in der von dem Schweizer Unternehmen Prognos im Jahre 2025 durchgeführten Analyse der Wettbewerbsfähigkeit aller 400 deutschen kreisfreien Städte und Kreise den 2. Platz (2013: Platz 3). Insbesondere im Wachstum erreichte die Stadt dabei weit überdurchschnittliche Werte.

### Wirtschaft vor Gründung der Hugenottenstadt 1686
Im frühen 17. Jahrhundert war Erlangen unter dem Namen „Etlang“ bekannt. Bis zur Gründung der Neustadt im Jahre 1686 durch Markgraf Christian Ernst bestand die Wirtschaft in Erlangen praktisch ausschließlich aus der Landwirtschaft. Die Flussauen von Regnitz und Schwabach boten gute Standorte für Äcker und Wiesen, die über Wasserschöpfräder bewässert wurden. Die Flüsse selbst boten Gelegenheit zum Fischfang. Der Wald östlich der Regnitz einschließlich der dort liegenden Steinbrüche bildete über Jahrhunderte eine wesentliche Lebensgrundlage für die frühen Erlanger Bürger. Der Burgberg begünstigte durch sein Klima den Anbau von Obst und Wein. Auf Zeidelweiden wurde eine Waldbienenwirtschaft betrieben.
Neben der Landwirtschaft existierte ein für den lokalen Bedarf produzierendes Kleingewerbe. So boten im Jahre 1619 ein Bader, ein Büttner, ein Glaser, ein Schlosser, ein Schmied, ein Schreiner, ein Wagner, ein Ziegler, zwei Metzger, zwei Müller, zwei Schuster, drei Zimmerleute, fünf Bäcker, fünf Schneider, fünf Steinmetzen, acht Tuchmacher sowie mehrere Wirte und Braumeister in Erlangen ihre Dienste an.
Die immer wieder auftretenden kriegerischen Ereignisse erwiesen sich für die wirtschaftliche Entwicklung als verheerend. So wurde Erlangen im Dreißigjährigen Krieg vollständig zerstört, die Bevölkerung ausgelöscht oder vertrieben.

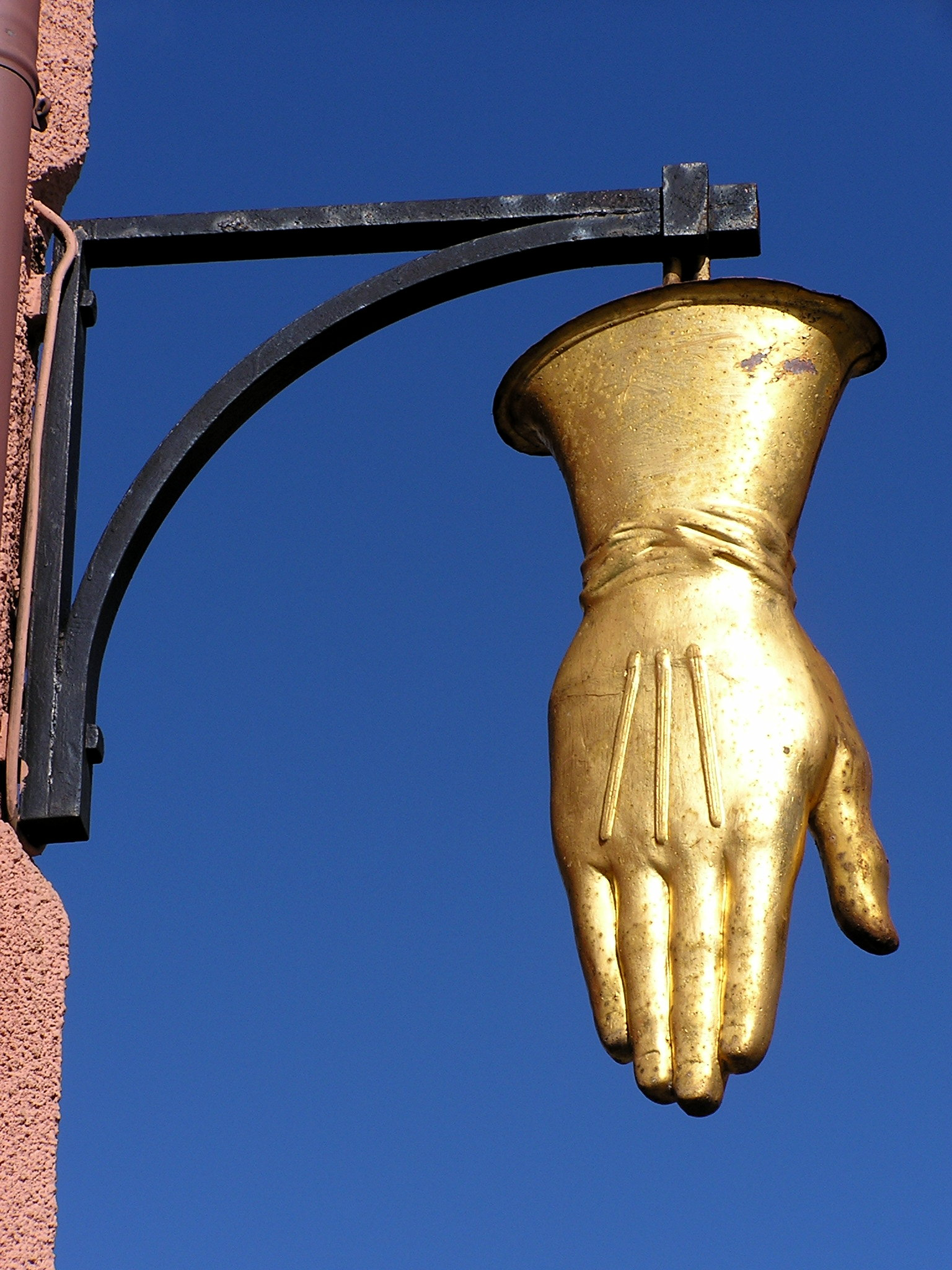
Zeichen der 1686 von J.P.Gills und J.Mengin gegr. Handschuhmanufaktur an der Ecke Goethestr./Bahnhofplatz

### Entwicklung der Gewerbe 1686 bis 1812
Nach den desaströsen Folgen des Dreißigjährigen Krieges bemühte sich Markgraf Christian Ernst, die völlig am Boden liegende Wirtschaft wieder zu beleben. Er ließ dazu wohlhabende oder wirtschaftliche tüchtige Hugenotten anwerben (welche auf ihrer Flucht etwa in Neustadt an der Aisch keine Aufnahme fanden) und in der 1686 neu gegründeten Hugenottenstadt (Neustadt) ansiedeln. Durch diese aktive Wirtschaftspolitik wurde zunächst das Gewerbe der Strumpfwirker etabliert, ein technisch hochstehender Wirtschaftszweig, der in Deutschland nahezu unbekannt war. Daneben entwickelten sich die Hutfabrikation, die Handschuhfertigung sowie die Weißgerberei wichtigen Gewerbezweigen.
Anfänglich fast ausschließlich in französischer Hand, wurden diese Gewerbe durch die deutsche Zuwanderung zunehmend deutsch. So befanden sich 1775 unter den insgesamt 277 Strumpfwirkermeistern nur noch 19 mit französischer Herkunft. Nur die Handschuhmacherei und die Weißgerberei blieben bis 1811 französische Monopole. Mit der deutschen Zuwanderung gelangten weitere Gewerbezweige nach Erlangen, so der Kattundruck, der auch überregionale Bedeutung gewann und Ende des 18. Jahrhunderts zu den größten Betrieben Erlangen zählte.
Aufgrund der exportorientierten Wirtschaft der Hugenottenstadt galt Erlangen als „Fabrikstadt“, ein Typ, der in Franken nur noch durch Fürth und Schwabach vertreten war.

### Industrialisierung 1812–1945
Die Neuordnung Mitteleuropas nach den napoleonischen Kriegen sowie die anschließende protektionistische Zollpolitik führten zum Verlust der traditionellen Absatzmärkte und damit zum Niedergang der Erlanger Gewerbe. Im Jahre 1887 war das Strumpfwirken praktisch erloschen. Ebenso verschwanden die Kattunfabriken und Hutmanufakturen. Nur Weißgerber und Handschuhmacher konnten sich noch bis in das 20. Jahrhundert halten.
In der Mitte des 19. Jahrhunderts konnte sich die Erlanger Wirtschaft auf niedrigem Niveau langsam konsolidieren. Neben der Landwirtschaft, den restlichen Gewerbebetrieben sowie dem lokalen Handwerk trat zunehmend die Industrie als vierter Wirtschaftszweig in Erscheinung. Produziert wurde vor allem Bier. Die Keller im Burgberg waren für die Reifung und Lagerung der Biere hervorragend geeignet, so dass ein qualitativ hochwertiges Produkt entstand, das weltweit gefragt war. Ende 1860 exportierte Erlangen dreimal so viel Bier wie München. Die Erfindung der Kühlmaschine zu Beginn der 1880er Jahre brachte diesem Höhenflug ein jähes Ende. Heute existieren in Erlangen nur noch zwei Brauereien.
Neben der Produktion von Bier erlangte die Fertigung von Kämmen eine große Bedeutung. Mit Hilfe der ersten Erlanger Dampfmaschine wurden durch den Unternehmer Johann Georg Bücking im Jahre 1845 ca. 1,2 Millionen Kämme produziert. Damit beherrschte das Familienunternehmen den gesamten deutschen, europäischen sowie nordamerikanischen Markt. Ebenso international tätig war Emil Kränzlein mit seiner Bürstenfabrik in der Östlichen Stadtmauerstraße, die vor dem Ersten Weltkrieg mehr als 400 Mitarbeiter beschäftigte und ihre Produkte weltweit vertrieb.

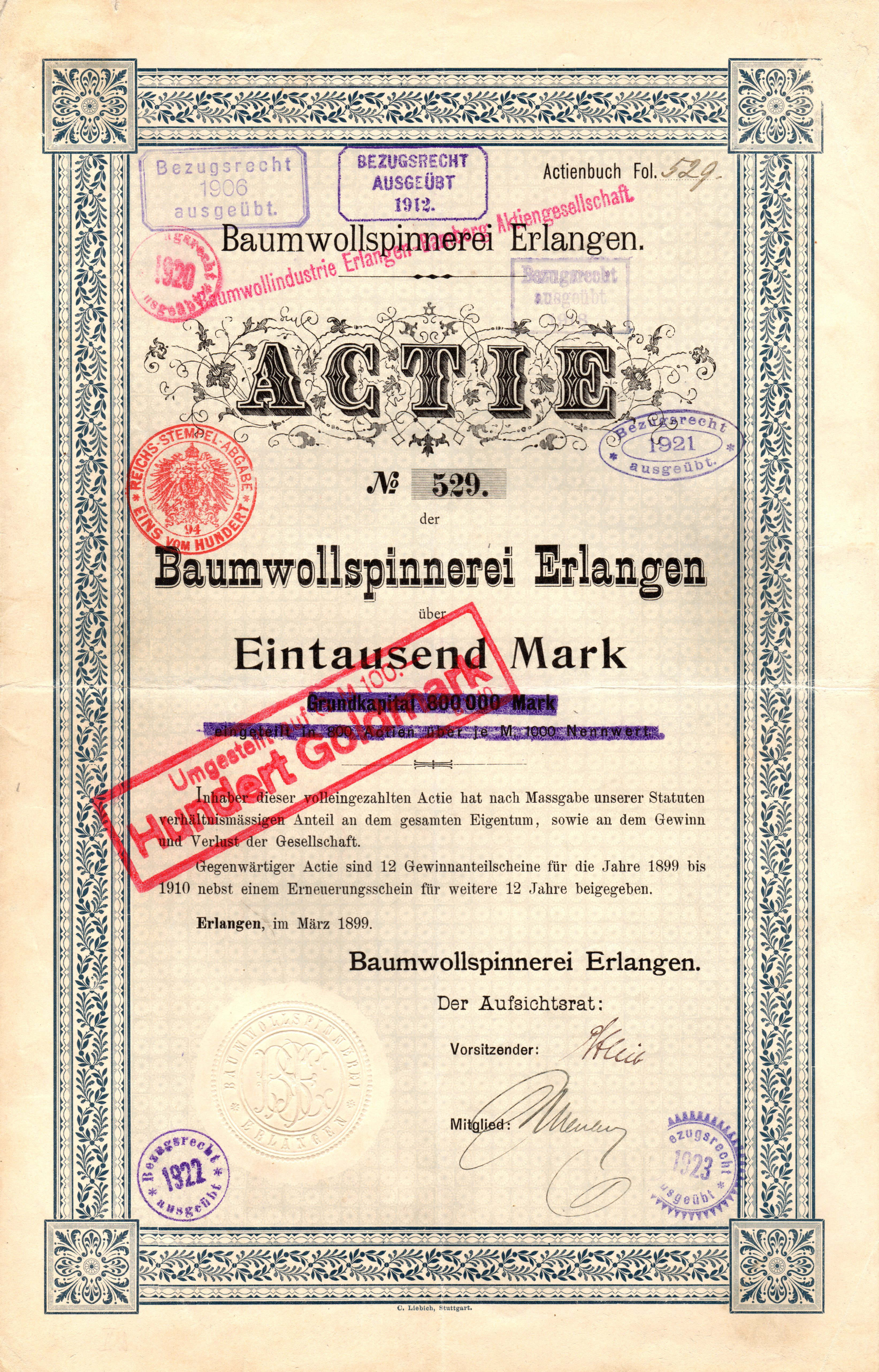
Aktie über 1000 Mark der Baumwollspinnerei Erlangen vom März 1899

Die Gründung der Baumwollspinnerei AG im Jahre 1880 eröffnete einen neuen Wirtschaftszweig in Erlangen. Durch mehrere Fusionen entstand 1927 die Baumwollindustrie Erlangen-Bamberg (ERBA), die vor dem Zweiten Weltkrieg über 5000 Mitarbeiter beschäftigte.
Ein weiterer, für die zukünftige wirtschaftliche Entwicklung Erlangens wesentlicher Betrieb war die Werkstatt des Universitätsmechanikers Erwin Moritz Reiniger, in der er ab 1876 optische und feinmechanische Geräte herstellte. 1886 wurde daraus das Unternehmen Reiniger, Gebbert & Schall gegründet, die bereits erfolgreich mit der Medizinischen Fakultät der Universität kooperierte. Nach der Entwicklung des Röntgengerätes 1895 durch Wilhelm Conrad Röntgen in Würzburg nahm Reiniger sofort Kontakt auf und vereinbarte die Herstellung von Röntgengeräten in seinem Erlanger Werk. 1925 erwarb die Siemens & Halske AG das Unternehmen und gliederte ihre eigene Abteilung für Medizinische Technik ein. Vor dem Zweiten Weltkrieg arbeiteten bereits mehr als 2000 Mitarbeiter am Standort Erlangen der Siemens-Reiniger-Werke AG, deren Zentralverwaltung bereits 1943 von Berlin nach Erlangen verlegt wurde. Ab 1947 war die Stadt auch Sitz des Unternehmens, aus dem der Unternehmensbereich Medizinische Technik der Siemens AG (heute Siemens Healthineers) hervorging.
Ebenfalls globale Bedeutung erreichte ab 1908 die Bleistiftspitzerindustrie, die zeitweise 80 % des Weltmarktes bediente.

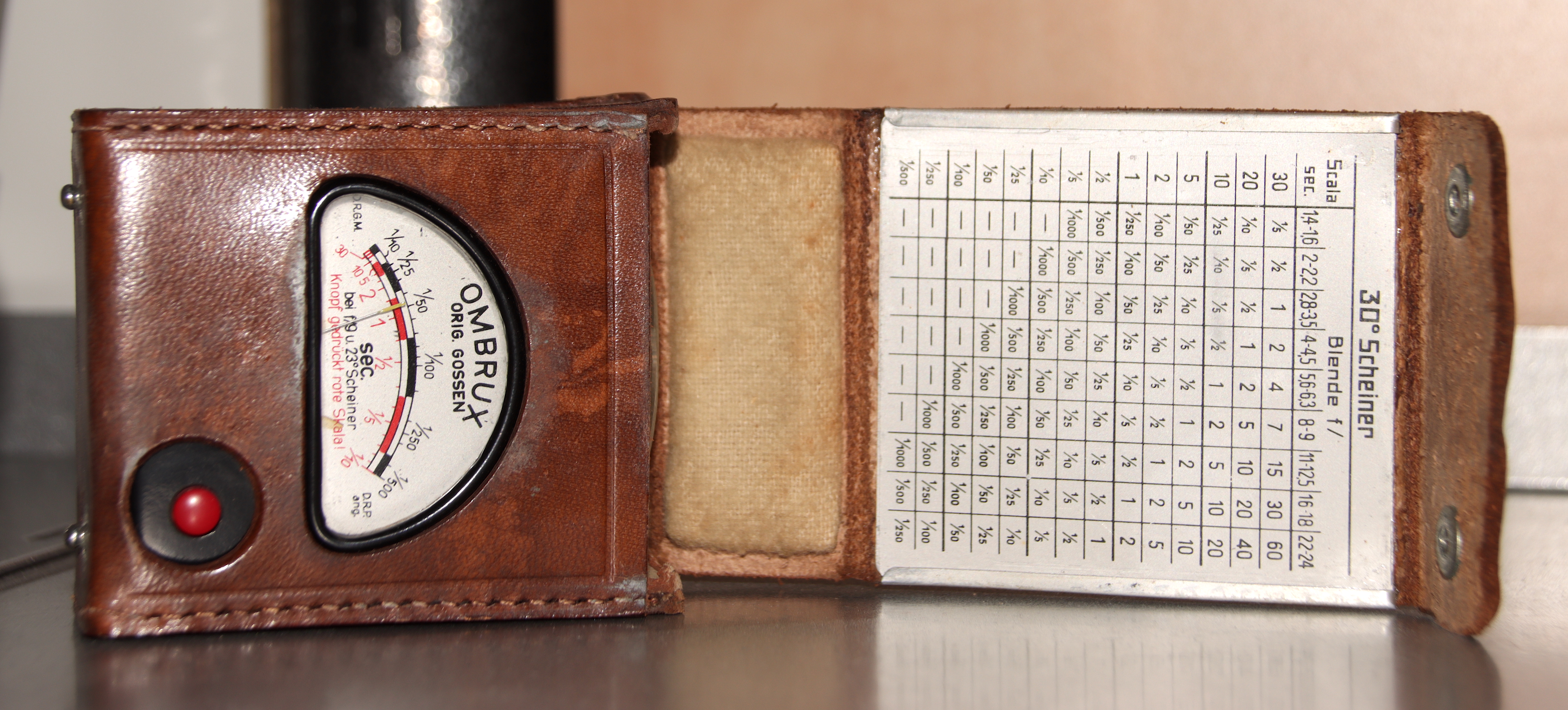
Belichtungsmesser OMBRUX

1919 gründete der Unternehmer Paul Gossen die Paul Gossen Co. K.-G., Fabrik elektrischer Messgeräte in Baiersdorf, die im Folgejahr ihren Stammsitz nach Erlangen verlegte. Die Firma fertigte vor allem Messinstrumente wie den weltweit ersten fotoelektrischen Belichtungsmesser OMBRUX ab 1933. Das heute noch existierende Firmengebäude an der Nägelsbachstraße wurde zwischen 1939 und 1943 errichtet. 1963 kam das Unternehmen zur Siemens AG. Heute gibt es die Firma Gossen nicht mehr in Erlangen. Die Nachfolgegesellschaft Gossen Metrawatt GmbH ist in GMC-Instruments eingegliedert, die v. a. in Nürnberg fertigt.

### Entwicklung zur Siemens-Stadt ab 1945
Das Ende des Zweiten Weltkrieges hatte für die Erlanger Wirtschaft weitreichende Konsequenzen: Die beiden in Berlin ansässigen Siemens-Unternehmen Siemens & Halske (S&H) und Siemens-Schuckertwerke (SSW) hatten bereits vor dem absehbaren Zusammenbruch Maßnahmen für einen Neuanfang getroffen. Spezielle Teams (sogenannte Gruppenleitungen) sollten den Umzug nach München (S&H) und Hof (SSW) vorbereiten. Aufgrund der Nähe zur sowjetischen Zone suchte die Hofer Gruppe um Günther Scharowsky jedoch bald einen neuen Einsatzort, der nach etlichen Sondierungen im unzerstörten Erlangen gefunden wurde. Dabei spielte die Tatsache, dass mit den Siemens-Reiniger-Werken bereits ein Siemens-Standort in Erlangen existierte, eine wesentliche Rolle.

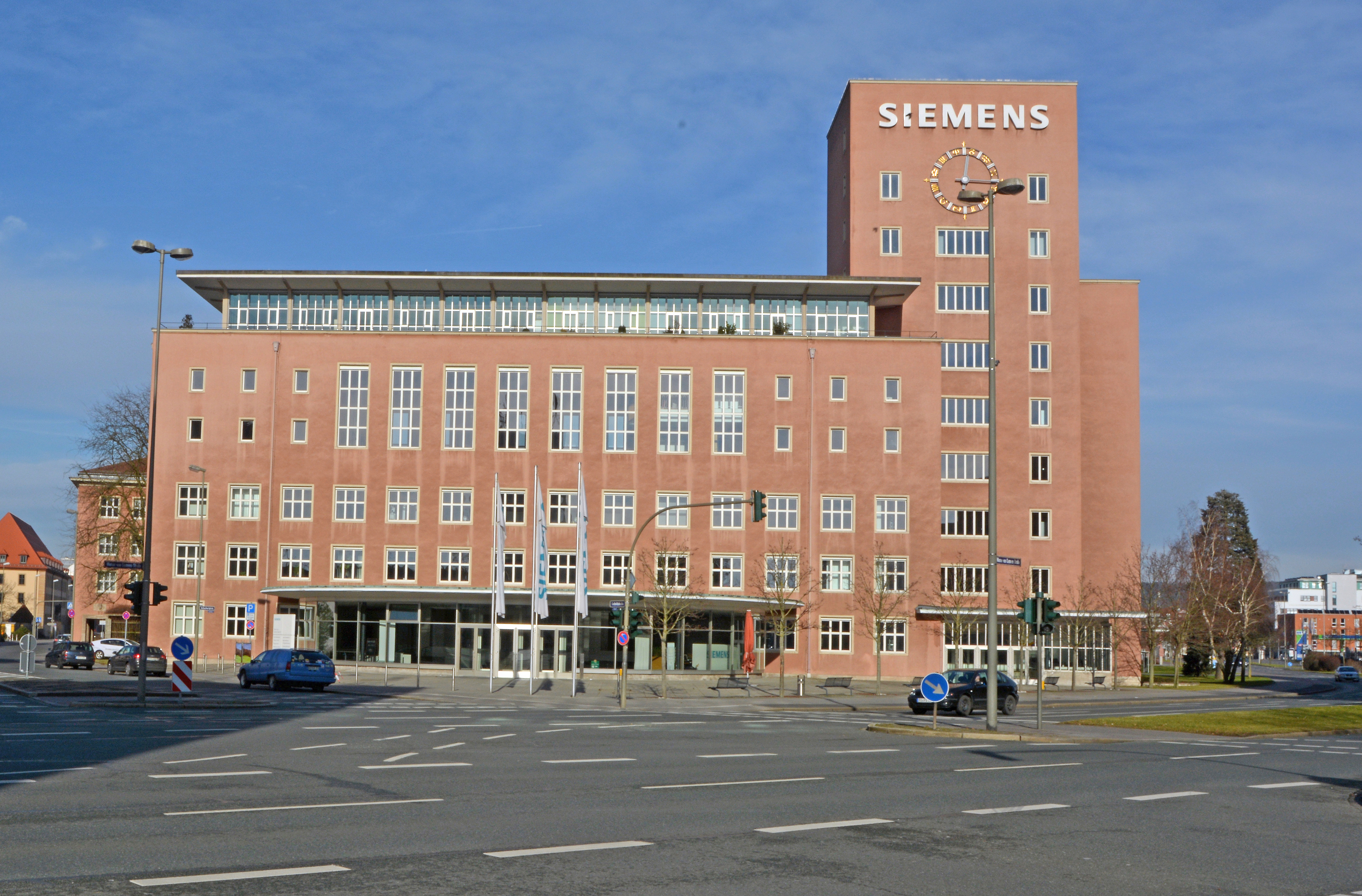
Das von Hans Hertlein entworfene Siemens-Verwaltungsgebäude Himbeerpalast

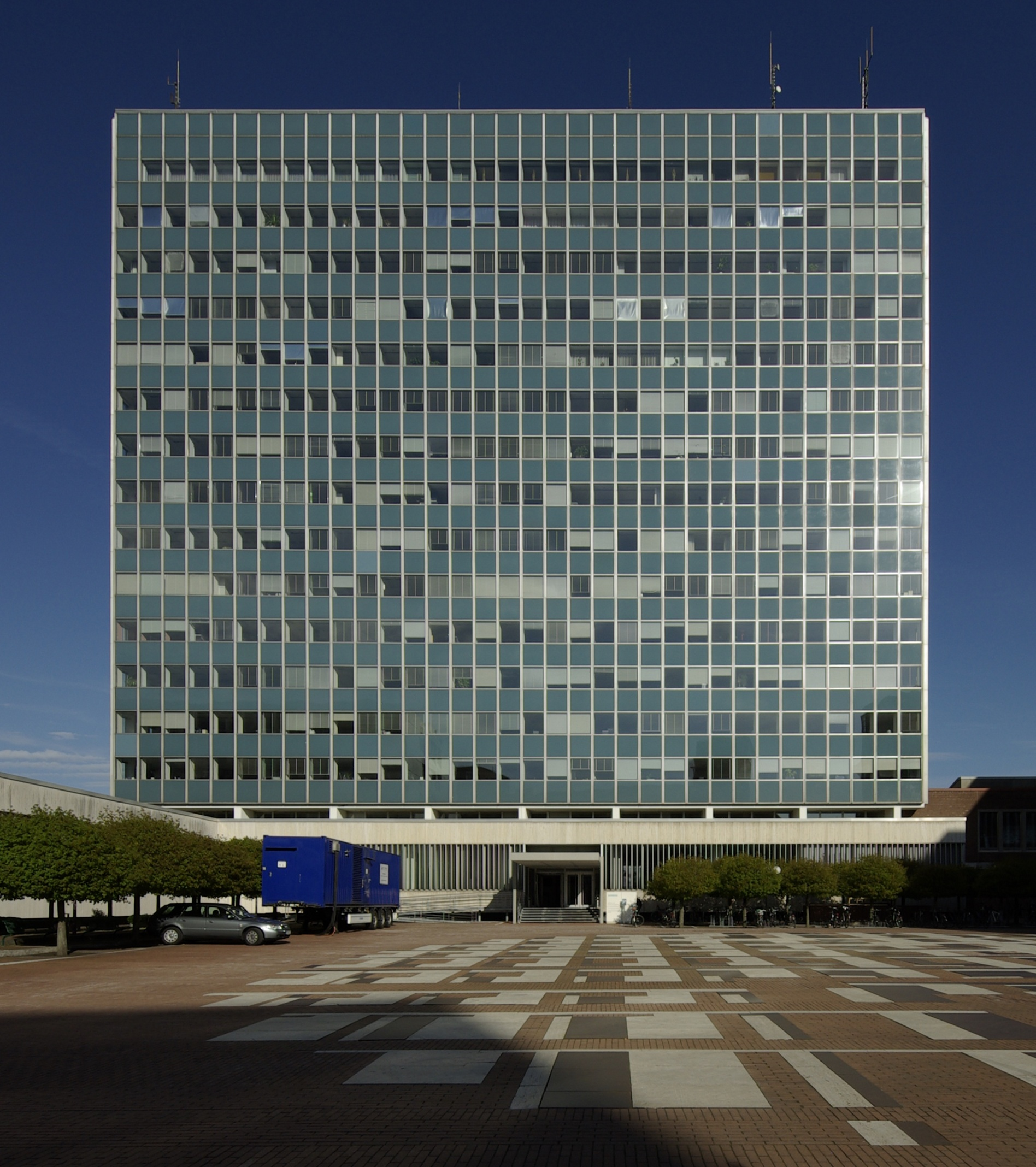
Verwaltungshochhaus Glaspalast von Hans Maurer

Gestartet wurde am 25. Juni 1945 mit einem Voraus-Team von zwei Mann. Anfang 1946 waren es bereits 200 SSW-Mitarbeiter, die aufgrund der Raumnot auf 15 Standorte verteilt waren. Um Abhilfe zu schaffen, wurde 1948–1953 nach Plänen von Hans Hertlein auf der damals größten Baustelle Süddeutschlands das neue Siemens-Verwaltungsgebäude errichtet, das wegen seiner Farbe auch Himbeerpalast genannt wird. Für die Mitarbeiter wurden südlich davon große Wohnparksiedlungen gebaut. In den folgenden Jahren entstanden weitere Bürobauten: Das Bingelhaus (1956–1958), das von Hans Maurer entworfene Verwaltungshochhaus Glaspalast (1959–1962) sowie das Siemens-Forschungszentrum (1959–1968). In keiner anderen bayrischen Stadt wurde nach dem Zweiten Weltkrieg so viel und so lange gebaut wie in Erlangen.
1956 beschäftigte SSW über 6000 Mitarbeiter, 1966 bereits über 10.000. Die Zusammenführung der drei Siemens-Unternehmen SSW, SRW und S&H zur Siemens AG im Jahre 1966 bedingte einen erneuten wirtschaftlichen Schub. Allein im Zeitraum von 1985 bis 1995 investierte der Konzern eine Milliarde DM in den Standort Erlangen. Die Mitarbeiterzahl erreichte 1986 mit 31.000 den bisherigen Höchststand. Aufgrund von Verlagerungen nach Nürnberg-Moorenbrunn und Forchheim lag er am Stand 30. September 2011 nur noch bei ca. 24.000. Neben dem Siemens Sector Healthcare (Medizintechnik) waren die Sektoren Industry (Automatisierungs- und Antriebstechnik), Energy (Energieerzeugung, Energieübertragung und -verteilung) und Infrastructure & Cities (Mobilität, Bahntechnik, Smart Grid-Technologie) sowie zahlreiche Stabsabteilungen in Erlangen vertreten. Heute ist die Beschäftigtenzahl von Siemens in Erlangen deutlich niedriger, was aber vor allem daran liegt, dass Siemens Energy und Siemens Healthineers in eigenständige Unternehmen ausgegliedert wurden.
In den 1970er Jahren gab es auf dem Forschungsgelände eine 900 m lange Magnetschwebebahnstrecke, auf der der Erlanger Erprobungsträger (EET 01) fuhr. Nach dem Abzug der amerikanischen Truppen wurde auf dem freiwerdenden Gelände der neue Stadtteil Röthelheimpark errichtet, in dem die Siemens-Medizintechnik weitere Fertigungsstätten und Bürogebäude errichtete. Das Gebäude von Reiniger und Schall, das nach dem Zweiten Weltkrieg den Kern des Unternehmensbereichs Medizintechnik (UB Med) beherbergte, wurde Ende 2000 der Stadt Erlangen aus Anlass des bevorstehenden Stadtjubiläums geschenkt. Neben städtischen Referaten befindet sich dort seit März 2012 das „Siemens Healthineers MedMuseum“, das in einem Ausstellungsbereich diese Siemens-Sparte historisch visualisiert (Eröffnung 2013). Auf dem restlichen Gelände des früheren UB Med steht seit 2008 das Wohngebiet „Im Museumswinkel“.
Weiterhin sind zahlreiche Siemens-Töchter und Siemens-Beteiligungen in Erlangen angesiedelt.
Auf einem ehemaligen Forschungsgelände der Siemens AG im Süden der Stadt entsteht seit 2017 ein neuer Stadtteil, welcher sich vor allem durch moderne Bürogebäude auszeichnet. Ein Großteil der Konzernstandorte im Erlanger Stadtgebiet wurde inzwischen zugunsten des Siemens Campus aufgegeben.
Erlangen zählt zu den wirtschaftlich stärksten Städten in Deutschland.

### Andere international tätige Unternehmen
Durch die Zusammenlegung der Nuklearsparte von Siemens mit der Nuklearsparte von Areva, den anschließenden Ausstieg der Siemens AG und die weitgehende Konzentration von Areva auf das Nukleargeschäft wurde Erlangen Stammsitz der Areva GmbH, heute Framatome, mit 2.200 Beschäftigten am Standort.
Daneben hatte sich mit der Solar Millennium ein weiteres weltweit tätiges Unternehmen der Energiebranche in Erlangen etabliert. Solar Millennium wurde 1998 gegründet und plante und errichtete Solarkraftwerke, die auf der Parabolrinnentechnologie basieren. Seit 2011 ist das Unternehmen insolvent.
Die Publicis Groupe, ein multinationaler Werbedienstleister mit dem Hauptsitz in Frankreich, hatte in Erlangen die größte Niederlassung in Deutschland.
Die KUM GmbH & Co KG war der zweitälteste Hersteller von Bleistiftanspitzern und ist heute ebenso wie Möbius + Ruppert international als Hersteller von Schul- und Büroartikeln tätig.
Valeo Siemens eAutomotive, heute Valeo Power Division, ein Hersteller von Komponenten für Elektroautos, wurde 2016 gegründet und hatte bis 2022 seinen Sitz in Erlangen.

### Schwerpunkte der aktuellen Wirtschaftspolitik

#### Förderung von Existenzgründungen und innovativer Technologien

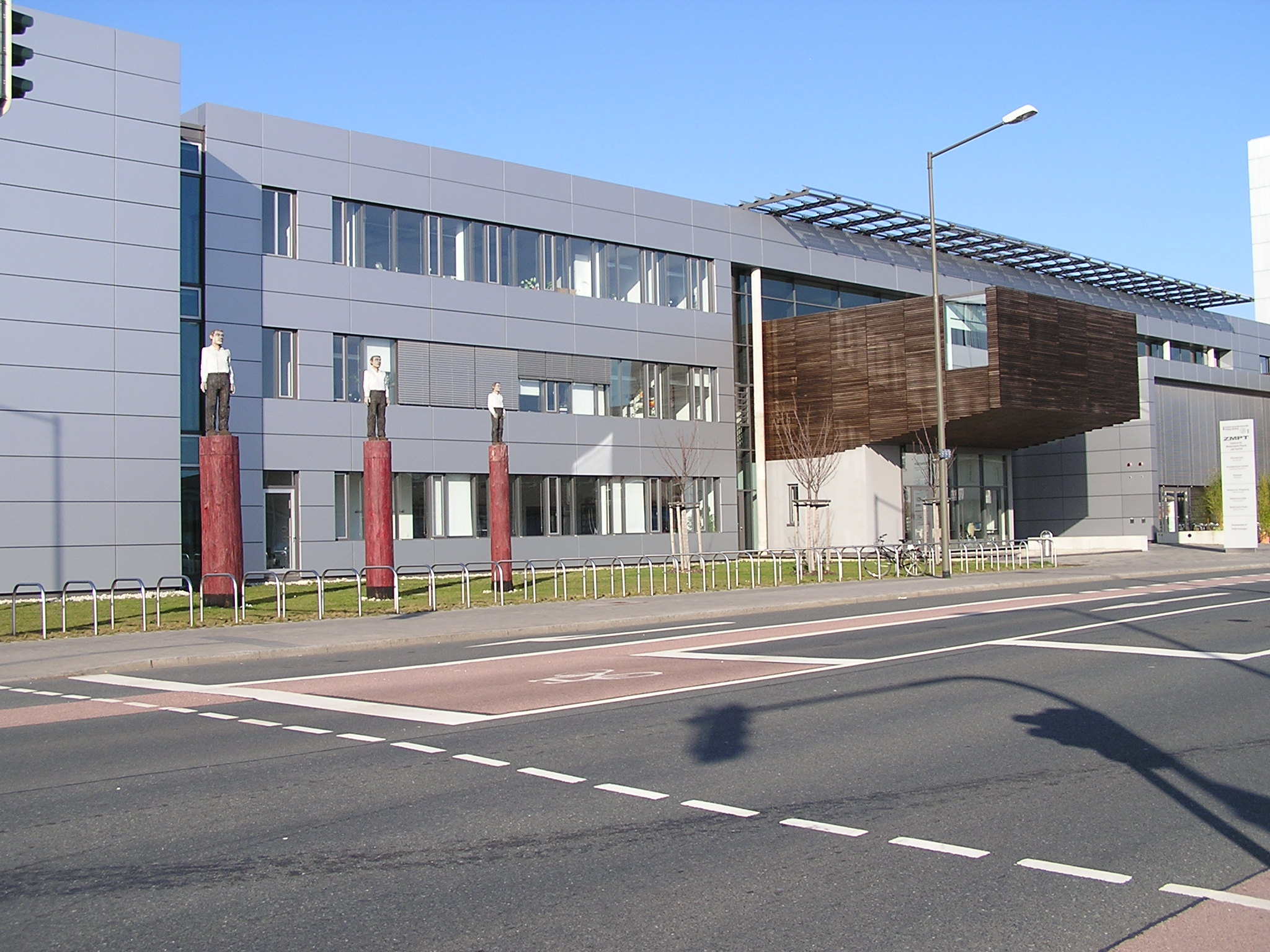
Das IZMP in der Henkestraße (2007)

Die Förderung von Fortschritt und Innovation sowie die Schaffung eines investitionsfreundlichen Umfeldes haben in Erlangen eine lange Tradition. So wurde bereits 1985/86 zusammen mit den Städten Fürth und Nürnberg das Innovations- und Gründerzentrum Nürnberg-Fürth-Erlangen GmbH (IGZ) in Tennenlohe gegründet. Aus diesem Gründerzentrum heraus entstanden neue Unternehmen, die neue Impulse für das Wirtschaftsleben setzten später erfolgreich an der Börse platziert wurden. Zu ihnen gehören u. a. die WaveLight AG und die ehemalige November AG.
Das IGZ wurde 2003 durch das Innovationszentrum Medizintechnik und Pharma (IZMP) ergänzt, welches insbesondere Existenzgründer und innovative Unternehmen aus den Gebieten Medizintechnik, Pharmaforschung sowie Bio- und Gentechnologie unterstützt. Bereits im März 2006 wurde der Grundstein für eine erste Erweiterung des IZMP gelegt.
Darüber hinaus wurde die „Erlangen AG“ als Zusammenschluss von Wissenschaft und Wirtschaft mit dem Ziel gegründet, systematisch und konsequent neue Wissensressourcen zu erschließen, Wege in neue Märkte aufzuzeigen und die positiven Differenzierungsmerkmale des Standortes international zu vermarkten.
Als Ergebnis der langjährigen Bemühungen zur Förderung neuer, innovativer Technologien wurde Erlangen im Jahre 1998 als erste bayrische Großstadt mit dem Titel Wirtschaftfreundlichste Gemeinde von der bayrischen Staatsregierung ausgezeichnet.

#### Medizin und Medizintechnik
Als Kooperation zwischen der Friedrich-Alexander-Universität, dem Waldkrankenhaus, dem Klinikum am Europakanal, dem Siemens-Geschäftsbereich Healthcare (heute Siemens Healthineers) sowie über 100 mittelständischen Unternehmen wurde ein Kompetenzzentrum für Medizin, Medizintechnik und Pharmaindustrie gebildet. Beinahe jeder vierte Arbeitnehmer ist in den Bereichen Medizintechnik und Gesundheit beschäftigt. Dieser Standortvorteil soll zukünftig weiter ausgebaut werden. Die Stadt hat sich das Ziel gesetzt, die Bundeshauptstadt der medizinischen Forschung, Produktion und Dienstleistung zu werden. Um auch die umliegende Region in diese Anstrengungen mit einzubeziehen, wurde das Medical Valley Europäische Metropolregion Nürnberg gegründet.

## Infrastruktur und Verkehr

### Modal Split
Die Anteile der jeweiligen Verkehrsmittel am Gesamt/Binnenverkehr (Modal Split) stellen sich wie folgt dar:
Im Binnenverkehr (Verkehr innerhalb der Stadt)
| Verkehrsmittel                  | Anteil |
| ------------------------------- | ------ |
| zu Fuß                          | 16 %   |
| Fahrrad                         | 34 %   |
| ÖPNV                            | 6 %    |
| Motorisierter Individualverkehr | 44 %   |

Im Gesamtverkehr
| Verkehrsmittel                  | Anteil |
| ------------------------------- | ------ |
| zu Fuß                          | 9 %    |
| Fahrrad                         | 23 %   |
| ÖPNV                            | 10 %   |
| Motorisierter Individualverkehr | 58 %   |

Quelle:
Es lässt sich feststellen, dass der Radverkehr in Erlangen einen vergleichsweise hohen Anteil hat, während der ÖPNV einen vergleichsweise niedrigen Anteil am Verkehr hat.

### Radverkehr

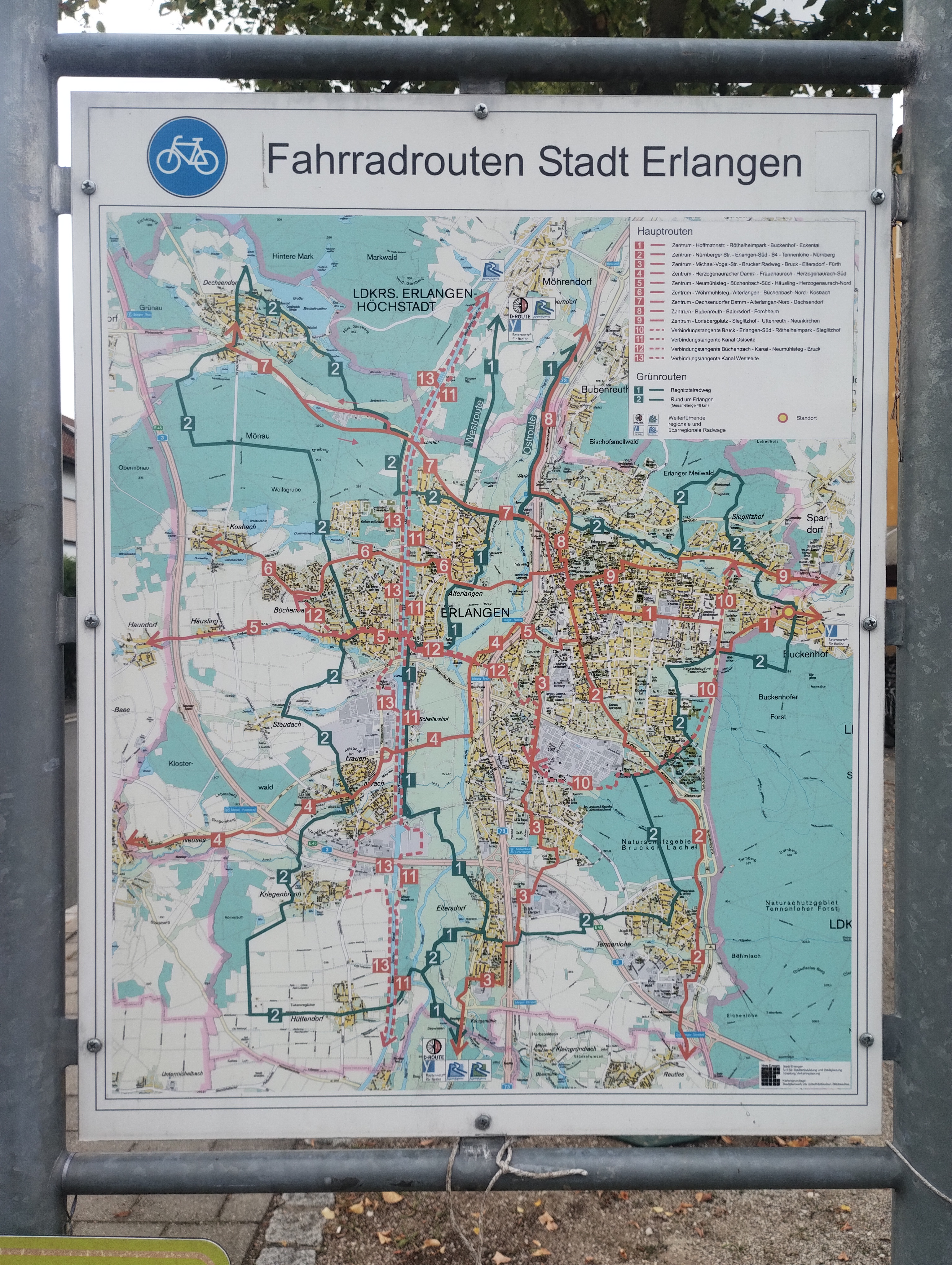
Stadtplan der Fahrradrouten in Erlangen

Erlangen ist seit Februar 2024 in das Fahrradverleihsystem VAG Rad, das die Nürnberger Verkehrs-Aktiengesellschaft (VAG) in Kooperation mit Nextbike betreibt, eingebunden. In Erlangen wurden hierbei zunächst eine rund 1,7 km² große Flexzone in der Innenstadt eingerichtet sowie rund 30 Ausleihstationen installiert und 300 zusätzliche Fahrräder für Erlangen besorgt. Ende März 2025 erfolgte eine Verdreifachung der Erlanger Flexzone, sodass diese seitdem das gesamte Zentrum, die Süd- und Oststadt sowie die innenstadtnahen Gebieten der Nordstadt einschließt. Neben Erlangen umfasst das Verleihsystem aktuell (April 2025) über mehr als 112 feste Stationen und eine rund 40 Quadratkilometer große Flexzone im gesamten Nürnberger Innenstadtgebiet innerhalb der Ringstraße, in den Stadtteilen Langwasser und Rangierbahnhof-Siedlung sowie in der Fürther Innenstadt, Am Stadtpark, Südstadt und Hardhöhe, wie auch in der Schwabacher Innenstadt. In dieser können die Räder ohne feste Station ausgeliehen und abgegeben werden. Hierbei stehen insgesamt mehr als 2.500 Räder zur Verfügung. Zudem bietet das System neben den klassischen Fahrrädern an 16 verschiedenen Stationen auch 19 Lastenräder zum Verleih an.
Beim Fahrradklimatest 2024 des ADFC wurde Erlangen zur fahrradfreundlichsten Stadt Deutschlands zwischen 100.000 und 200.000 Einwohnern gekürt.

### Straßenverkehr

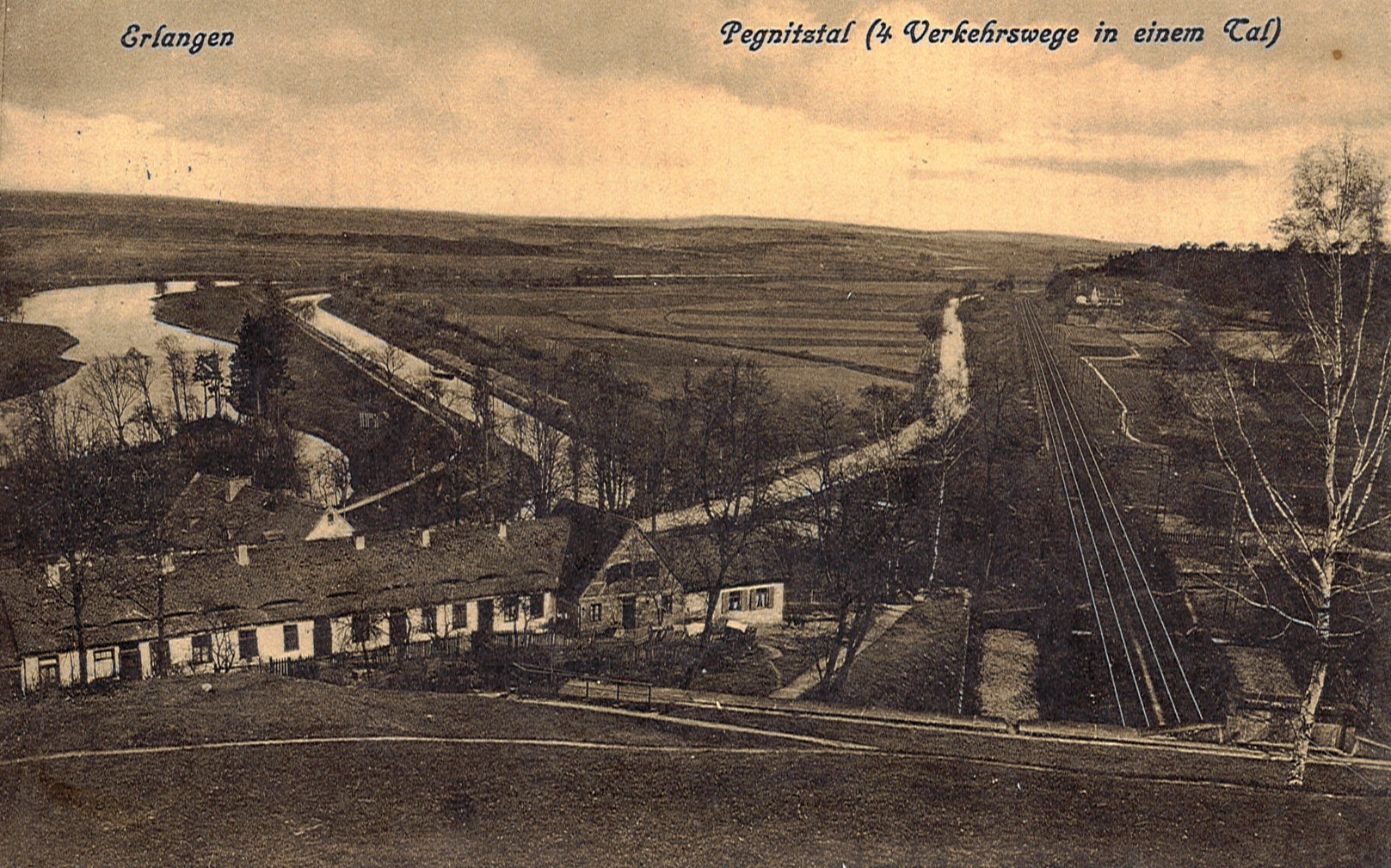
Vier Verkehrswege (Bahn, Straße, Kanal, Fluss) im Regnitztal bei Erlangen

Die Lage Erlangens an der Verbindungsstraße Nürnberg-Bamberg hat schon in frühen Zeiten die Entwicklung der Stadt positiv beeinflusst. Bereits 1653 wurde für die Reit- und Botenpost der Fürsten Thurn und Taxis eine Poststation eingerichtet. Die Gründung der Neustadt 1686 ließ den Verkehr kräftig ansteigen, so dass bereits 1708 mit der Pflasterung der städtischen Straßen begonnen wurde. 1905 wurden acht Motorräder und zwei PKW registriert, danach immer mehr. 1912 wurde die erste Buslinie nach Nürnberg eröffnet. 1925 existierte pro 100 Einwohner ein Kfz, 1939 waren es bereits 20. Nach dem Zweiten Weltkrieg begann die Massenmotorisierung, die das Stadtbild entscheidend veränderte: Der Ludwig-Donau-Main-Kanal wurde zugeschüttet und an seiner Stelle der Frankenschnellweg (A 73) gebaut. Die Nebenbahnen verschwanden, um Platz für den Ausbau des Straßennetzes zu schaffen.
Durch die einsetzende Umweltbewegung wurde eine Wende erreicht und einige schon geplante Bauvorhaben wie die Überquerung des Regnitzgrundes durch den Kosbacher Damm nicht mehr ausgeführt. Stattdessen wurde der öffentliche Nahverkehr sowie seit den späten 1970er Jahren der Fahrradverkehr ausgebaut. In der Altstadt wurden die Verkehrsflächen für den Autoverkehr reduziert sowie eine Straße mit vielen Geschäften zur Fußgängerzone umgewidmet.
Dennoch gab es seitdem immer wieder Straßenbauprojekte, die zu teilweise erheblichen Diskussionen und Protesten geführt haben bzw. noch führen. Dazu gehören u. a.:
- Allee am Röthelheimpark: Die Frage, ob diese zentrale Straße im neuen Stadtteil Röthelheimpark gebaut werden sollte, wurde sehr kontrovers diskutiert. Gegner argumentierten, dass der Bau zu einem erheblichen Anstieg des Durchgangsverkehrs vor allem in Ost-West-Richtung führen würde. Durch einen Bürgerentscheid im Jahre 1998 wurde schließlich die Entscheidung für den Bau getroffen.

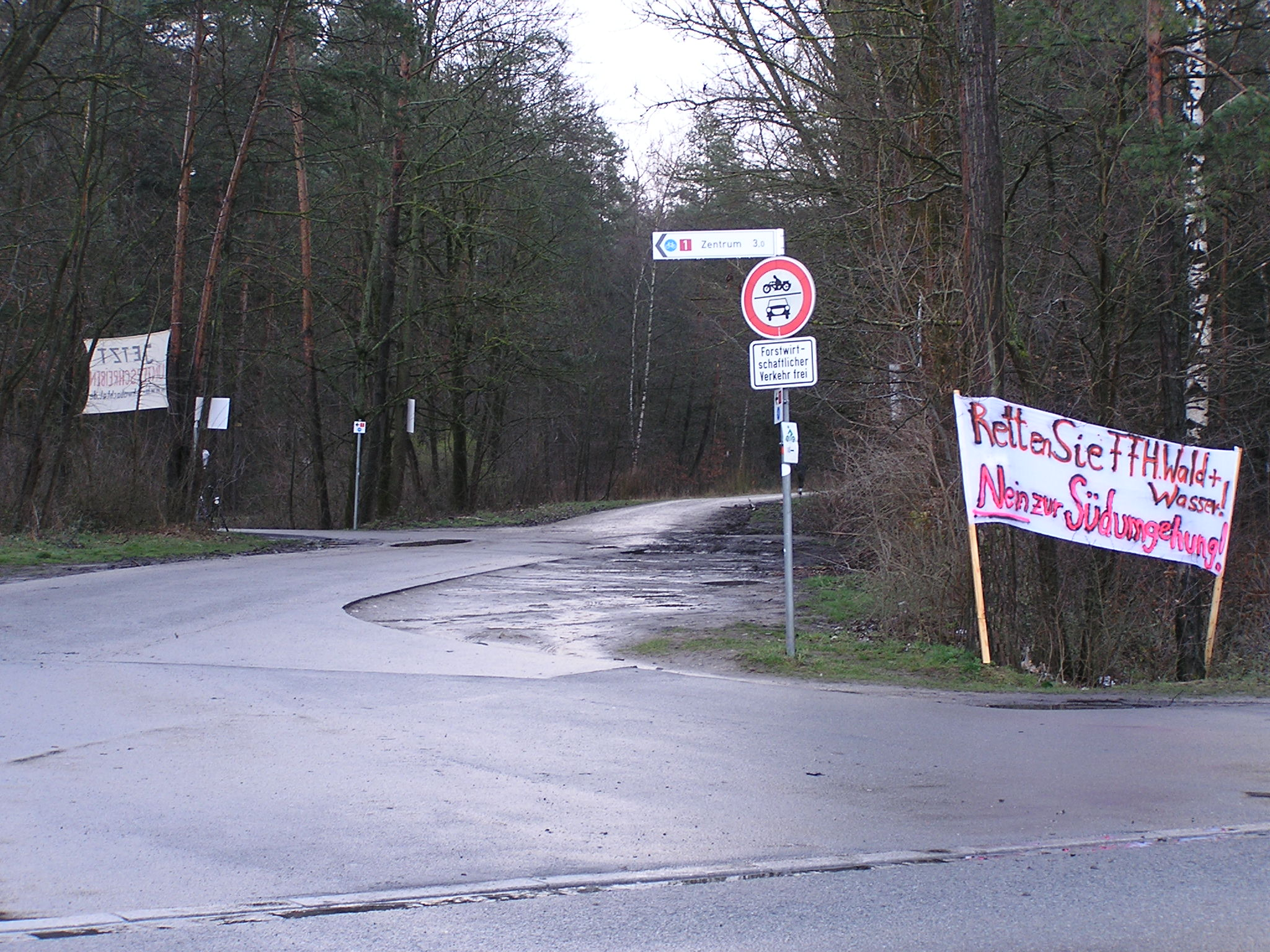
Hier sollte die geplante Südumgehung verlaufen

- Südumgehung: Die Einstellung der Sekundärbahn Erlangen–Gräfenberg 1963 führte dazu, dass der Osten Erlangens nur noch mit Bussen durch öffentliche Nahverkehrsmittel erschlossen ist. Während des Berufsverkehrs kommt es zu häufigen Staus entlang der Kurt-Schumacher-Straße sowie besonders im Ortsbereich von Buckenhof und Uttenreuth. Um hier eine Entlastung zu schaffen, plante das Bauamt Nürnberg eine Verbindung der Kurt-Schumacher-Straße und der Staatsstraße 2243 südlich von Buckenhof und Uttenreuth (Südumgehung). Diese Straße hätte durch den Buckenhofer Forst führen sollen, ein beliebtes Naherholungsgebiet. Zusätzliche Probleme ergaben sich aus der Tatsache, dass ein Vogelschutzgebiet und ein Wasserschutzgebiet durchquert hätten werden müssen. Die Gegner der Südumgehung propagierten als Alternative den Ausbau des öffentlichen Nahverkehrs durch Realisierung der Stadt-Umland-Bahn. Durch die Einstellung des Planfeststellungsverfahrens aus Umweltschutzgründen im Juni 2012 wurde schließlich die Entscheidung gegen die Südumgehung getroffen.[124]

Heute liegt Erlangen verkehrsgünstig an zwei Bundesautobahnen und einer Bundesstraße:
Autobahnen
- A 3 (Arnheim)-Emmerich am Rhein–Düsseldorf–Köln–Frankfurt am Main–Würzburg–Erlangen–Nürnberg–Regensburg–Passau-(Linz)
- A 73 Nürnberg–Fürth–Erlangen–Bamberg–Lichtenfels–Coburg-Suhl

Bundesstraßen
- B 4 Bad Bramstedt–Hamburg–Braunschweig–Erfurt–Ilmenau–Coburg–Bamberg–(weiter als A 73)–Erlangen–Nürnberg–Fischbach

### Schienengebundener Verkehr
Mit der Eröffnung des Ludwig-Süd-Nord-Bahn-Abschnitts von Nürnberg nach Bamberg am 25. August 1844 kam die Eisenbahn nach Erlangen. Der Zugang zu dem überregionalen Eisenbahnverkehr führte zu einem Sprung in der Verkehrsentwicklung. Am 17. November 1886 wurde die Sekundärbahn Erlangen–Gräfenberg und am 16. April 1894 die Lokalbahn Erlangen-Bruck–Herzogenaurach eröffnet. Der Verkehr auf der Bahnstrecke Nürnberg–Bamberg wuchs nach der Wiedervereinigung rasant an und Erlangen erhielt Zugang zum ICE-Netz. Ende 2010 nahm die S-Bahn-Verbindung zwischen Bamberg und Nürnberg über Erlangen ihren Betrieb auf, die nach Fertigstellung des viergleisigen Ausbaus von Fürth zwischen Nürnberg und Erlangen im 20-Minuten-Takt bedient werden soll. Die Linie S1 bedient auf Erlanger Stadtgebiet folgende Bahnhöfe bzw. Haltepunkte: Erlangen, Erlangen-Bruck, Eltersdorf und Erlangen Paul-Gossen-Straße. Letzterer wurde im Rahmen des S-Bahn-Ausbaus zum Fahrplanwechsel im Dezember 2015 in Betrieb genommen. Auch erhielt Erlangen Anschluss an die Ende 2017 fertiggestellte ICE-Schnellfahrstrecke von München nach Berlin im Rahmen des Verkehrsprojekts Deutsche Einheit Nr. 8.
Demgegenüber konnten die beiden Nebenbahnen im Wettbewerb mit dem Straßenverkehr nicht bestehen: Am 16. Februar 1963 fand die letzte Fahrt auf der Strecke nach Gräfenberg statt, am 28. September 1984 wurde der Personenverkehr nach Herzogenaurach eingestellt, Güterverkehr findet nach Stilllegung des Kohleverkehrs zum Großkraftwerk Franken II nur noch über den Bahnhof Frauenaurach zum Gelände des Hafens Erlangen (Müllumladeanlage) statt.

### Schiffsverkehr

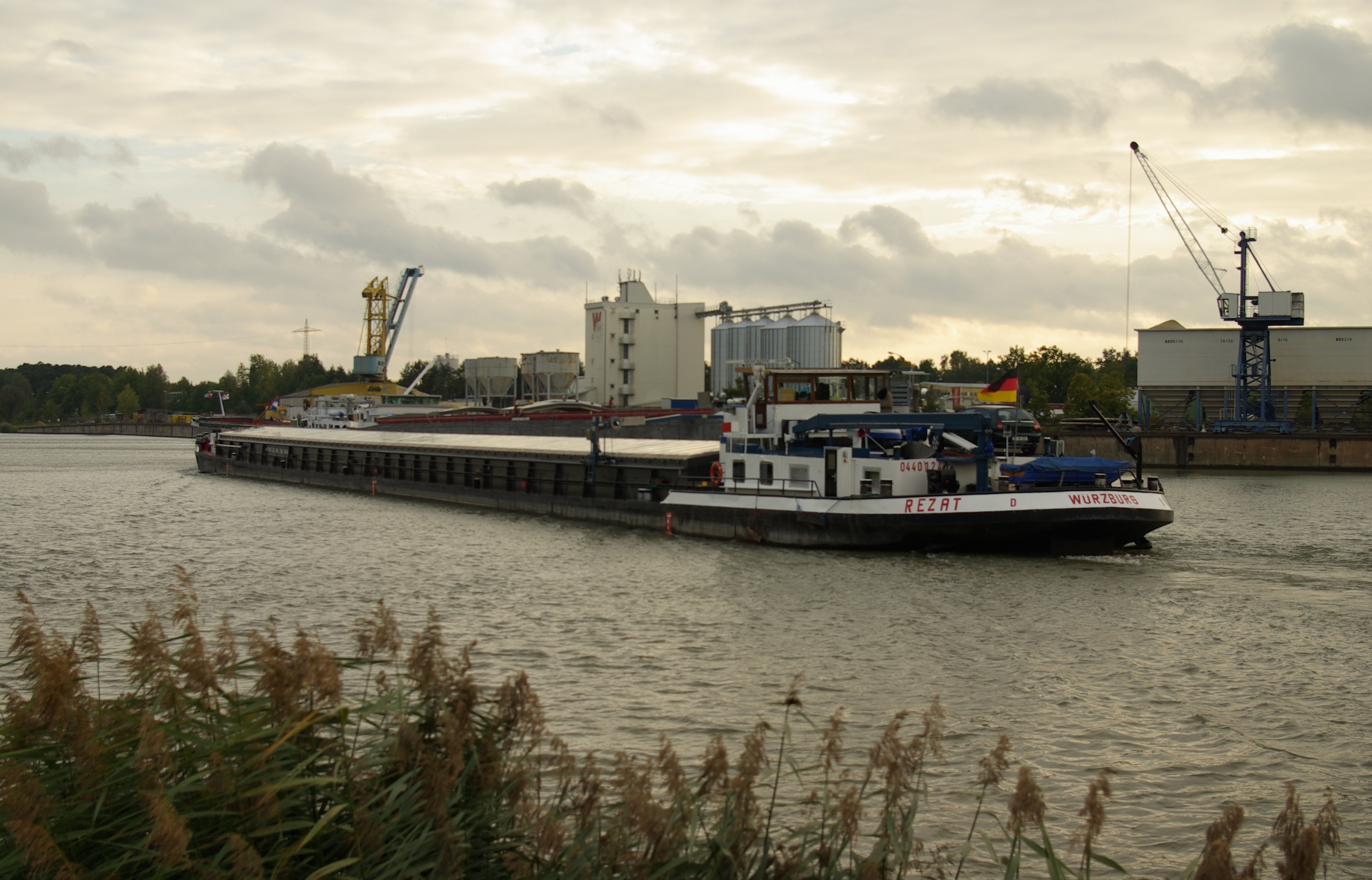
Der Hafen Erlangen

Obwohl Erlangen an der Regnitz liegt, konnte sich dort aufgrund der zahlreichen, für die Mühlen eingerichteten Wehre sowie der Wasserschöpfräder kein Schiffsverkehr entwickeln. Erst die Eröffnung eines Teilsabschnitts des Ludwigskanals im Jahre 1843 brachte den Schiffsverkehr nach Erlangen, das damit zur Hafenstadt wurde. Es gab dort den Handelshafen Erlangen für den Güterumschlag, der südlich des Ehrenfriedhofs lag.
Nach anfänglichem Erfolg verlor der für kleine, von Pferden gezogene Schuten ausgelegte Kanal (Treidelverkehr) mit seinen über 100 Schleusen bald Marktanteile an die aufkommende Eisenbahn und erzielte ab 1863 nur noch Verluste. Nach Schäden im Zweiten Weltkrieg wurde der Betrieb in den 1950er Jahren endgültig eingestellt. Der Abschnitt zwischen Nürnberg und Erlangen wurde Anfang der 1960er Jahre aufgefüllt und als Trasse für den Frankenschnellweg überbaut, später nach Norden verlängert als Bundesautobahn 73. Nur ein Denkmal und ein wenige 100 m langes, weitgehend trockenstehendes Überbleibsel der Trasse (nördlich der heutigen Kläranlage) erinnern noch an die ehemaligen Anlagen des Ludwig-Donau-Main-Kanales. Der ehemalige Handelshafen am Ludwigskanal, der dank seines Bahnanschlusses bereits 1844 einen trimodalen Güterumschlag Schiff/Schiene/Straße bot, ist heute mit der Feuerwehr Erlangen überbaut.
Die Idee, Main und Donau mit einem Kanal zu verbinden und so eine Wasserstraße von der Nordsee bis in das Schwarze Meer zu schaffen, wurde jedoch nicht fallengelassen. Bereits 1959 begannen die Arbeiten an dem neuen, wesentlich größeren und leistungsfähigeren Main-Donau-Kanal (Europakanal). Am 30. Oktober 1970 erreichte der Kanal Erlangen; am Hafen Erlangen entstand in den Folgejahren wieder ein trimodales Güterverkehrszentrum für den Umschlag Schiff/Schiene/Straße. 1992 wurde der Kanal in seiner vollen Länge bis zur Donau hin eröffnet. In Erlangen wurden 2006 ca. 82.000 Tonnen an Gütern umgeschlagen. Flusskreuzfahrten entlang des Main-Donau-Kanals durchqueren Erlangen, jedoch nach einem Schiffsunfall im Jahre 2016 üblicherweise ohne Halt oder Fahrgastwechsel.

### Flugverkehr
Der nächstgelegene Verkehrslandeplatz ist der Flugplatz Herzogenaurach zehn Kilometer westlich. Für Fracht- und Linienflüge liegt der 12 km südlich gelegene Flughafen Nürnberg verkehrsgünstig. Seit Eröffnung der Straßenbahnverlängerung nach „Am Wegfeld“ im benachbarten Nürnberg fährt die Buslinie 30 umsteigefrei von der Erlanger Innenstadt zum Nürnberger Flughafen.

### Öffentlicher Nahverkehr

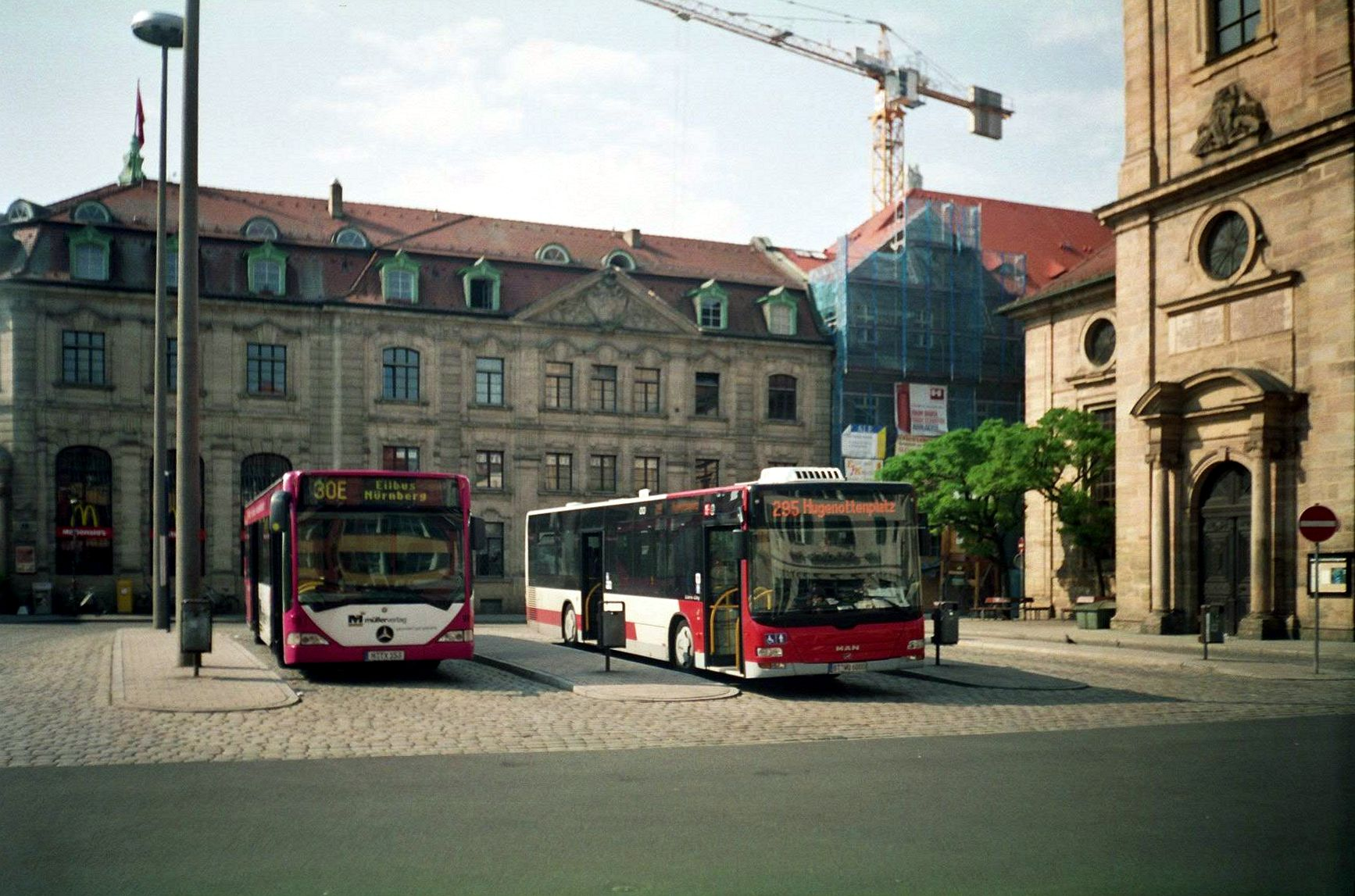
Bushaltestelle Hugenottenplatz (2006)

Den ÖPNV versorgen mehrere Stadt- und Überlandbuslinien der Erlanger Stadtwerke AG (ESTW) und des Omnibusverkehr Franken (OVF), die alle in den Verkehrsverbund Großraum Nürnberg integriert sind. Die Buslinien führen fast alle durch das Stadtzentrum. Der größte Teil der Überlandbuslinien startet am Zentralen Omnibusbahnhof westlich des Bahnhofes. Östlich des Bahnhofes befinden sich die Haltestellen Hauptbahnhof und Hugenottenplatz, an denen hauptsächlich die Stadtbuslinien halten. Ein weiterer wichtiger Knotenpunkt befindet sich an der Kreuzung Güterhallen-/Güterbahnhofstraße. Die Haltestelle Hauptpost wurde am 8. September 2007 nach dem an dieser Stelle errichteten Einkaufszentrum in Arcaden umbenannt.

#### Kostenloser Nahverkehr in der Innenstadt
Der Nahverkehr in der Innenstadt ist seit dem 1. Januar 2024 im Rahmen eines dreijährigen Pilotprojekts kostenlos.

#### H-Bahn (verworfene Planung)
Eine Wiederbelebung des schienengebundenen Nahverkehrs wurde zunächst 1977 durch den Vorschlag der Siemens AG diskutiert, über eine ca. 7,5 km lange H-Bahn-Strecke die wichtigsten Siemens-Standorte mit dem Bahnhof zu verbinden. Die H-Bahn, eine der Wuppertaler Schwebebahn ähnliche Konstruktion, fuhr bereits seit 1976 erfolgreich auf einer Versuchsanlage auf dem Siemens-Forschungsgelände in Erlangen. Die Strecke sollte vom Erlanger Gerätewerk über Büchenbach-Nord zum Großparkplatz und von dort durch einen Tunnel bis zur Schuhstraße und anschließend oberirdisch bis zur Siemens-Hauptverwaltung führen. Die von der Stadtverwaltung zusätzlich gewünschten Strecken hätten aufgrund der engen Platzverhältnisse den Abbruch ganzer Häuserzeilen notwendig gemacht. Im November 1978 entschied sich der Stadtrat mit knapper Mehrheit gegen die Durchführung des Projektes.

#### Stadt-Umland-Bahn (Planung)

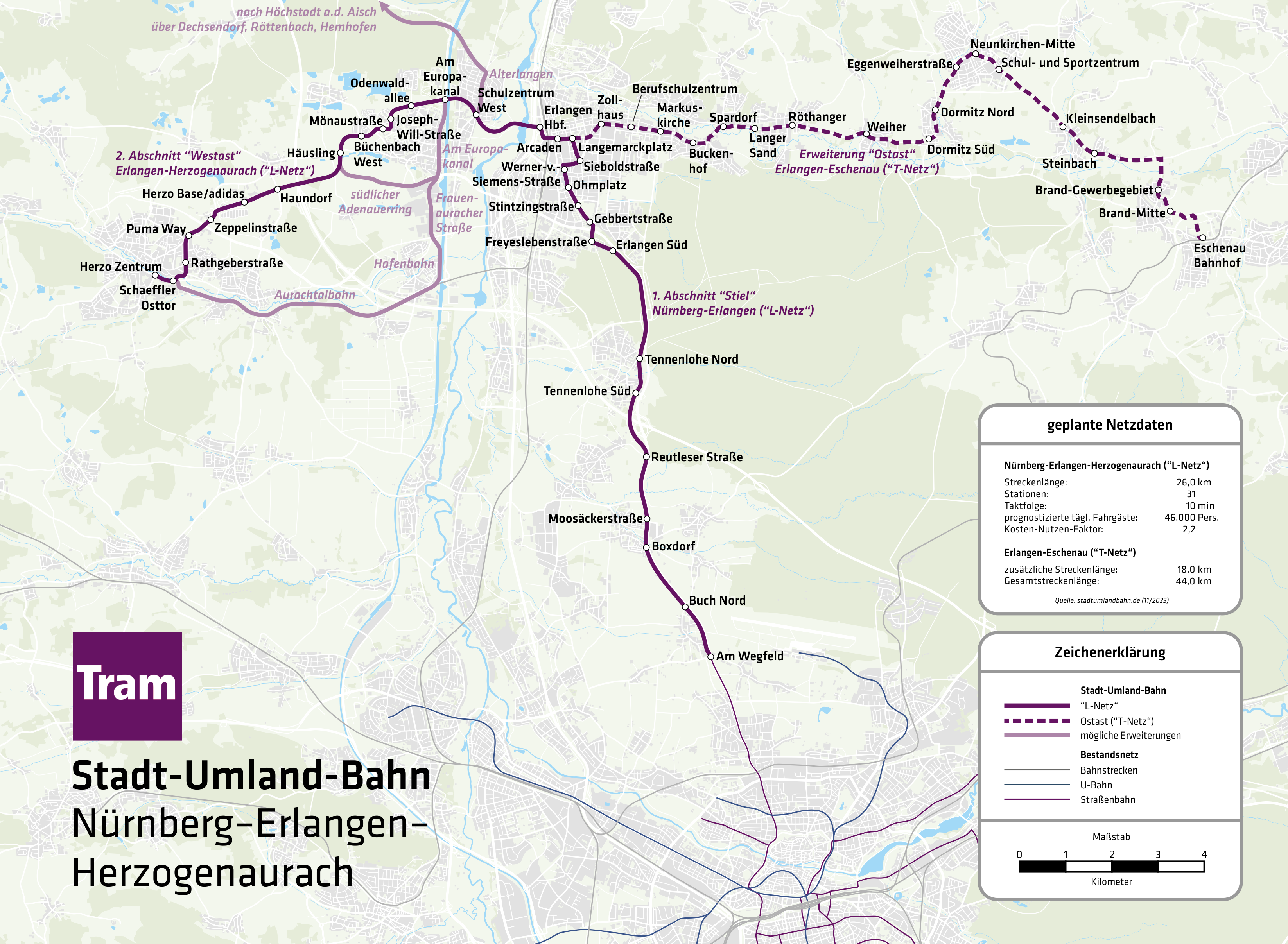
Geplanter Linienverlauf des StUB-Projekts mit möglichen Erweiterungen

Die Idee eines schienengebundenen Verkehrssystems für Erlangen wurde jedoch schon wenig später wieder aufgegriffen. Bereits nach der Stilllegung der Eisenbahnstrecke nach Herzogenaurach 1984 und angesichts der schon 1961 erfolgten Einstellung des Zugverkehrs nach Neunkirchen am Brand gab es seit Mitte der 1980er in Erlangen Überlegungen zur Schaffung einer umweltfreundlichen Verkehrsanbindung des Umlandes (Studie der Arbeitsgruppe Franken-Plan – Kinski/Schmidt/Berthold – 1985: „Eine Stadtbahn für Erlangen“). Das Modell einer Stadtbahn wurde dabei Anfang der 1990er-Jahre zu einem von allen Fraktionen getragenen Konzept einer Regionalstadtbahn weiterentwickelt, die vor Ort als Stadt-Umland-Bahn oder kurz als StUB bezeichnet wird. Ab 1992 beteiligte sich Siemens Transportation Systems sowohl technisch als auch finanziell im Projekt. 1995 beschlossen die Stadt Erlangen sowie die Landkreise Erlangen-Höchstadt und Forchheim grundsätzlich den Bau und Betrieb des StUB-Grundnetzes auf Grundlage vorangegangener Kosten-Nutzen-Analysen und Durchführbarkeitsprüfungen. Das Grundnetz umfasst in Form eines nach Süden, Westen und Osten ausgerichteten, T-förmigen Netzes drei Verbindungen nach Nürnberg-Thon, Herzogenaurach sowie Eckental über Neunkirchen am Brand. Streckenbeginn wäre jeweils im Stadtzentrum Erlangens. In Thon hätten die Fahrgäste Anschluss an das Nürnberger Straßenbahnnetz, in Eckental an die Gräfenbergbahn, im Erlanger Stadtzentrum an die S-Bahn Nürnberg sowie den Regional- und Fernverkehr. Mögliche Erweiterungen führen u. a. von Erlangen aus nach Hemhofen, wo Anschluss an die Aischgrundbahn von Forchheim nach Höchstadt an der Aisch bestünde. Ebenso gehört die Bahn im Wiesenttal von Forchheim nach Ebermannstadt zum Maximalnetz.
In einer Machbarkeitsstudie von 1993 wurden die Gesamtkosten für das StUB-Projekt auf knapp 1 Milliarde D-Mark beziffert, für die Trassen des Grundnetzes davon allein rund 413 Millionen DM. 1997 lehnte das bayerische Wirtschaftsministerium die Aufnahme des Projektes in Förderprogramme des Landes und des Bundes ab. Ohne diese Kofinanzierung stand eine Realisierung der Stadt-Umland-Bahn nicht in Aussicht. Dennoch blieb das Thema regelmäßig Bestandteil der öffentlichen und politischen Debatte in Erlangen und Umgebung. Eine BürgerInitiative für umweltverträgliche Mobilität im Schwabachtal thematisierte das Projekt ebenso immer wieder wie führende Politiker der beteiligten Landkreise. Ab Anfang 2008 wurde eine neue Nutzen-Kosten-Untersuchung für das StUB-Grundnetz erarbeitet.
Seit etwa 2010 werden, vor allem auf Initiative der Städte Herzogenaurach und Nürnberg, die Planungen für eine Stadt-Umland-Bahn wieder intensiver verfolgt. Bis zum Frühjahr 2012 entstand eine Standardisierte Bewertung und ein Vergleich zu einem regional optimierten Busnetz (RoBus). Der Ausbau der Infrastruktur für die StUB bezieht sich auf das so genannte T-Netz mit einer Nord-Süd-Verbindung von Erlangen Bahnhof nach Nürnberg-Wegfeld und von Erlangen Bahnhof mit einem Ast nach Westen über die neu zu bauende Kosbacher Brücke bis Herzogenaurach sowie nach Osten nur noch bis Uttenreuth. Letzteres würde ein Brechen des heute umsteigefreien Busverkehrs zwischen Erlangen und Eschenau bedeuten. Beim regional optimierten Busnetz werden zusätzliche Busspuren und Haltestellen sowie ebenfalls die neue Kosbacher Brücke unterstellt.
Demnach belaufen sich die Investitionen in die Infrastruktur bei der StUB auf circa 281 Millionen Euro, beim RoBus auf rund 12,4 Millionen Euro. Beide Maßnahmen könnten mit hohen staatlichen Zuwendungen, bis zu 80 Prozent auf förderfähige Anteile, rechnen. Andere Quellen sprechen von 365 bzw. 407 Millionen Euro für die StUB.
Maßgeblich für die politischen Entscheidungsträger sind auch die Folgekosten, die von den drei betroffenen Gebietskörperschaften (Städte Erlangen und Nürnberg sowie Landkreis Erlangen-Höchstadt) als Aufgabenträger für den ÖPNV zu tragen sind. Bei der StUB sind diese mit rund elf Millionen Euro etwa zehnmal so hoch wie bei der Busvariante. Mit der Realisierung der StUB ergäbe sich eine Verlagerung von täglich 10.930 Personenfahrten und eine Neuinduzierung von weiteren 2260 Personenfahrten, beim RoBus beliefe sich die Verlagerung auf 6610 Personenfahrten und eine Neuinduzierung von 835 Personenfahrten pro Tag.
Am 21. September 2012 fasste der Kreistag des Landkreises Erlangen-Höchstadt mit deutlicher Mehrheit den Beschluss, einen Förderantrag für die Stadt-Umland-Bahn mit dem Netz Nürnberg-Am Wegfeld – Erlangen – Herzogenaurach/Uttenreuth einzureichen. Am 27. September 2012 beschloss dies auch der Erlanger Stadtrat. Die Städte Nürnberg und Herzogenaurach hatten jeweils schon früher entsprechende Beschlüsse getroffen. Parallel sollen die Planungen für das Projekt konkretisiert werden. Nach dem Bescheid über die Förderung soll abschließend entschieden werden, ob das Projekt umgesetzt wird.
Am 9. Juni 2024 stimmten die Bürgerinnen und Bürger Erlangens in einem Bürgerentscheid über die weitere Planung der Stadt-Umland-Bahn ab. Bei einer Wahlbeteiligung von rund 66 % votierten 52,4 % für das Projekt. Damit kann die Stadt Erlangen die Planungen gemeinsam mit Nürnberg und Herzogenaurach fortsetzen. Der Bau der Stadt-Umland-Bahn (StUB) ist für Mitte 2028 geplant.

### Fernbusverkehr
Der Erlanger Fernbusbahnhof befindet sich zentral in der Parkplatzstraße unmittelbar hinter dem Hauptbahnhof. Ab Erlangen werden über 20 Ziele vorrangig in Süddeutschland angefahren.

### Erlanger Stadtwerke und kommunale Betriebe
Die Erlanger Stadtwerke AG (ESTW) haben ihren Ursprung in der 1858 gegründeten Erlanger Gasgesellschaft AG, welche mit einem eigenen Gaswerk die Gasversorgung der Stadt sicherstellte. 1915 wurde der Betrieb umbenannt in Städtische technische Werke Erlangen. Im Jahre 1939 wurde daraus ein Eigenbetrieb der Stadt Erlangen unter der Bezeichnung Stadtwerke Erlangen, 1967 eine Eigengesellschaft unter dem Namen ESTW – Erlanger Stadtwerke AG. Alleiniger Anteilseigner der Gesellschaft ist die Stadt Erlangen.
Die Stadtwerke versorgen Erlangen mit Elektrizität, Wärme, Erdgas und Wasser, betreiben die Erlanger Schwimmbäder, errichten und betreuen die Straßenbeleuchtungs- und Verkehrssignalanlagen und sind zuständig für die Umsetzung des Stadtverkehrs in Erlangen.
Neben den Stadtwerken betreibt die Stadt Erlangen eine Reihe von kommunalen Betrieben zur Errichtung und Wartung von Infrastrukturobjekten. Dazu gehören u. a.:
- der Entwässerungsbetrieb EBE, der u. a. das Klärwerk Erlangens betreibt. In der Vergangenheit wurde immer wieder diskutiert, diesen Betrieb den Erlanger Stadtwerken zuzuordnen, bisher jedoch ohne Ergebnis,
- der Betrieb Stadtgrün, Abfallwirtschaft und Straßenreinigung ist u. a. für die Müllabfuhr und die städtischen Grünanlagen zuständig.

Erlangen verfügt über einen eigenen Schlachthof, der von der stadteigenen Erlanger Schlachthof GmbH betrieben wird.

### Einzelhandel

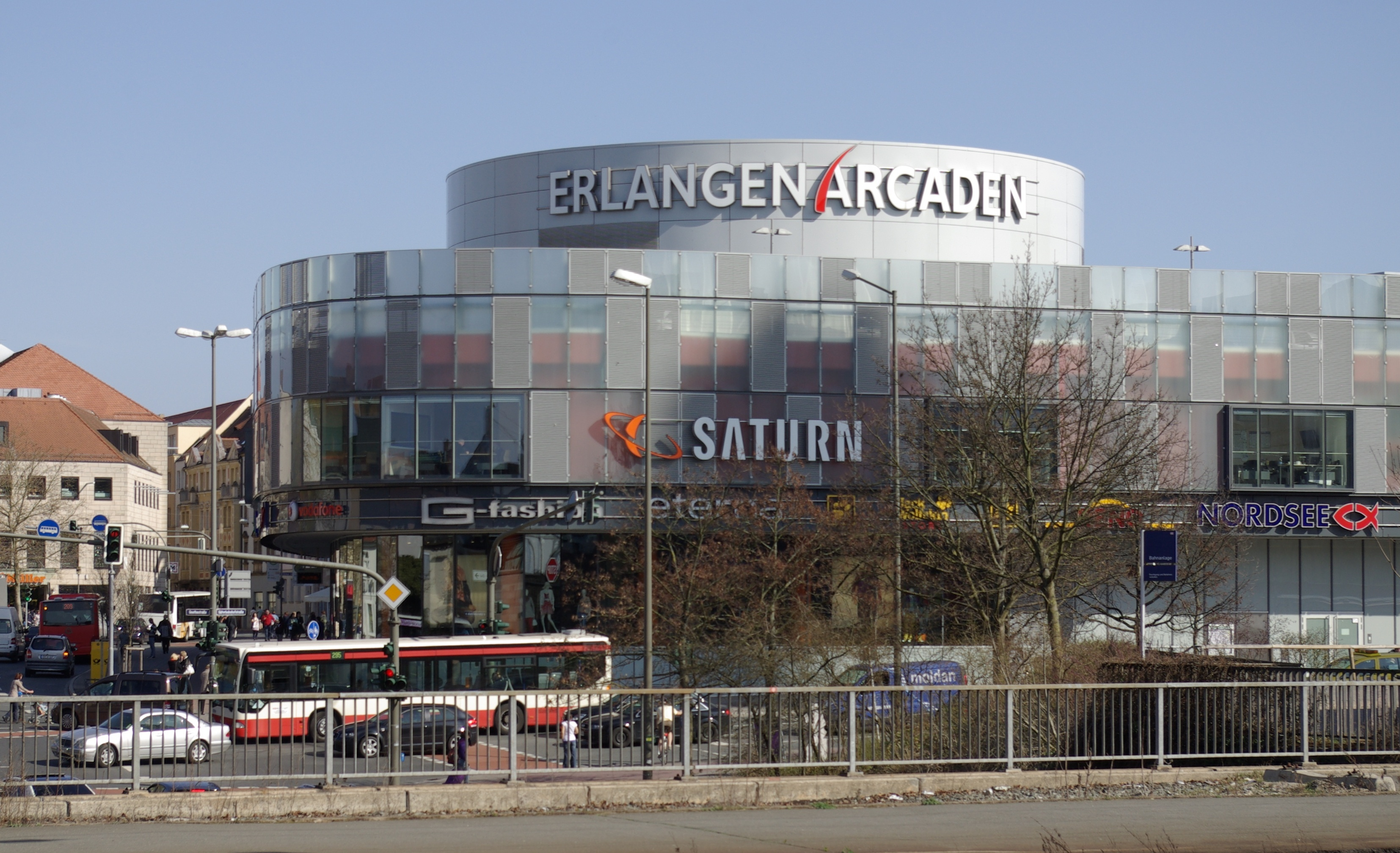
Erlangen Arcaden, 2012

Seit Herbst 2007 wird die Einzelhandelslandschaft der Erlanger Innenstadt durch die überdachte Einkaufspassage Erlangen Arcaden mit rund 100 Einzelhandelsgeschäften auf drei Etagen geprägt. In zwei Bürgerbegehren (2004 und 2005) hatte sich die Erlanger Bevölkerung für die Errichtung der Passage auf dem Gelände der ehemaligen Hauptpost ausgesprochen.
Die Haupt-Einkaufsstraße verläuft als Nord-Süd-Achse durch Erlangen. Im nördlichen Bereich zwischen Wasserturmstraße über Schloß- und Marktplatz und Hugenottenplatz zur Henkestraße ist sie unter dem Namen Hauptstraße eine echte Fußgängerzone. Im südlichen Bereich zwischen Henkestraße und Rathausplatz verläuft sie unter dem Namen Nürnberger Straße. Dort ist sie nicht als Fußgängerzone ausgewiesen, jedoch autofrei und tagsüber nur von Radfahrern befahren. Die Erlangen Arcaden sind mit Eingängen im Bereich Henkestraße/Nürnberger Straße sowie an der Nürnberger Straße etwa in Höhe des Galeria-Kaufhof-Warenhauses/Neuer Markt an diese Haupt-Einkaufsstraße angebunden.

## Bildung und Kultur

### Schulen
Über das Stadtgebiet von Erlangen sind 16 Grundschulen verteilt; zudem gibt es vier Hauptschulen, zwei Realschulen, eine städtische Wirtschaftsschule, eine Schule für Kranke, zwei Förderschulen, vier Privatschulen (darunter je eine Montessori- und Waldorfschule), vier berufliche Schulen (darunter die Staatliche Fachoberschule und Berufsoberschule Erlangen) und sechs Gymnasien. Das älteste Gymnasium ist das Gymnasium Fridericianum, gegründet 1745 als Gymnasium Illustre. 1833 eröffnete die Landwirtschaft- und Gewerbeschule am Holzmarkt (heutiger Hugenottenplatz), aus der später das Ohm-Gymnasium wurde. Aus dem 1873 von Rosa († 1919) und Maria Vömel (1840–1886) gegründeten Vömelschen Privattöchterinstitut gingen sowohl das Christian-Ernst-Gymnasium als auch das Marie-Therese-Gymnasium hervor. Neugründungen der zweiten Hälfte des 20. Jahrhunderts aufgrund des Bevölkerungswachstums sind das Albert-Schweitzer-Gymnasium (1965 als Oberrealschule Erlangen-West) und das Emmy-Noether-Gymnasium (1974 als Gymnasium Südwest).
Die fünfte Privatschule ist die Franconian International School (FIS). Seit der Fertigstellung zum Schuljahr 2008/2009 gibt es ein übergreifendes Angebot vom Kindergarten über die Elementary School bis hin zur Middle- und High School. Unterrichtet werden soll nach internationalen Curricula auf Englisch, nach der zwölften Klasse kann das weltweit als Universitäts-Zulassung anerkannte International Baccalaureate erworben werden.

### Wissenschaft und Forschung
Erlangen ist seit 1743 Universitätsstadt. Mit rund 40.000 Studenten ist die Friedrich-Alexander-Universität Erlangen-Nürnberg nach der Ludwig-Maximilians-Universität München und der Technischen Universität München die drittgrößte Universität Bayerns.
Im Umfeld der Universität ließen sich zahlreiche Forschungsinstitute in der Stadt nieder, so
- das Fraunhofer-Institut für Integrierte Schaltungen (IIS), an dem unter anderem das MP3-Dateiformat entwickelt wurde,
- das Fraunhofer-Institut für Integrierte Systeme und Bauelementetechnologie (IISB),
- das Max-Planck-Institut für die Physik des Lichts,
- das Forschungszentrum der Siemens AG,
- das Bayerische Zentrum für Angewandte Energieforschung (ZAE Bayern) Abteilung Thermosensorik und Photovoltaik
- das Bayerische Laserzentrum (BLZ),
- das Helmholtz-Institut Erlangen-Nürnberg für Erneuerbare Energien (HI ERN).[141]

Mit dem Thema „Werkstoff Zukunft“ gehörte Erlangen zusammen mit Nürnberg und Fürth zu den zehn deutschen Städten, die im Wissenschaftsjahr 2009 Treffpunkt der Wissenschaft waren. Erlangen ist weiterhin „Korporativ Förderndes Mitglied“ der Max-Planck-Gesellschaft.

### Theater und Kinos
- Die Stadt Erlangen betreibt als eigenes Stadttheater Das Theater Erlangen. Hauptspielstätte ist das Markgrafentheater, das älteste bespielte Barocktheater in Süddeutschland.
- Zum Stadttheater gehört außerdem das „Theater in der Garage“.
- Weitere Theater sind die private Kleinkunstbühne „Fifty-Fifty“ und der Theaterverein „Studiobühne Erlangen“.
- Darüber hinaus gibt es das Experimentiertheater des Instituts für Theater- und Medienwissenschaft der Universität.
- Die freie Theaterszene hat sich in der Arbeitsgemeinschaft „Freies Theater Erlangen“ zusammengeschlossen, die ihre Interessen gegenüber der städtischen Kulturpolitik vertritt.
- Erlangen ist Standort des jährlich ausgetragenen internationalen Theaterfestivals ARENA der jungen Künste.
- In Erlangen gibt es vier Kinos: Das CineStar-Kino am Neuen Markt, die Lammlichtspiele in der Hauptstraße, das Kulturzentrum E-Werk und das Kino Manhattan.

#### StummFilmMusikTage Erlangen
Von 1997 bis 2011 wurde das barocke Markgrafentheater einmal jährlich zum Kinopalast. Das Programm bot eine breite Palette klassischer (und manchmal auch aktueller) Stummfilmproduktionen. Anders als bei anderen Stummfilmfestivals wurden die Filme hier fast ausschließlich mit Ensemble- oder Orchester-Begleitung aufgeführt. Zu hören waren dann neben den wenigen erhaltenen Originalkompositionen hochkarätige Neukompositionen zeitgenössischer Komponisten.
Das viertägige Festival ist als Biennale konzipiert, bietet seinem Publikum aber in den „Zwischenjahren“ ein eintägiges „Intermezzo“ mit Stummfilmklassikern. Zum regulären Festivalprogramm gehören darüber hinaus Ausstellungen, Publikumsgespräche mit Musikern, Komponisten und Filmexperten sowie das rund um die Uhr geöffnete Filmcafé mit Live-Musik. Seit 2012 finden die Stummfilmmusiktage in Nürnberg statt.

### Museen

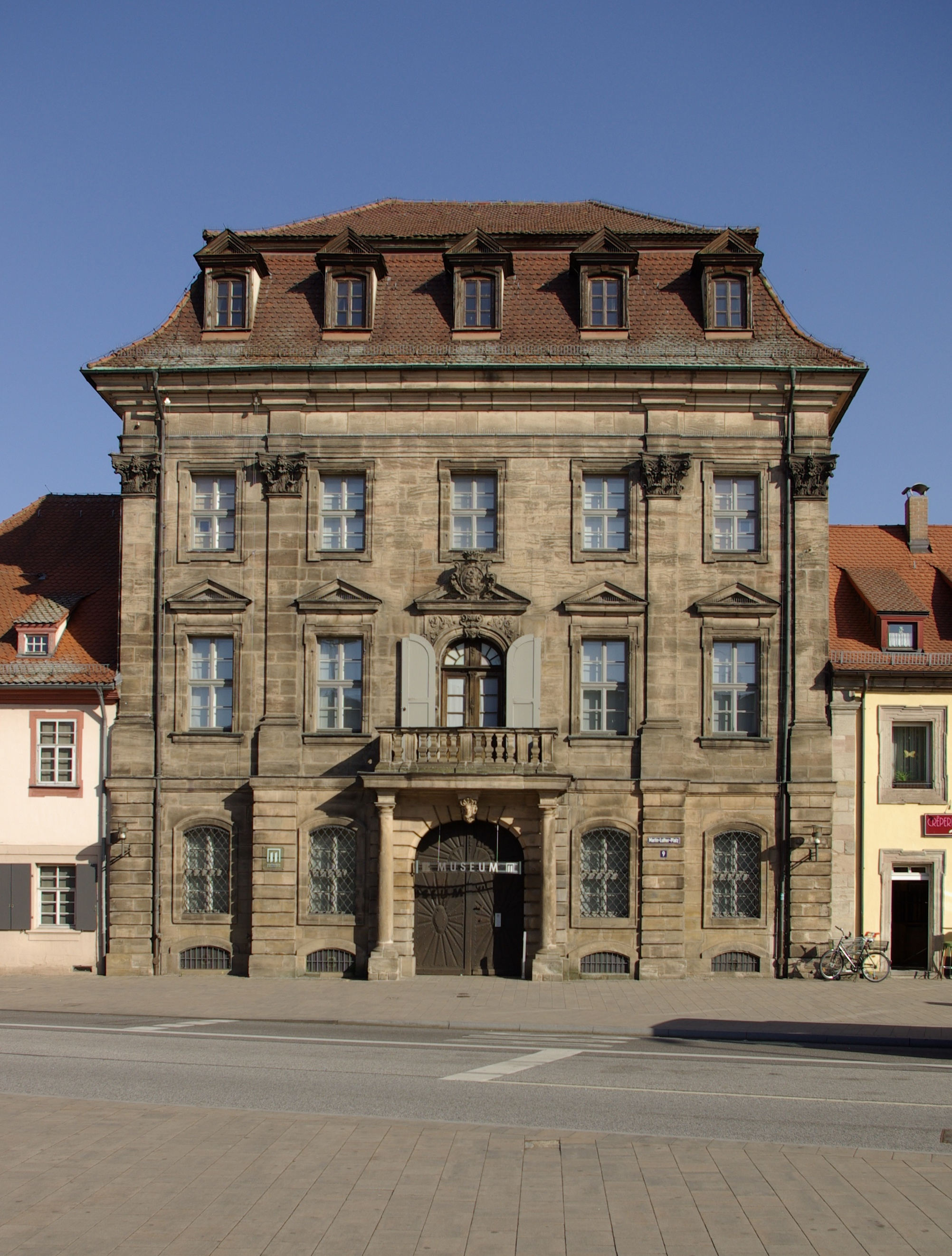
Stadtmuseum Erlangen

Die Stadtverwaltung betreibt im Altstädter Rathaus am Martin-Luther-Platz ein Stadtmuseum, das die Erlanger Geschichte zeigt. Historisch interessant sind auch die antiken, die ur- und frühgeschichtlichen und die graphischen Sammlungen der Friedrich-Alexander-Universität.
Das Kunstpalais Erlangen (früher Städtische Galerie) befindet sich im barocken Palais Stutterheim am Marktplatz (2007 war das Museum wegen Renovierung vorübergehend in den sog. Museumswinkel ausgelagert; 2010 erfolgte die Rückkehr in das Palais und die Umbenennung). Die Leiterin des Kunstpalais und der Städtischen Sammlung Erlangen seit 2015 ist Amely Deiss. Zweites Kunstmuseum ist das Museum im Loewenich’schen Palais, direkt neben den neu errichteten Erlangen Arcaden.
Seit 2014 besteht das Siemens Healthineers MedMuseum (Siemens Unternehmensmuseum für Medizinische Technik) auf dem ehemaligen Areal von Siemens UB-Med im sog. Museumswinkel an Gebbertstraße/Ecke Luitpoldstraße. Leiterin des Siemens Med Museums ist Doris-Maria Vittinghoff. Dort wird die Geschichte der Siemens Medizintechnik erzählt, von Erwin-Moritz Reinigers Werkstatt am Schloßplatz (1877) bis hin zu Siemens Healthineers.

### Medien
Als Tageszeitung sind die Erlanger Nachrichten konkurrenzlos. Den überregionalen Mantel liefern die Nürnberger Nachrichten, deren Verlag Nürnberger Presse Druckhaus Nürnberg beide Zeitungen herausgibt. Der Erlanger Lokalteil wird zwar von einer eigenen Lokalredaktion in Erlangen betreut, aber seit 1998 vollständig in Nürnberg gedruckt. Nur ein Nischendasein führt der Fränkische Tag, dessen Lokalteil über den Landkreis Erlangen-Höchstadt zwar regelmäßig auch die Rubrik „Erlangen“ enthält, im Stadtgebiet jedoch nur über den Einzelhandel oder über den Postvertrieb erhältlich ist.
Mit der Monatszeitung Was Lefft – später kam der Untertitel Worte statt Taten hinzu – gab es seit Januar 1976 ein links ausgerichtetes Stadtmagazin, das lokalpolitische Themen und Fragen der internationalen Politik behandelt. Anfang des neuen Jahrtausends beschloss der Trägerverein die Gründung der raumzeit als neue linke Monatszeitung für den Großraum Nürnberg-Fürth-Erlangen. Sie erschien aber seit 2005 nur noch im Internet und wurde Ende desselben Jahres eingestellt.
Daneben gibt es noch eine ganze Reihe von Zeitschriften, die sich meist an einen eingeschränkten Publikumskreis wenden. Je nachdem, wer hinter diesen Zeitschriften steht, kann Inhalt, Aufmachung, Erscheinungsintervall und Verbreitung sehr unterschiedlich sein. Das Spektrum reicht vom Amtsblatt der Stadt Erlangen über Stadtteilzeitungen bis zu Mitteilungsblättern der Kirchengemeinden. Beispiele für unterschiedliche Stadtteilzeitungen sind die „Altstadtzeitung“ des Altstadtforum Erlangen und das aus gedruckten losen Blättern bestehende Puzzle aus Büchenbach.
Als kostenlos verteilte Szeneinfos mit Veranstaltungstipps liegen v. a. in Kneipen und Einrichtungen der Universität der hugo! sowie die Erlanger Ausgaben der im Großraum Nürnberg erscheinenden Stadtmagazine Doppelpunkt (bis 2024) und curt aus.
Vorwiegend an Senioren wendet sich die vierteljährlich erscheinende Zeitschrift Herbst-Zeitlose.
Der Straßenkreuzer ist eine Obdachlosenzeitschrift für den Großraum Nürnberg-Fürth-Erlangen, die im freien Straßenverkauf verbreitet wird.
Mit Radio Downtown gab es ab dem 1. Februar 1987 einen eigenen Hörfunksender für Erlangen, der sich mit einem zunächst neunstündigen Programm, das später auf 16-Stunden ausgeweitet wurde, etablierte. Die Frequenz UKW 95,8 teilte sich Radio Downtown mit dem freien Radiosender Radio Z aus Nürnberg. Populär war Radio Downtown besonders wegen seines breiten Raumes für Bands aus Franken. Über die Regionalcharts konnten sich Bands und Musiker wie Fiddler’s Green, Throw That Beat in The Garbagecan!, Merlons of Nehemiah (seit 2001 Merlons Lichter), J.B.O., die Wellucken Allstars oder auch Kevin Coyne ein breiteres Publikum erschließen. Die Frequenz wurde schließlich am 3. Dezember 1995 von der NRJ Group für den Radiosender Energy Nürnberg übernommen.
Daneben existiert noch das Campusradio funklust, welches auf der Mittelwellenfrequenz 1485 kHz sendet, wobei als Sendeantenne eine Langdrahtantenne am Funkturm des Fraunhofer-Instituts für Integrierte Schaltungen dient.

### Musik
Das Musikleben der Stadt wird hauptsächlich vom Gemeinnützigen Theater- und Konzertverein Erlangen (gVe) sowie den vielen musikalischen Aktivitäten der Kirchengemeinden und der Universitätsmusik geprägt (aus der beispielsweise das Universitätsorchester Erlangen oder die Philharmonie Erlangen hervorgingen).
1945 wurde von Laienmusikern das Erlanger Kammerorchester gegründet.
In Erlangen besteht das Siemens-Orchester Erlangen. Das Liebhaberorchester gibt seit 1950 zwei bis drei Konzerte jährlich, wobei es auch außerhalb der Stadtgrenzen auftritt.
Franz Seeberger, damaliger Besitzer des Musiklokals Starclub, hatte 1978 als Marc Seaberg einen Hit mit dem Song Looking for Freedom, der 1989 in einer Version von David Hasselhoff an der Spitze der deutschen Charts stand.
Michael Holm hatte in den 1970ern mehrere deutsche Top-Hits und wurde später mit seinem Musikprojekt Cusco mehrfach für den Grammy nominiert.
Die Fun-Metal-Band J.B.O. wurde 1989 von vier Erlangern gegründet, auf Konzerten wurde das Bier der Brauerei Kitzmann mit eigenen rosafarbenen Etiketten verkauft.
Mit Fiddler’s Green, Feuerschwanz und Bülbül Manush gibt es drei weitere Erlanger Bands, die deutschlandweit Auftritte geben.
Der Komponist, Pianist und Dirigent Werner Heider wohnt und lebt in Erlangen, ebenso wie der Jazz- und Experimentalmusiker und Komponist Klaus Treuheit.
Erlangen wurde in Wissenswertes über Erlangen thematisiert, einem Lied der Berliner Band Foyer des Arts aus dem Jahre 1982, das der Neuen Deutschen Welle zugeordnet wird.

#### Tanz- & Folkfest
Nachdem Erlangen in den 1970er und 1880er Jahren für seine vom städtischen Freizeitamt organisierten Folkfestivals sehr bekannt war, ist diese Veranstaltungsserie schließlich ganz verschwunden. Seit 1998 findet aber wieder alle zwei Jahre ein internationales Folktanzfestival statt, das die Tradition der Folkfeste in Erlangen fortführt. Dieses Folktanzfest ist eines der wenigen Festivals in Deutschland, bei dem die „Tänze der Völker“ (z. B. Tänze aus Irland, der Bretagne, Bulgarien, Griechenland, Israel etc.) in Workshops erlernt und bei Tanznächten zu Live-Musik (Bal Folk, Céilí, Fest-noz) getanzt werden können.
Es findet immer Ende April/Anfang Mai statt und umfasst somit auch einen „Tanz in den Mai“.
Seit Anfang an gibt es jedes Mal ein Schwerpunktthema (z. B. Länderspecial Afrika oder Deutschland, Kinder, Senioren) das von verschiedenen Seiten bedacht wird.
Das drei- bis fünftägige Festival wird ehrenamtlich von den Mitgliedern und Freunden des Vereins „Erlanger Tanzhaus e. V.“ sowie dem Studentenwerk Erlangen-Nürnberg organisiert und durchgeführt und zieht Besucher aus ganz Deutschland an. Es bietet seinen Gästen einerseits die Möglichkeit, sich über verschiedene Tanzstile zu informieren und andererseits auch die eigenen Kenntnisse in den entsprechenden Bereichen weiter zu vertiefen. Im Jahr 2002 fand das Tanz- & Folkfest im Rahmen der Feierlichkeiten zu „1000 Jahre Erlangen“ statt und brachte erstmals die Tanzstile aller Erlanger Partnerstädte auf eine gemeinsame Bühne.

### Kulturpreis
Von 1962 bis 1991 und wieder seit 2006 wird der Kulturpreis der Stadt Erlangen vergeben.

### Sport
Erlangen weist eine Vielzahl von Sportvereinen auf, die im Sportverband Erlangen zusammengeschlossen sind. Mehr als 1.000 Mitglieder haben (Stand: April 2025)  die Sektion Erlangen des Deutschen Alpenvereins, der Turnverein (TV) 1848, der Turnerbund (TB) 1888, die Sportgemeinschaft Siemens (SGS), die Spielvereinigung (SpVgg) 1904, der Sportverein Tennenlohe 1950, der FC Dechsendorf, der Golf Club Erlangen, der TSV 1891 Frauenaurach und der Sport-Club 1926 Eltersdorf.
Schon länger bietet die Schwimmsportgemeinschaft Erlangen von 1981 (SSG 81 Erlangen), ein Zusammenschluss der Schwimmabteilungen von TB 1888 und der Schwimmabteilung der SG Siemens Erlangen mit dem Schwimmverein Erlangen, die Grundlage für sportliche Erfolge. Die Zwillingsbrüder Björn und Bengt Zikarsky holten 1996 bei den Olympischen Spielen Bronze. Die Nürnbergerin Hannah Stockbauer wurde 2003 dreifache Schwimmweltmeisterin. Teresa Rohmann holte mehrere internationale Medaillen und nationale Meistertitel, Daniela Götz hat mit der DSV-Staffel bereits mehrere internationale Medaillen geholt, wartet jedoch noch auf einen internationalen Einzeltitel. Auch der Nachwuchs holt immer wieder deutsche Jugendtitel. Die Sportschwimmhalle im Röthelheimbad wurde 2004 auf Betreiben des Oberbürgermeisters Siegfried Balleis auf den Namen „Hannah-Stockbauer-Halle“ getauft. Allerdings fanden das nicht nur viele Bürger und Stadtratsmitglieder übertrieben, auch Stockbauer selbst konnte sich damit nicht recht anfreunden.
Vor der Blüte der Schwimmer war v. a. die Leichtathletik der TB 1888 sehr erfolgreich. Hier wuchs auch der Hürdensprinter Florian Schwarthoff auf, der bei den Olympischen Spielen 1992 Bronze über 110 m Hürden gewann.
Erlangen hat eine lange Tradition im Handball. In den 1990er Jahren spielten zeitweise zwei Vereine in der Zweiten Bundesliga Süd (Hallenhandball): Die Christliche Sportgemeinschaft (CSG) Erlangen (ab der Saison 1989/90) und die Handballgemeinschaft (HG) Erlangen (ab der Saison 1996/97), ein Zusammenschluss der Handballabteilungen des TB 1888 und des TV 1848. Nach der Saison 2000/01 zog sich die HG aus der Zweiten Liga zurück. 2001 fusionierten CSG und HG Erlangen zum Handballclub (HC) Erlangen, der nach der Saison 2003/04 in die Regionalliga Süd abstieg. In der Saison 2007/08 gelang dem Verein der Wiederaufstieg in die Zweite Bundesliga, 2014 stieg er erstmals in die Handball-Bundesliga auf.
Aber auch andere Sportarten sind schon seit langem in Erlangen vertreten. Im Ortsteil Kosbach befinden sich die Stallungen und Reitanlage des Reitclubs Erlangen e. V. Der Tanz-Turnier-Club Erlangen wurde bereits 1949 gegründet, gehört damit zu den ältesten Tanzsportvereinen in Bayern und war Gründungsmitglied des Landestanzsportverbandes Bayern (LTVB). Auf dem Main-Donau-Kanal trainieren die Sportler des Rudervereins Erlangen von 1911 und der Erlanger Wanderrudergesellschaft Franken.
Die am 15. Januar 1890 gegründete Sektion Erlangen des Deutschen Alpenvereins (DAV) ist mit 10.695 Mitgliedern (Dezember 2021) der größte Sportverein der Stadt. Die Sektion betreibt die Erlanger Hütte in den Ötztaler Alpen, das Falkenberghaus bei Artelshofen in der Fränkischen Alb, und das DAV-Kletterzentrum mit der Hanne-Jung-Kletterhalle im Erlanger Stadtteil Röthelheimpark.
2021 bewarb sich die Stadt als Host Town für die Gestaltung eines viertägigen Programms für eine internationale Delegation der Special Olympics World Summer Games 2023 in Berlin. 2022 wurde sie als Gastgeberin für Special Olympics Serbien ausgewählt. Damit wurde sie Teil des größten kommunalen Inklusionsprojekts in der Geschichte der Bundesrepublik mit mehr als 200 Host Towns.

### Regelmäßige Veranstaltungen
- Monatlich: Poetry Slam im E-Werk (seit 2002)[153]
- Januar: Erlanger Spielertage, im E-Werk (seit 1987)
- Februar: Regionalwettbewerb Jugend forscht & Schüler experimentieren (seit 1989)[154]
- Ende April: Weekend of Fear, Filmfestival für obskure Filme
- Mai: Erlanger „Rädli“: Fahrrad-Rallye durch Erlangen[155]
- Mai/Juni (immer ab dem Donnerstag vor dem Pfingstsonntag): Bergkirchweih, Volksfest seit 1755
- Mai/Juni in ungeraden Jahren: Internationales Figurentheater-Festival zusammen mit den Städten Nürnberg, Fürth und Schwabach (seit 1979)
- Ende Mai/Anfang Juni in geraden Jahren: Internationaler Comic-Salon (seit 1984)
- Juni/Juli: Schlossgartenfest der Friedrich-Alexander-Universität
- Juli: Internationales Theater-Festival ARENA der jungen Künste
- Juli: Altstadtfest auf dem Altstädter Kirchenplatz
- August: Marktplatzfest mit Handwerk, Kunst und Brauchtum
- August: Erlanger Poetenfest (seit 1980)
- Oktober: Die Lange Nacht der Wissenschaften (seit 2003 biennal)
- Dezember: Weihnachtsmarkt auf dem Schloßplatz und Historischer Weihnachtsmarkt auf dem Neustädter Kirchenplatz.

Internationales Figurentheater-Festival, Internationaler Comic-Salon und Erlanger Poetenfest galten um das Jahr 2000 herum aus finanziellen Gründen als existenzbedroht. Zumindest die letzteren beiden Veranstaltungen haben sich – auch durch neue Sponsoring-Konzepte – ihrer städtischen Unterstützung jedoch inzwischen versichern können, zumal besonders der Internationale Comic-Salon für Rekordumsätze in Hotellerie und Gastronomie sorgt.

## Umweltschutz
Der Umwelt- und Naturschutz genießt in Erlangen seit Beginn der Umweltbewegung in Deutschland Anfang der 1970er-Jahre einen hohen Stellenwert. Eine Reihe nationaler und internationaler Auszeichnungen belegen den Erfolg der Anstrengungen. So wurde der Stadt 1988 der Titel „Partner des Europäischen Umweltjahres 1987/88“ verliehen sowie 1990 und 1991 der Titel „Bundeshauptstadt für Natur- und Umweltschutz“. Das Jahr 2007 wurde von der Stadtverwaltung zum Umweltjahr unter dem Motto „natürlich ERLANGEN“ ausgerufen. Ein Schwerpunkt ist der Ausbau der Photovoltaik. Von 2003 bis 2011 wurde die in Erlangen installierte Leistung von Photovoltaikanlagen auf 16.700 kW mehr als verzwanzigfacht, so dass jährlich nun über 2,0 % des Erlanger Strombedarfs gedeckt wird.
Erlangen beteiligt sich an der so genannten Solarbundesliga. Im Wettstreit der Großstädte stand Erlangen zur Saison 2012 auf dem dritten Platz und auf einem zweiten Platz in der europäischen Solar-Liga.
Erlangen ist seit 2007 die erste Großstadt, in der jede Schule eine Solaranlage hat. Die Daten der Solaranlagen an den Schulen waren im so genannten Klimaschutzschulenatlas im Internet dargestellt, der an den Schulen im Unterricht genutzt werden konnte. Im Jahr 2011 wurde im Internet ein Solarstadtplan eingerichtet, in dem realisierte Solaranlagen eingetragen werden können.

### Verkehr

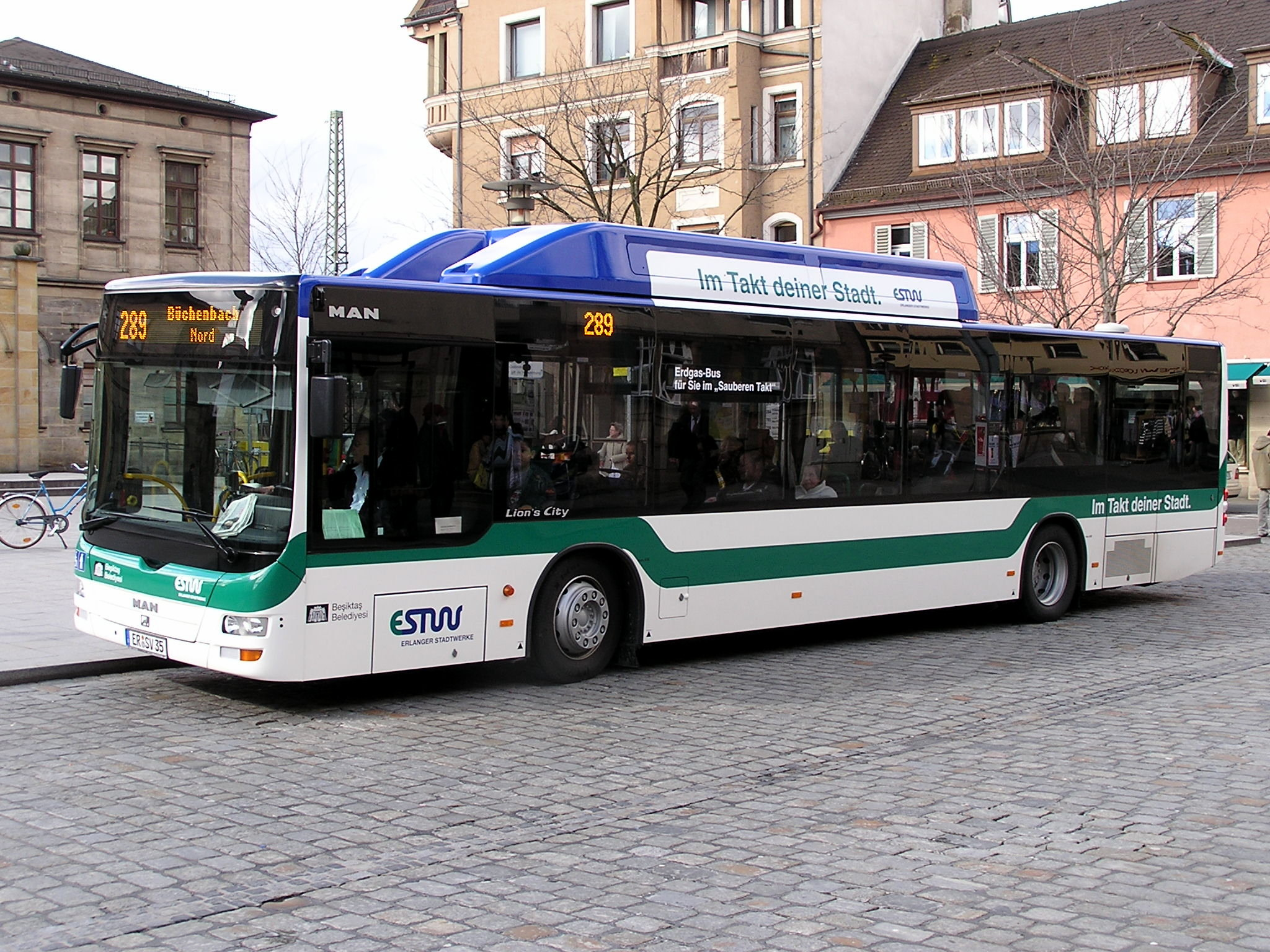
Ein Erdgasbus am Erlanger Bahnhof im Einsatz

Bereits in den 70er Jahren wurde mit einer fahrradfreundlichen Verkehrspolitik des damaligen Oberbürgermeisters Dietmar Hahlweg der Grundstein für den hohen Anteil des Fahrrads am Gesamtverkehr gelegt. Sein besonderes Augenmerk galt der Einführung von Radwegen auf den Gehwegen.
Mit dem Einsatz von Erdgasbussen im öffentlichen Nahverkehr haben auch die Erlanger Stadtwerke einen Beitrag zur Reduzierung von CO2-Emissionen und Feinstaub geleistet.

### Natur- und Landschaftsschutz
Es gibt zwei Naturschutzgebiete, die gemäß Artikel 7 des Bayerischen Naturschutzgesetzes den höchsten Schutz für Pflanzen und Tiere bietet. Dies sind:
- Das 1964 als Naturschutzgebiet ausgewiesene Feuchtbiotop Brucker Lache, welches 1984 von ursprünglich 76 ha auf 110 ha erweitert wurde. Südlich des Naturschutzgebietes liegt in unmittelbarer Nachbarschaft das Walderlebniszentrum Tennenlohe, eines von neun Walderlebniszentren der Bayerischen Forstverwaltung.
- Das im Oktober 2000 eingerichtete Naturschutzgebiet Exerzierplatz, ein 25 ha großes Sandbiotop, das auch Teil der Sandachse Franken ist.

In direkter Stadtnähe liegt zudem das mit 934 ha größte mittelfränkische Naturschutzgebiet, der Tennenloher Forst. Das schon seit Ende des 19. Jahrhunderts bis in die 1990er-Jahre als Schieß- und Standortübungsplatz genutzte Gelände ist eines der letzten großflächigen Sandökosysteme Süddeutschlands. Im Jahre 2003 wurde hier ein 50 ha großes Freigehege für eine Herde von Urwildpferden (Przewalski-Pferde) eingerichtet.
Als weitere Naturschutzgebiete sind in der Diskussion:
- Die Dechsendorfer Lohe, ein 56 ha großes Gebiet im Seebachgrund, deren ausgedehnte Feuchtwiesen und Trockenwälder als schützenswert gelten
- Ein 47 ha großes Gebiet im nördlichen Regnitztal in der Nähe des Wasserkraftwerkes West, das alle Abstufungen von Sandtrockenrasen bis zu Feuchtwiesen aufweist.

Neben den Naturschutzgebieten gibt es in Erlangen 21 Landschaftsschutzgebiete mit einer Gesamtfläche von 3538 ha, also fast der Hälfte des gesamten Stadtgebietes. Im Unterschied zum Naturschutzgebiet steht bei diesen der Schutz der speziellen Landschaft und ihres Erholungswertes sowie die Erhaltung eines leistungsfähigen Naturhaushaltes im Fokus. Dazu gehören:
- Der Holzweg[161] in Büchenbach, ein traditioneller Verbindungsweg zwischen Büchenbach und dem Waldgebiet Mönau, über den sich die Einwohner Büchenbachs über Jahrhunderte mit Holz versorgten. Dadurch hat sich ein Hohlweg gebildet, dessen Ränder mit artenreicher Magerrasenvegetation bewachsen sind.
- Der Sandmagerrasen an der sogenannten „Riviera“, einem Fußweg entlang der Schwabach. Dieses Gebiet wurde Anfang 2000 zum Landschaftsschutzgebiet erklärt.
- Der Hutgraben Winkelfeldern und Wolfsmantel (186 ha), ein in einer Hangmulde westlich von Kalchreuth entspringender Wasserlauf, der westlich von Eltersdorf in die Regnitz mündet. Dieses Gebiet wurde 1983 zu Landschaftsschutzgebiet erklärt.
- Das südwestlich von Büchenbach gelegene Bimbachtal, das 1983 zum Landschaftsschutzgebiet erklärt wurde.
- Das 56 ha große Gebiet Grünau
- Das Gebiet um den Großen Bischofsweiher (Dechsendorfer Weiher) (169 ha)
- Die Mönau (570 ha)
- Die Dechsendorfer Lohe (70 ha)
- Der Seebachgrund (112 ha)
- Das Moorbachtal (50 ha)
- Das Regnitztal (883 ha)
- Der Meilwald mit Eisgrube (224 ha)
- Das Schwabachtal (66 ha)
- Der Steinforstgraben mit dem Kosbacher Weiher und Dauerwaldstreifen östlich des Main-Donau-Kanals (157 ha)
- Der Rittersbach (66 ha)
- Der Schutzstreifen beiderseits der BAB 3 (47 ha)
- Der Klosterwald (197 ha)
- Das Aurachtal (182 ha)
- Römerreuth und Umgebung (110 ha)
- Der Bachgraben (9 ha)
- Die Brucker Lache (331 ha)

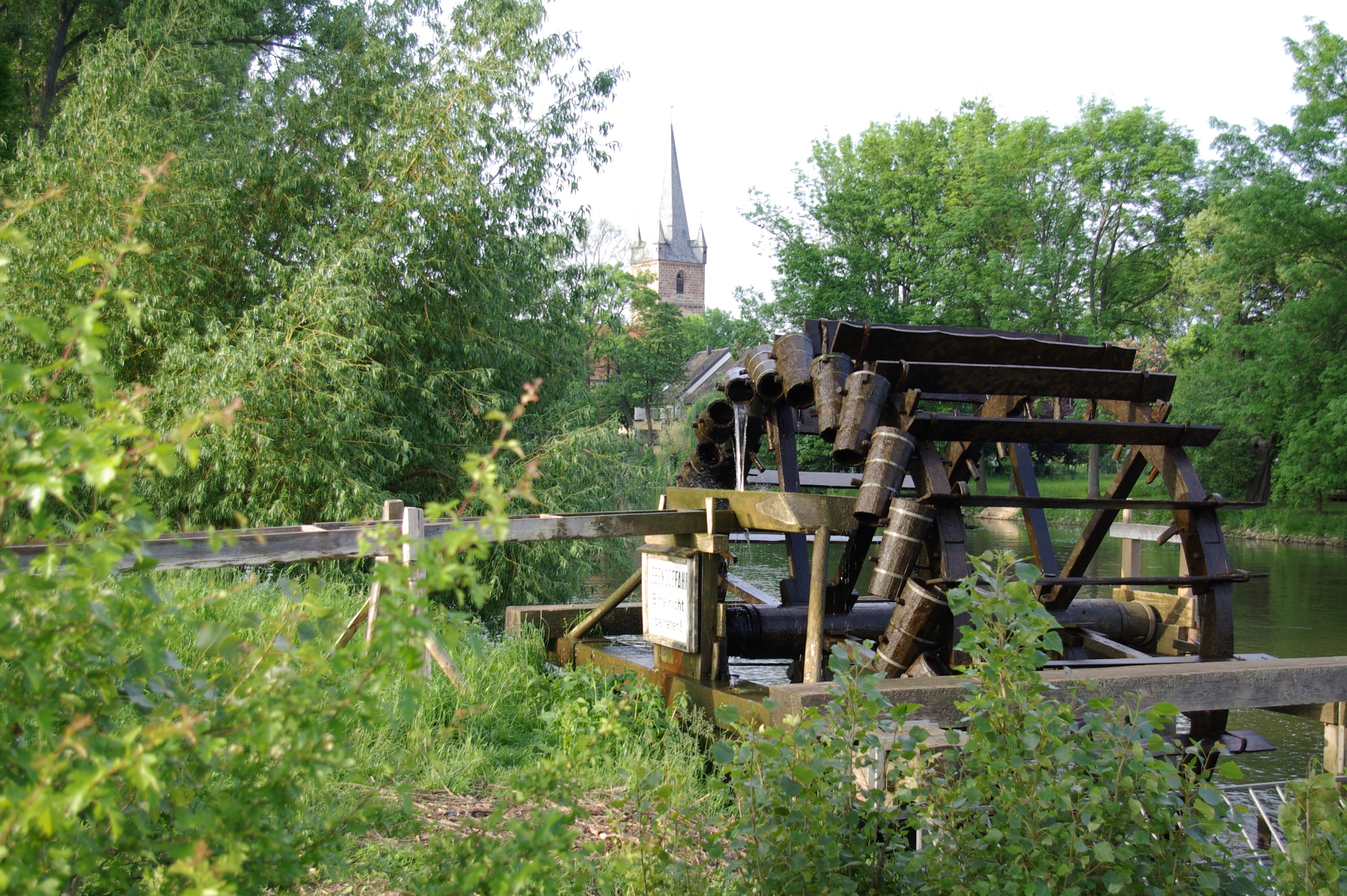
Wasserschöpfrad bei Bruck, 2010

Die von Bebauung freigehaltenen Regnitzwiesen sorgen dafür, dass die Hochwasser, die häufig im Herbst und späten Winter auftreten, gefahrlos ablaufen können. Bedingt durch die weitläufigen Regnitzwiesen konnte sich eine große Weißstorchpopulation bilden. Die Horste in Bruck, Eltersdorf und Frauenaurach sind regelmäßig belegt. Seit einigen Jahren brütet ein Storchenpaar sogar in unmittelbarer Nähe zur Innenstadt auf dem Kamin der Brauerei Steinbach.
Bedeutend ist der Naturwald Feuchtwälder im Nürnberger Reichswald, der eine Teilfläche im Stadtgebiet von Erlangen hat und das größte Waldschutzgebiet in Mittelfranken ist.
In den Aurachwiesen beim Stadtteil Bruck wurde im Jahr 2004 ein historisches Wasserschöpfrad wieder in Betrieb genommen. Etwa 10 weitere Wasserschöpfräder befinden sich nördlich von Erlangen bei Möhrendorf. Diese seit dem 15. Jahrhundert fast unverändert und vollständig aus Holz erbauten Räder waren früher in sehr großer Zahl am gesamten Verlauf der Regnitz zwischen Fürth und Forchheim verbreitet. Die wuchtigen Holzkonstruktionen, die an Mühlräder erinnern, werden heutzutage von ehrenamtlichen Helfern zu Beginn der Sommersaison aufgestellt und am Ende der Saison abgebaut und eingelagert. Zum Teil werden sie heute zur Bewässerung von Feuchtbiotopen genutzt, die dem Erhalt der Nahrungsgrundlage für die heimischen Störche dienen.

## Sehenswürdigkeiten

### Historische Bauwerke

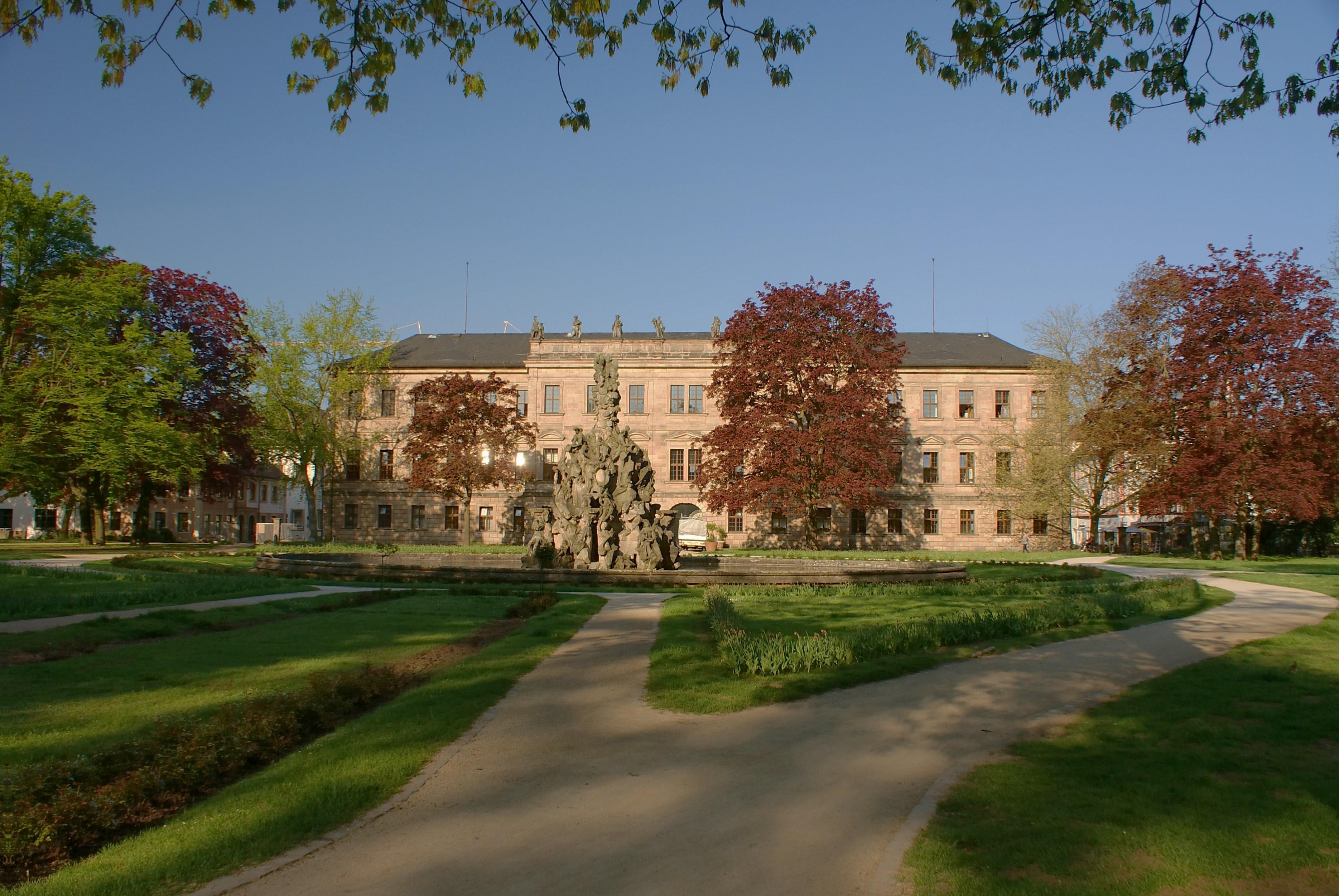
Schloss, davor Hugenottenbrunnen

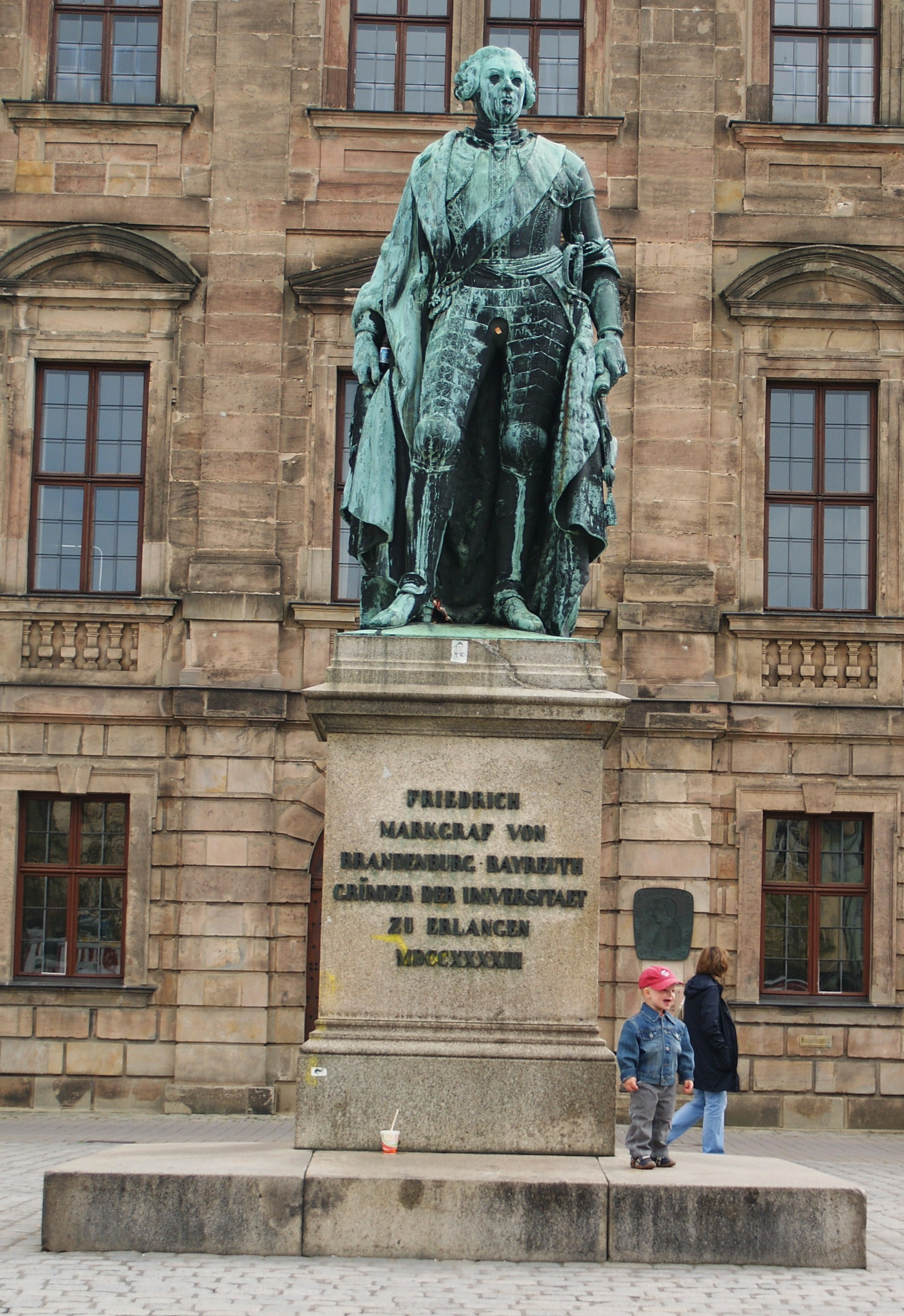
Markgrafendenkmal am Schloßplatz

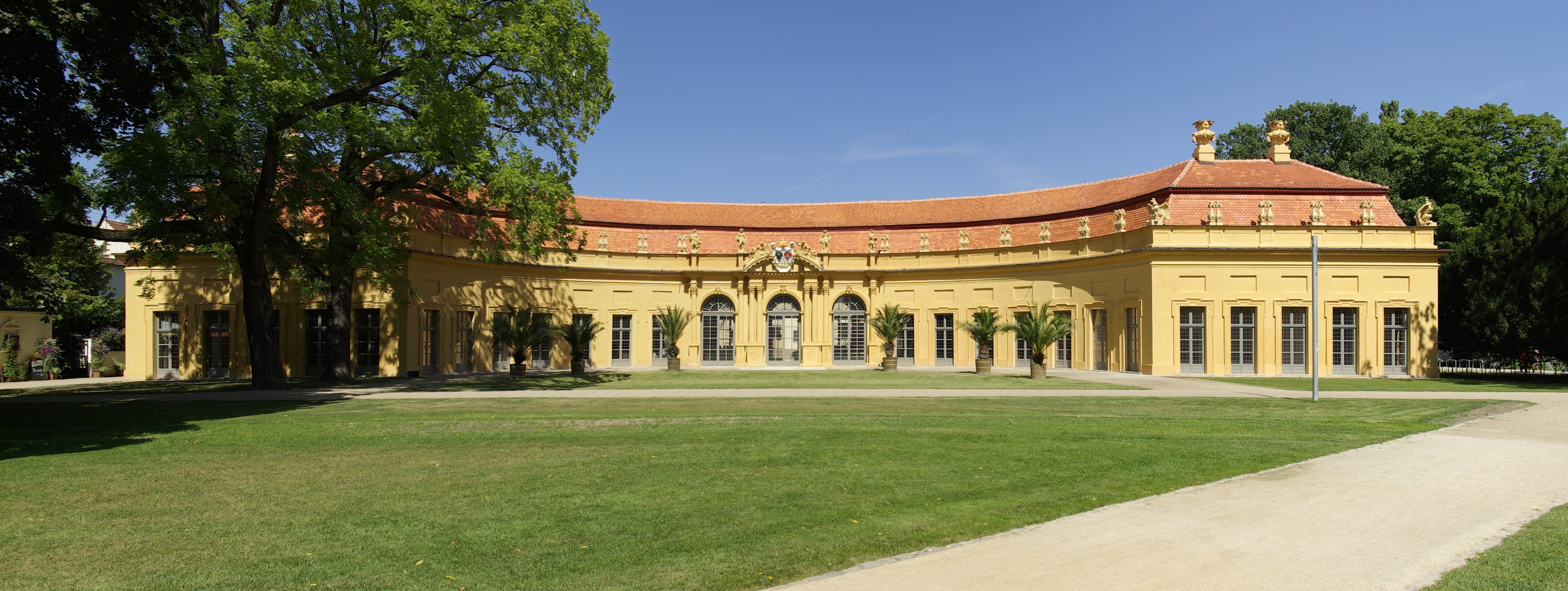
Orangerie im Schlossgarten

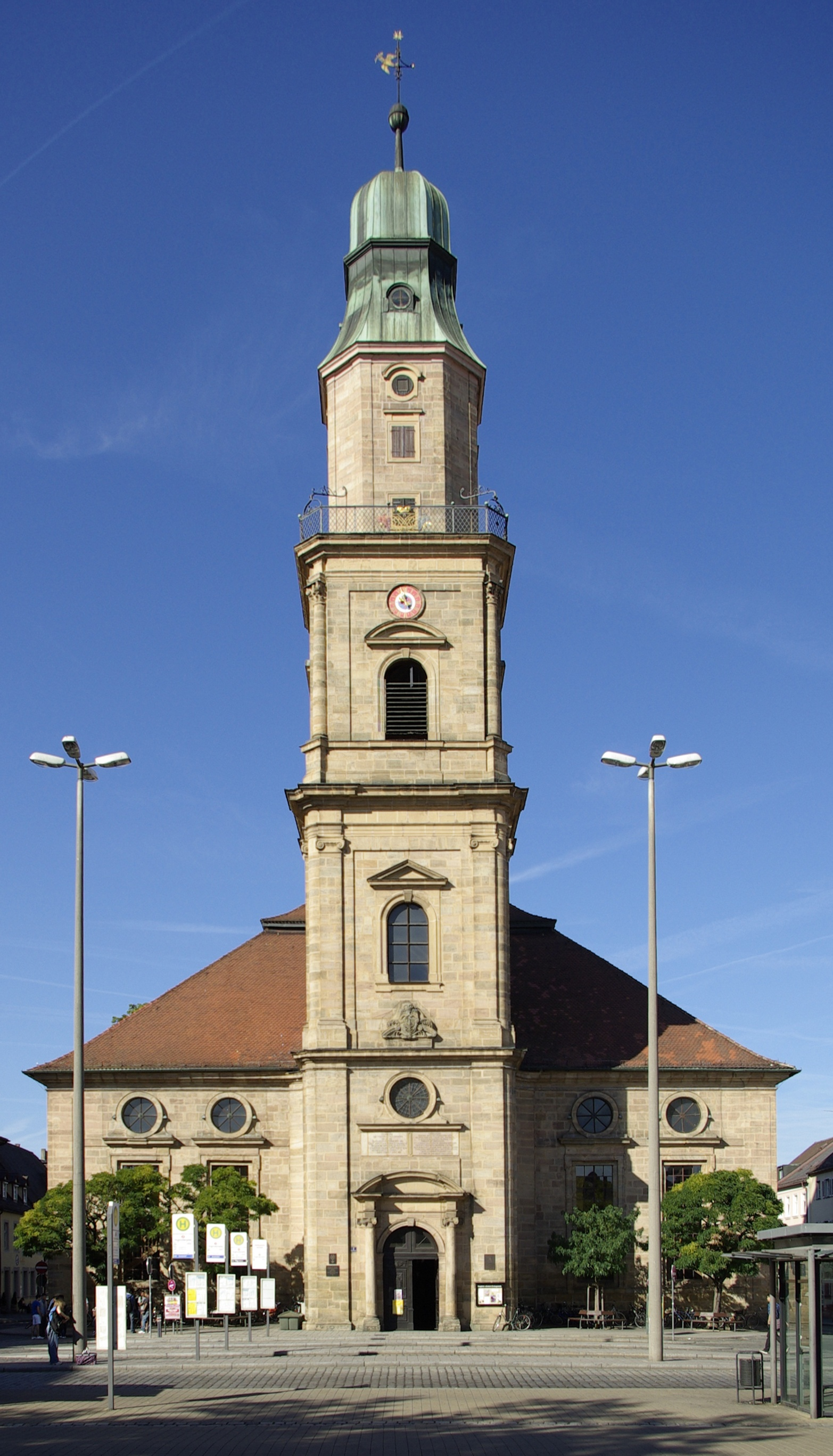
Hugenottenkirche

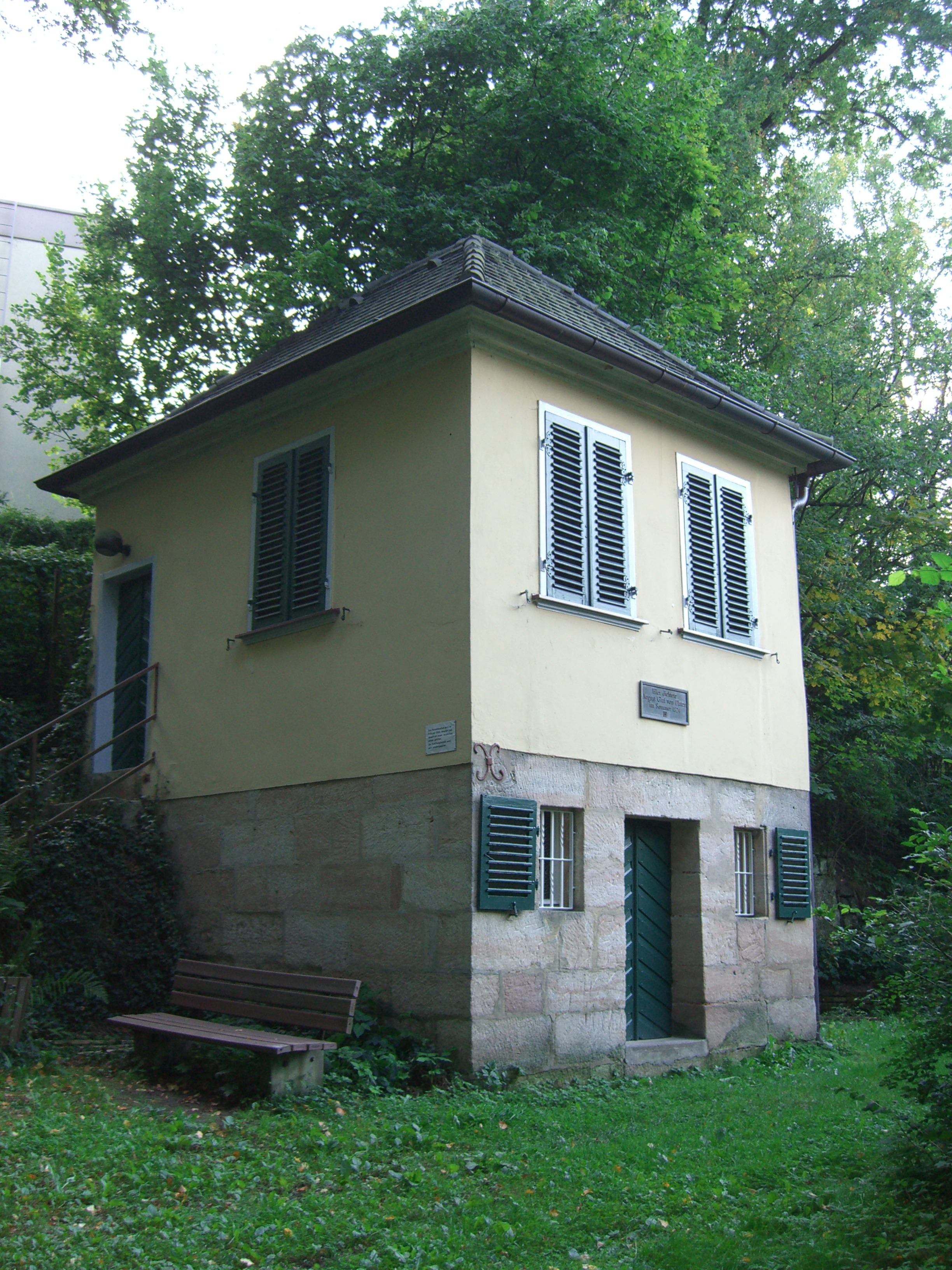
Platenhäuschen am Burgberg

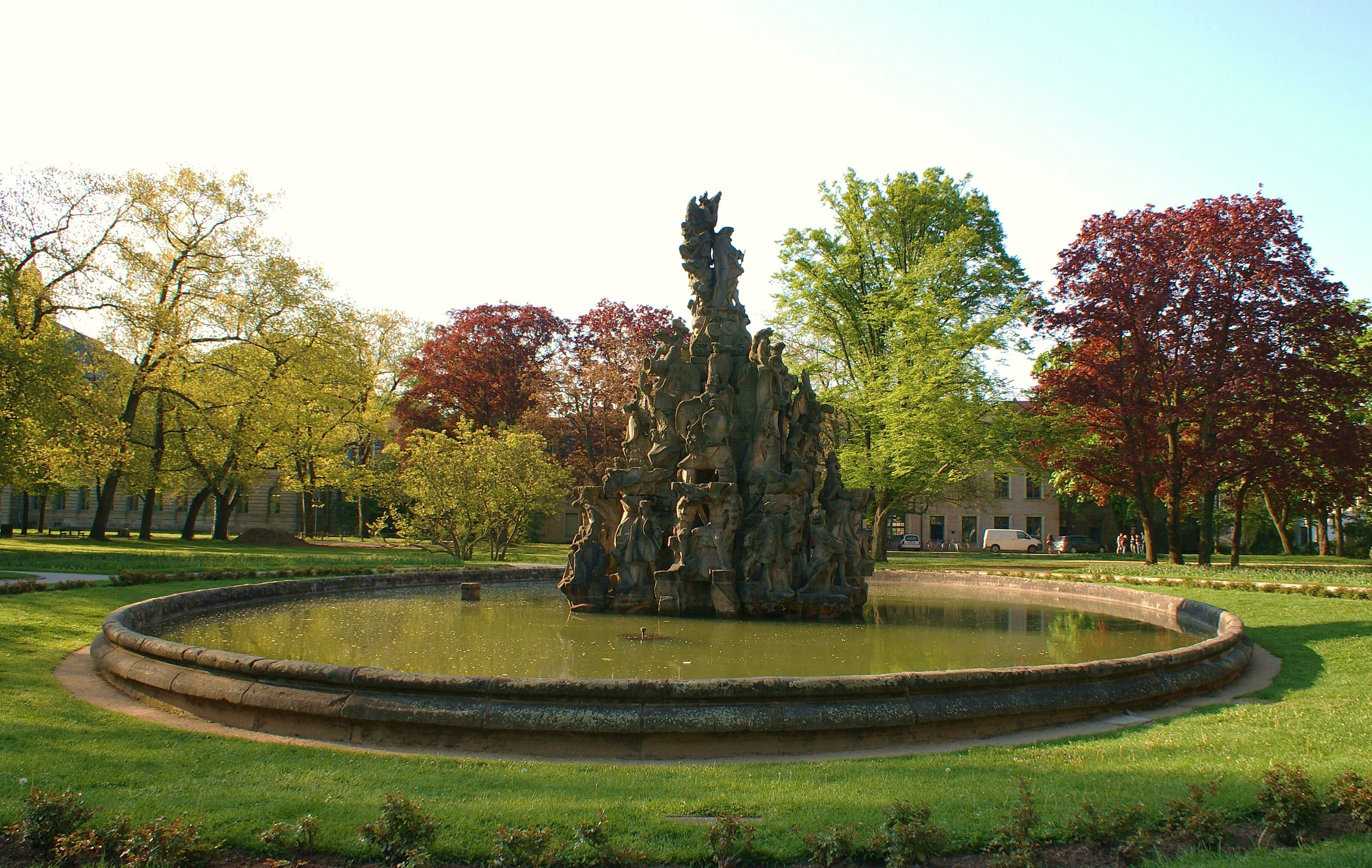
Hugenottenbrunnen im Schlossgarten

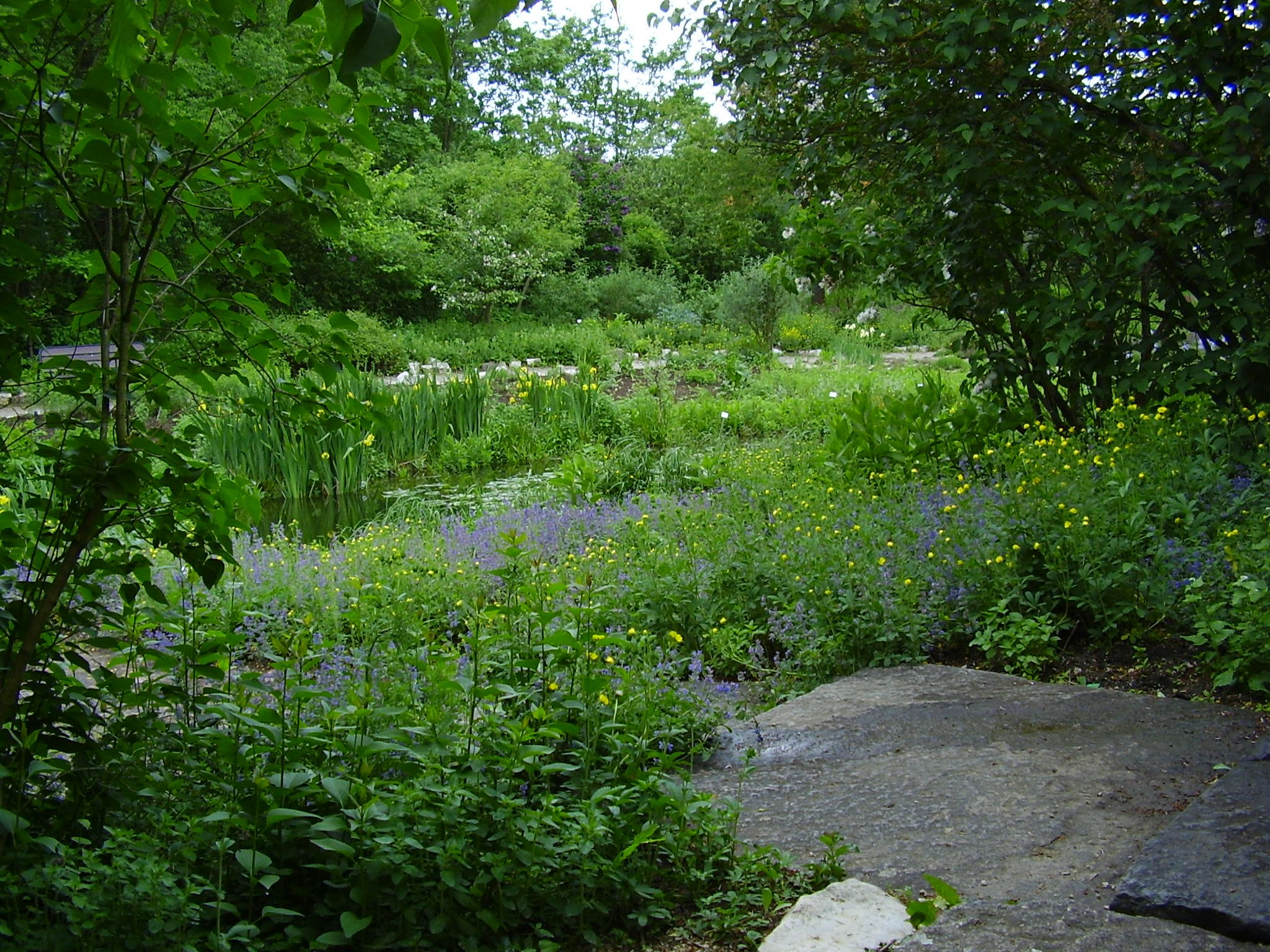
Aromagarten Erlangen

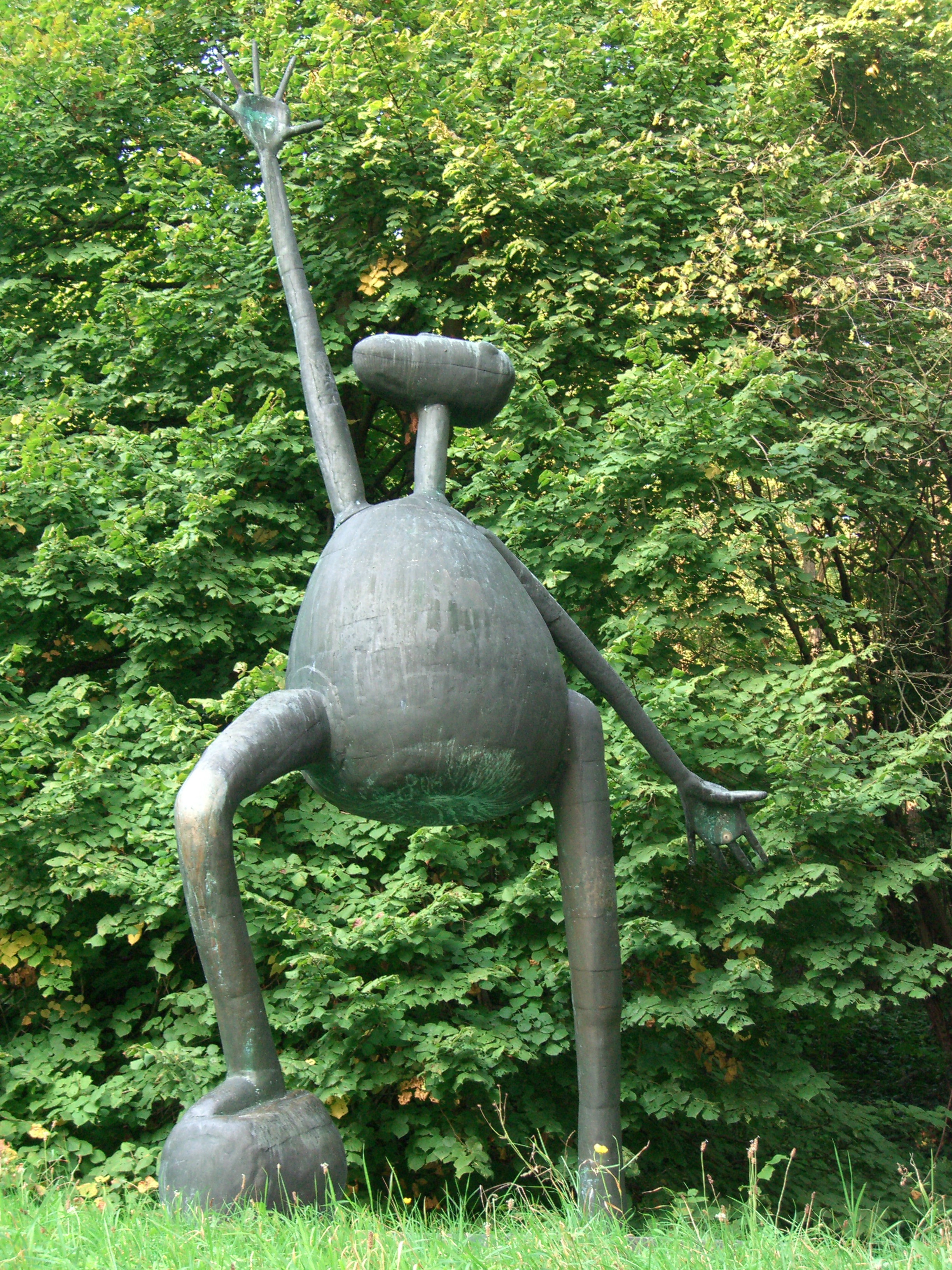
Prometheus-Skulptur im Burgberggarten

- Die jetzige Innenstadt, die ehemalige Neustadt Erlangen, ist als Ensemble sehenswert. Sie ist als barocke Plan- und Idealstadt errichtet worden und gehört heute mit ihren schnurgeraden Straßen- und Platzfronten und den einheitlichen Fassaden der fast durchwegs zwei- und dreigeschossigen traufständigen Häuser zu den bedeutendsten und am besten erhaltenen Anlagen dieser Art in Deutschland.
- Die Schlossanlage mit dem markgräflichen Schloss, dem Schloß- und Marktplatz sowie dem Schlossgarten, in dem sich u. a. die Orangerie, die ehemalige Konkordienkirche (heute Geologisches Institut), der Hugenottenbrunnen sowie das Reiterstandbild des Markgrafen Christian Ernst befinden.
- Das Markgrafentheater, das älteste bespielte Barocktheater Süddeutschlands.
- Das Palais Stutterheim, in dem sich heute die Stadtbibliothek sowie das Kunstpalais Erlangen (ehemals Städtische Galerie) befinden.
- Das Egloffsteinsche Palais, das 1718 am damaligen Stadtrand für Carl Maximilian Freiherr von Egloffstein errichtet wurde. Der ehemalige Festsaal besitzt eine prächtige Stuckdecke, die Domenico Cadenazzi zugeschrieben wird. 1749 wurde das Gebäude von der Stadt erworben, nachdem es vorübergehend der Universität gehörte. Seitdem wurde das Gebäude unterschiedlich genutzt, unter anderem als Armeninstitut, Tabakfabrik und für verschiedene Schulen. Seit der Renovierung im Jahr 1998 wird es ausschließlich von der Volkshochschule genutzt. In diesem Gebäude befand sich auch die Wohnung des Dichters und Orientalistikprofessors Friedrich Rückert.
- Der ehemalige Wasserturm (Apfelstraße 12) wurde 1705 als erster Turm der Neustadt errichtet. Er war ursprünglich sechsgeschossig und diente der Wasserversorgung des Botanischen Gartens, der Springbrunnen und der Wasserspiele in der Orangerie. Seit 1818 ist er im Besitz der Universität, die den Wasserturm zur Wasserversorgung ihrer am Schlossgarten angesiedelten Institute benutzte. Drei Stockwerke wurden 1876 wegen Baufälligkeit abgebrochen. Zwei Räume wurden zwischen 1839 und 1897 als Karzer der Universität genutzt. Ein Raum davon ist noch heute im originalen Zustand erhalten.
- Das Altstädter Rathaus am Martin-Luther-Platz. Das Gebäude wurde 1733/1734 bis 1740 in der Mitte der östlichen Front des Martin-Luther-Platzes errichtet, nachdem 1706 das Rathaus beim Altstadtbrand zerstört worden war. Nach der Zusammenlegung der Rathausfunktionen in der Neustadt 1812 diente das Gebäude unterschiedlichen Verwendungen. Seit 1964 wird das Gebäude für das Stadtmuseum genutzt. Es wurde 1988 renoviert.
- Die unauffällige kleine Burgbergkapelle ist das älteste Gebäude der Stadt. Sie stammt wahrscheinlich aus dem 15. Jahrhundert, wird aber weder in der Erlanger Stadtgeschichte, noch in der Kirchengeschichte vor 1709 erwähnt. Sie war eine Einsiedelei und hatte wohl den Auftrag der Siechenbetreuung außerhalb der Stadtmauern. In der Nähe befindet sich heute noch das mittlerweile umgebaute Siechenhaus.
- Das Platenhäuschen am Burgberg, in dem August Graf von Platen im Sommer 1824 das Lustspiel Der Schatz des Rhampsinit fertigstellte.
- Die ehemaligen Bierkeller im Burgberg
- Die Reste der alten Stadtmauer inklusive der Gedenktafeln für das 1945 von einem amerikanischen Panzer beim Durchfahren beschädigte Nürnberger Tor, welches anschließend gesprengt werden musste.
- Das Loewenichsche Palais, das Mitte des 18. Jahrhunderts von Joachim Christoph Heer im Barockstil erbaut wurde und ab 1817 als Wohngebäude und Tabakfabrik der Familie Loewenich diente. Bis 1941 im Familienbesitz, wurde es anschließend von der Post genutzt und ist heute ein Kunstmuseum.
- Die in den Jahren 1910–1913 im Jugendstil erbaute alte Universitätsbibliothek, welche die Hausbibliothek des Markgrafen Friedrich von Brandenburg-Bayreuth beherbergte. Darunter befanden sind u. a. zahlreiche kostbare Handschriften, die Markgräfliche Sammlung sowie eine Münzsammlung.

### Moderne Architektur
- Der Frankenhof wurde 1962 nach einem Entwurf des Architekten Werner Wirsing als Jugendzentrum errichtet und wird zu einem „Kultur- und Bildungscampus“ erweitert.[162]
- Die Wohnanlage St. Johann 6, im Volksmund Langer Johann genannt. Der 1972 eröffnete Hochhauskomplex mit fast 24.000 m² Nutzfläche gilt als größtes Wohngebäude Bayerns.

### Kirchen
- Die evangelisch-reformierte Hugenottenkirche am Hugenottenplatz, die älteste Kirche der Hugenotten außerhalb Frankreichs
- Die Altstädter Pfarrkirche (Dreifaltigkeitskirche)
- Die Neustädter Pfarrkirche (Universitätskirche)
- Die Neustädter Friedhofskirche
- Die Martinskirche (Martinsbühler Kirche)
- Die Markuskirche im Stadtosten
- Die Matthäuskirche am Ohmplatz („Oratorienkirche“)
- Die St.-Michael-Kapelle im Ortsteil Steudach
- Die Neuapostolische Kirche in der Schuhstraße
- Die Russisch-Orthodoxe Kirche
- Die Martin-Luther-Kirche in Erlangen/Büchenbach
- Die Johanniskirche in Alt-Erlangen
- Die katholische Pfarrkirche St. Heinrich in Alterlangen
- Die katholische Herz-Jesu-Kirche
- Die katholische Pfarrkirche St. Bonifaz
- Die katholische Pfarrkirche St. Sebald
- Die katholische Kirche Unsere Liebe Frau in Dechsendorf[163]
- Die evangelische Christuskirche in Dechsendorf[164]
- St. Thomas (Erlangen), evangelisch

### Denkmäler
- Das Kanaldenkmal (Ludwig-Donau-Main-Kanal)
- Das Markgrafendenkmal auf dem Schloßplatz. Das von Ludwig von Schwanthaler entworfene, von Johann Baptist Stiglmaier gegossene überlebensgroße Bronzestandbild, das der bayerische König Ludwig I. der Universität 1843 zu ihrem hundertjährigen Jubiläum schenkte, ist das erste in Deutschland, das ausdrücklich einem Universitätsgründer gewidmet wurde.
- Das Reiterdenkmal im Schlossgarten

### Brunnen
In der Stadt und ihren Stadtteilen gibt es eine Vielzahl von Brunnenanlagen:
- Der Paulibrunnen auf dem Marktplatz
- Der Mühlsteinbrunnen, Elise-Spaeth-Str. 7 (Innenhof der Werner-von-Siemens-Realschule).
- Der Hugenottenbrunnen im Schlossgarten
- Das Delphinbrünnlein im Schlossgarten
- Der Rückert-Brunnen im Schlossgarten
- Der Ruckerbrunnen, eine schlanke Metallskulptur des Bildhauers Hans Rucker auf dem Rathausmarkt, die an das Überschreiten der 100.000-Einwohner-Grenze Erlangens erinnert.
- Der Ringebrunnen, Ecke Brahmsstr. / Werner-von-Siemens-Str., ausgeführt von Bernhard Rein.
- Ohmbrunnen auf dem Ohmplatz.
- Quellstein im Labyrinth auf dem Bohlenplatz, ausgeführt von Bernhard Rein zum Stadtjubiläum 2002.
- Meilwaldbrunnen, Ecke Schleifmühlstr. / Ebrardstr. – Ein als Trog ausgehöhlter Baumstamm, der eingebrannten Inschrift nach 1965 aufgestellt; der morsche Trog wurde im Sommer 2007 entfernt.
- Brunnenbuberl auf dem Maximiliansplatz.[166]

### Öffentliche Gärten
- Schlossgarten
- Botanischer Garten
- Der Aromagarten Erlangen wurde 1979 bis 1980 auf über 9000 m² an der Palmsanlage in den Schwabachauen auf Initiative des Biologen und Pharmazeuten Karl Knobloch angelegt. Das Gelände wurde früher als Gemüsegarten des Bezirkskrankenhauses Erlangen genutzt. Der Aromagarten beherbergt über 1000 einheimische und exotische Aromapflanzen, die wegen ihrer ätherischen Öle als Arznei- und Gewürzlieferanten oder für Kosmetika genutzt werden.
- Burgberggarten mit Skulpturen Heinrich Kirchners

### Wichtige Plätze
- Martin-Luther-Platz (ältester Platz in Erlangen), nach dem Altstadtbrand 1706 neu geplant und gebaut
- Hugenottenplatz (genannt „Hugo“, Stadtzentrum und Knotenpunkt der Innenstadt-Straßen sowie der Stadtbuslinien)
- Schloß- und Marktplatz, die das Zentrum der Stadt bilden
- Neustädter Kirchenplatz
- Lorlebergplatz (ehem. Kaiser-Wilhelm-Platz)
- Altstädter Kirchenplatz
- Theaterplatz
- Bohlenplatz
- Langemarckplatz
- Neuer Markt
- Ohmplatz
- Bahnhofplatz
- Maximiliansplatz
- Zollhaus-Platz (kein offizieller Name des Platzes an der Kreuzung Gebbert-/Loewenich-/Luitpold-/Werner-von-Siemens-Straße, dortige Bushaltestelle heißt Zollhaus)

### Wichtige Friedhöfe
- Der evangelisch-lutherische Altstädter Friedhof befindet sich seit Beginn des 18. Jahrhunderts an der heutigen Stelle auf dem Martinsbühl bei der Kirche St. Martin (Martinsbühler Kirche).
- Der Reformierte Friedhof in der Äußeren Brucker Straße befindet sich seit 1828 an der heutigen Stelle. Die südliche Gräberseite diente der französisch-reformierten Gemeinde, die nördliche Seite der deutsch-reformierten Gemeinde.
- Der Neustädter Friedhof (Äußere Brucker Str. 24/26) als „Teutsch Gottesacker“ 1721 vor den Toren der Stadt angelegt. Seit 1775 befindet sich hier die Universitätsgruft. Auf diesem Friedhof befinden sich viele ältere Gräber namhafter Erlanger Familien und Professoren, z. B. das Grab der Kinder Friedrich Rückerts, Ernst und Luise.
- Der Israelitische Friedhof (Rudelsweiherstr. 85) ist seit 1891 der Friedhof der Erlanger jüdischen Gemeinde
- Der Zentralfriedhof (Städtischer Friedhof) in der Äußeren Brucker Straße wurde 1895 eröffnet.
- Der Westfriedhof befindet sich südlich des Stadtteils Steudach.

## Sonstiges
Bundesweite Bekanntheit erlangte 1982 das Lied „Wissenswertes über Erlangen“ von Foyer des Arts. Im Liedtext von Max Goldt finden sich keine direkten Bezüge zu den realen Gegebenheiten in Erlangen (mit der Ausnahme, dass Erlangen tatsächlich nicht im Sauerland liegt). Vielmehr muss der Name „Erlangen“ als Platzhalter für eine beliebige deutsche Stadt herhalten.
Die Titelzeile wird von Journalisten oft als Schlagzeile für Artikel benutzt, die irgendetwas mit Erlangen zu tun haben.
Das Erlanger Baby: Ein Vorfall am Universitätsklinikum im Jahre 1992 brachte Erlangen in die bundesweiten Schlagzeilen. Nach dem Verkehrsunfall einer 19-jährigen Schwangeren wurde diese trotz ihres Hirntodes künstlich am Leben erhalten, um den Fötus zu retten. Die Maßnahme blieb ohne Erfolg, der Fötus starb einige Tage später bei einem Spontanabort. Wegen der breiten öffentlichen Debatte über den Fall wählte die Gesellschaft für deutsche Sprache den Ausdruck Erlanger Baby zu einem der Wörter des Jahres 1992.
Auffallend an Erlangen ist auch die hohe Zahl an studentischen Verbindungen. Es gibt 18 schlagende und nicht-schlagende, politische und unpolitische Vereinigungen männlicher Studenten.
Der Erlanger Schriftsteller Tobias Bachmann rechnete in seiner 2006 veröffentlichten Science-Fiction-Erzählung „Der Untergang der Stadt Erlangen“ auf satirisch phantastische Art und Weise mit seiner Heimatstadt ab: Sein Ich-Erzähler beobachtet, wie vogelartige Riesentiere die Hugenottenstadt als Niststadt auswählen und Erlangen in Schutt und Asche legen. Zynismus bleibt hierbei nicht verborgen: „Der Schlot der Stadtwerke war abgeknickt, diverse Hochhäuser in sich zusammengestürzt. Immerhin, so dachte ich, die Vögel scheinen übermäßigen Appetit auf die architektonischen Hässlichkeiten dieser Stadt zu haben.“ Auch wenn zum Ende der Erzählung alles wieder gut wird, bleibt das Fazit, welches die Geschichte eröffnet: „Die Zukunft hatte Franken auch nichts gebracht.“
Auf dem Transport vom SS-Gefängnis Danzig zum KZ Dachau starb am 24. Februar 1945 bei Erlangen der Südtiroler Josef Mayr-Nusser, ein katholischer Pazifist, der 1944 zwangsweise zur Waffen-SS eingezogen wurde und wegen Verweigerung des Fahneneides der Wehrkraftzersetzung angeklagt und verurteilt wurde. Die Fachakademie für Sozialpädagogik in der Hammerbacherstraße 11 ehrte ihn mit ihrer Namensträgerschaft.
An der Stelle, an der Wehrmachtsoffizier Werner Lorleberg, der die Stadt kampflos übergeben hatte, gestorben ist (je nach Deutung der Ereignisse durch Suizid oder Ermordung durch Wehrmachtssoldaten), erinnert ein Denkmal an ihn.
Für das Jahr 2024 war in Erlangen die Ausrichtung einer Landesgartenschau auf der Wöhrmühlinsel und dem Großparkplatzgelände geplant. In einem Bürgerentscheid hat die Bevölkerung gegen die Landesgartenschau gestimmt.
Erlanger Bier
Gern zitiert wird eine Passage aus Karl Mays Roman „Durch das Land der Skipetaren“: Einem Orientalen, dem der Held Kara Ben Nemsi darin begegnet, fällt zu Deutschland als allererstes die Stadt „Elanka“ (Erlangen) ein, in der angeblich selbst Säuglinge mit Bier gepäppelt würden. Tatsächlich genoss Erlangen – das einst fast 30 Brauereien beherbergte und, schon sehr früh an das deutsche Eisenbahnnetz angeschlossen, Bier wie Braustoffe fleißig exportierte – im 19. Jahrhundert einen internationalen Ruf als Stadt des Gerstensaftes. Noch heute zeugen hiervon amerikanische und schwedische Biersorten, die unter dem Namen „Erlanger“ verkauft werden.
Im alten Erlangen hatte schon zu Zeiten der Stadtgründung jeder Bürger der Altstadt das Recht, sein eigenes Bier zu brauen. In der Altstadt stand das sogenannte „Gemeinbräuhaus“, das jeder Bürger nutzen konnte. Mit Unterbrechungen war dieses Bräuhaus bis 1813 in Betrieb.
Von den 30 Brauereien sind heute noch zwei übrig:
Einzig verbleibend sind nun die beiden wiedereröffneten Brauereien Steinbach und Weller. Grund dafür war (neben der Weltwirtschaftskrise der 1920er-Jahre) u. a., dass die Erlanger Brauer den produktivitätssteigernden Innovationsschub mit moderner Kühltechnik verschliefen. Als in München bereits elektrisch gekühlt wurde, verließen sie sich noch auf die bewährten Kellergewölbe ihres Burgbergs.
Die über viele Jahrzehnte einzige Erlanger Groß-Brauerei Kitzmann meldete im September 2018 unerwartet Liquidation an und verkaufte ihren Namen in Lizenz an die Kulmbacher Aktienbrauerei. Kitzmann-Bier wird weiterhin in Kulmbach gebraut. Die Kitzmann-Brauerei in der Erlanger Altstadt wurde an einen Objektentwickler verkauft, der Wohnungen auf dem Firmengelände erstellen möchte.

## Persönlichkeiten
Bekannte, in Erlangen geborene Persönlichkeiten sind unter anderem die Moderatorinnen Katrin Müller-Hohenstein und Barbara Hahlweg, der Fußballer Lothar Matthäus, der Siemens-Vorstandsvorsitzende Heinrich von Pierer, die Mathematikerin Emmy Noether, der Physiker Georg Simon Ohm, der Historiker Karl Hegel, der Fotograf Juergen Teller sowie der Kabarettist Klaus Karl-Kraus.

## Filme
- 1000 Jahre Erlangen. Ein Stadtporträt. Dokumentarfilm, Deutschland, 2002, 43 Min., Buch und Regie: Alex Mölkner und Martin Rabus, Produktion: Bayerischer Rundfunk, Studio Franken.[168]
- 18. Jahrhundert – Erlangen. Dokumentarfilm und szenische Dokumentation, Deutschland, 2012, 43:40 Min., Buch: Christian Lappe, Regie: Christian Stiefenhofer, Lisa Reisch, Moderation: Udo Wachtveitl, Produktion: Bayerischer Rundfunk, Reihe: Das Bayerische Jahrtausend, Erstsendung: 10. April 2012 im Bayerischen Fernsehen.[169][170]
- Die Hugenottenstadt Erlangen – Eine der interessantesten Städteanlagen Deutschlands, Erlangen 1930, YouTube